# Historia de los indígenas de Argentina desde la conquista
La historia de los indígenas de la Argentina se refiere a la historia de la población originaria, es decir de los pueblos que habitaban el actual territorio argentino antes de la llegada de los conquistadores europeos en el siglo XVI, hasta la actualidad. Las conquistas española y argentina de los territorios indígenas provocaron profundos cambios en las sociedades indígenas, llevándolas a un presente que tiene muy poca relación con su situación anterior a esas conquistas, y que sigue estando intensamente afectado por la relación con el Estado argentino y con las poblaciones no indígenas.
De los términos empleados para referirse a estas poblaciones, la palabra indios, de amplio uso hasta hace algunas generaciones, ha perdido uso con el paso del tiempo por considerársela peyorativa. Se prefieren, para las descripciones históricas, términos como aborígenes, nativos o indígenas. Para referirse a las poblaciones presentes, en cambio, el término más utilizado es pueblos originarios, que se utiliza también para la sanción de las leyes y otros instrumentos legales.
Según varios estudios genéticos, entre el 56% el 60% de los argentinos tienen alguna ascendencia indígena, pero ni el término «indígenas» ni ninguno de sus sinónimos se refiere a todos ellos. El concepto de "pueblos originarios" abarca aquella parte de la población que, además de tener ascendencia nativa americana documentada o evidente, se identifica con la conservación o la restauración de la cultura, la sociedad y los valores éticos del grupo originario, incluida su lengua y la relación con su medio ambiente. Se refiere, entonces, a los descendientes biológicos y culturales de los indígenas precolombinos.

## Los pueblos originarios a la llegada de los conquistadores
Cuatrocientas mil personas, aproximadamente, vivían en lo que actualmente es la Argentina cuando el navegante español Juan Díaz de Solís bajó a tierra en la isla en la que sepultó a su despensero Martín García, en lo que resultó el primer contacto de los españoles con la tierra de los argentinos; pocos días después se produjo el primer encuentro entre nativos y occidentales, cuando un pequeño grupo de nativos mató, descuartizó y devoró al propio Solís.
El territorio argentino no existía como tal, y sus actuales límites no significaban nada para la población indígena. Sus habitantes tampoco estaban claramente adscriptos a una nacionalidad, y ni siquiera todos los que los etnólogos incluyen como parte de un grupo étnico pertenecen claramente a él: había sociedades de frontera, poblaciones mixtas, áreas densamente pobladas por varias etnias, y subgrupos étnicos que no encajan claramente en un grupo étnico mayor.

### Cazadores y pescadores de la Patagonia y la Pampa

El cacique tehuelche Junchar según José del Pozo, integrante de la Expedición Malaspina, 1789.

A lo largo del canal Beagle, y hasta el Cabo de Hornos habitaban unos 3000 yámanas o yaganes, un pueblo canoero que vivía de la pesca y la recolección de mariscos. Su lengua no tenía relación con ninguna otra conocida. El resto de la isla Grande de Tierra del Fuego estaba poblada por unos 4000 selknam u onas, un pueblo cazador especializado casi exclusivamente en la caza de guanacos, pertenecientes al tipo racial «patagónico», también llamado «pampeano», que agrupa a gente de gran tamaño. Hay indicios de que su población estaba disminuyendo antes del primer contacto con los occidentales. Hacia el este, en la península Mitre, vivían los manneken o haush, un pequeño grupo especializado en la caza de lobos marinos y el aprovechamiento de ballenas varadas en la costa; es probable que hayan surgido como una hibridación física y cultural entre yámanas y selknam.
Al norte del estrecho, y hasta el río Negro, los tehuelches o tsónikeran otro pueblo patagónico, uno de los pueblos físicamente más grandes de la tierra. Cazadores nómades, utilizaban las boleadoras, el arco y la flecha, y estaban divididos en varios grupos, entre ellos los aónikenk del extremo sur y los téuesch o poyas del noroeste. Al norte de los tehuelches, y en toda la amplia región pampeana estaban los puelches, o gennakenk, nombre que agrupa varios pueblos cazadores de tipo racial patagónico, cuya forma de vida y técnica eran muy similares a los de la Patagonia, aunque también utilizaban la cerámica para hacer ollas en las que cocinaban los frutos del algarrobo y del caldén.  Los pueblos de la meseta patagónica y las pampas hablaban leguas de la familia chon, antes de que sus hablantes fueran casi completamente araucanizados a lo largo del siglo XVIII. La población de la Patagonia, según Alberto Rex González, habría sido de unos 10 000 habitantes, mientras que la región pampeana habría albergado a otros 30 000.

### Pueblos de las tierras bajas del norte

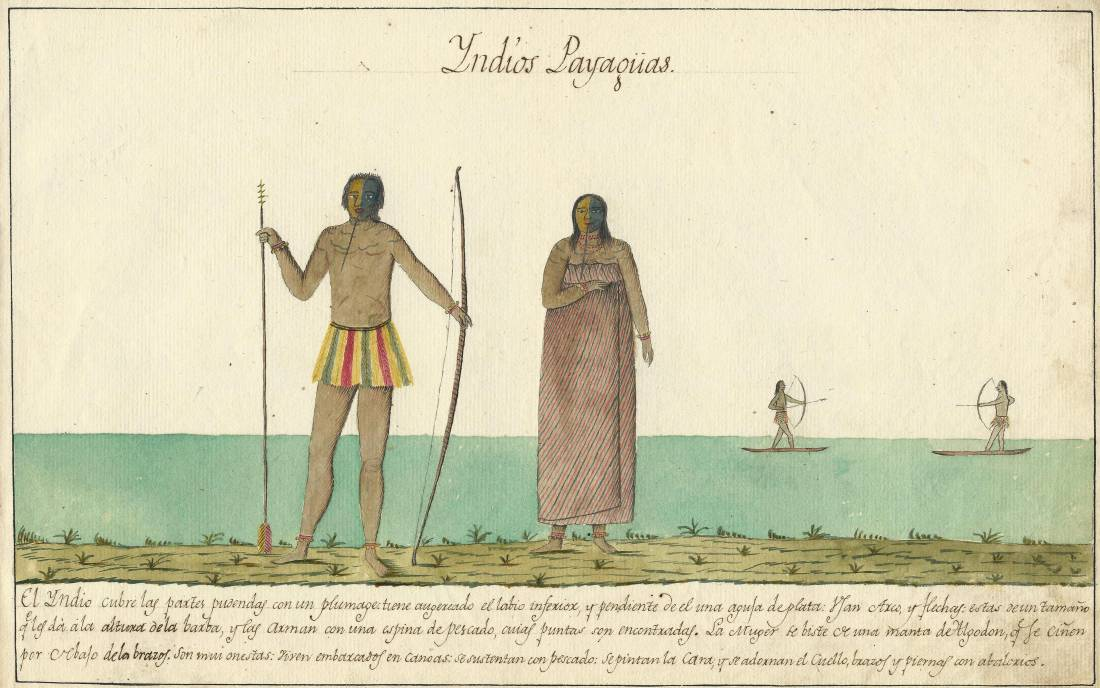
Los payaguaes representados en una acuarela anónima de c. 1784–1806.

Originalmente, la Mesopotamia estuvo habitada por cazadores de pequeñas presas, pescadores y recolectores de talla pequeña y aspecto frágil, que abandonaron el litoral de los grandes ríos a la llegada de los guaraníes. Sus vecinos los llamaban chaná-salvajes o gualachíes; habitaban en chozas hechas de ramas, y sus lenguas presumiblemente pertenecían a la familia de las lenguas ye o gé. En la provincia de Entre Ríos y en algunas zonas al oeste del río Paraná, y ocupando más de la mitad de la actual República Oriental del Uruguay, habitaban los charrúas, cazadores nómadas de aspecto físico «pampeano» armados de lanzas, arco y flechas y boleadoras. Entre sus fracciones en Entre Ríos estaban los chanás, guenoas, minuanes, mbeguaes y mocoretaes; al noroeste, en Corrientes, vivían los yaros, muy mixogenizados con los gualachíes, aunque su idioma era claramente del tronco charrúa.
A la llegada de los españoles, la mitad de la región chaqueña estaba habitada por pueblos de la familia lingüística guaicurú, entre ellos los qoms o tobas, los mocovíes, los abipones y los pilagás. De tipo racial «pampeano», eran cazadores que además consumían miel y pescado. Al noroeste de estos, en el oeste del Chaco y Formosa, y el este de Salta y Jujuy, los wichís, llamados durante mucho tiempo matacos, hablaban una lengua lejanamente emparentada con las de la familia guaicurú y llevaban un estilo de vida muy similar, aunque adaptado a un clima más seco.
Migrando a través de los pueblos guaicurúes, los vilelas hablaban una lengua distinta, eran cazadores y recolectores y habían adoptado algunos rudimentos de agricultura. Formaban bandas de guerreros y utilizaban flechas envenenadas. Al mismo grupo étnico pertenecían los lules, que habitaban la casi totalidad de la provincia de Tucumán y partes del centro-Este de la de Salta; pero si bien algunos de estos últimos eran belicosos y agresivos, otros eran notoriamente más pacíficos, y en algunas zonas del Tucumán actual se dedicaban a una agricultura en gran escala.
En la costa oriental del río Paraná, en la provincia de Santa Fe, vivían un conjunto inorgánico de pueblos, entre ellos los mepenes, calchines, quiloazas, corondas, timbúes y carcaraes. Eran agricultores sedentarios, cazadores de pequeños animales y pescadores; contaban con cerámica y navegaban entre las islas en canoas.

### Pueblos sedentarios
La agricultura, en una forma muy primitiva, comenzó a desarrollarse cerca de las fronteras argentinas hacia el año 2000 a. C.. A la llegada de los españoles, había varios pueblos que practicaban una agricultura elemental, como los lules o los mapuches. La agricultura de los huarpes de Cuyo estaba especializada en el riego, pero su estadio cultural era relativamente básico. Al este de estos, sobre las sierras de Córdoba, los comechingones cultivaban maíz y hortalizas sin recurrir al riego, y tenían una ganadería marginal de llamas. Al norte de éstos, los sanavirones, grupo poco numeroso, cultivaban tanto en secano como con riego. Los lules, por su parte, eran un pueblo de tradición pampeano-amazónica, pero algunos de ellos habían desarrollado una agricultura inspirada en la de los pueblos andinos, como los que conformaban el «señorío de Tucma».
Al noroeste del territorio, en tierras más secas y más montañosas habitaban los agricultores con más desarrollo técnico: los diaguitas, divididos en varias parcialidades, como los calchaquíes, los diaguitas propiamente dichos, los pulares y dos grupos avanzados, mixogenizados con sus vecinos huarpes y comechingones: los capayanes y los olongastas. A lo largo de la quebrada de Humahuaca, los omaguacas habrían llegado a ser varias decenas de miles, reunidos en pueblos muy similares a los de los diaguitas, dependientes de la agricultura bajo riego en terrazas. Estos dos últimos grupos étnicos eran los más numerosos, habitaban en pequeñas ciudades –los otros grupos de agricultores sólo formaban pequeñas aldeas– y habían sido formalmente incorporados al Tahuantisuyu, el imperio incaico, pocas décadas atrás. Estaban sometidos al Inca, y había destacamentos militares y civiles incaicos en su territorio, como la Tambería del Inca junto a la actual Chilecito. La relación de los olongastas, los tonocotés y los huarpes con el imperio incaico era más laxa, y posiblemente más afín a un vasallaje que al dominio imperial; los pueblos sometidos se limitaban a mantener la paz con el imperio y a pagar un tributo.
En algunos valles cordilleranos de la provincia del Neuquén vivían grupos de los mapuches originarios de Chile, que habían comenzado a cruzar la Cordillera de los Andes pocos siglos atrás; eran un pueblo agricultor con un bagaje cultural limitado, y cuando avanzaron hacia el este perdieron casi completamente el uso de la agricultura. En los siglos siguientes llegarían a dominar por completo las provincias de Neuquén y Río Negro, para después dispersarse por las del Chubut, La Pampa y Buenos Aires.

### Los agricultores de la selva
El pueblo culturalmente más desarrollado de la llanura chaqueña, y –por gran diferencia– el más numeroso, era el de los tonocotés, que habitaban los cauces de los ríos Salado, Dulce y Bermejito, en todo el centro de Santiago del Estero y el sudeste de Salta. Eran un pueblo agricultor de tradiciones culturales y origen étnico mixtos entre influencias andinas y amazónicas, que practicaba una agricultura de inundación.
Al noroeste de los wichís, en las yungas, los chanés o izoceños eran un pueblo de lengua arahuaca, agricultores de tala y roza. En la época del inicio de la conquista estaban siendo sometidos a la invasión de los ava guaraníes, llegados desde el actual Paraguay, que esclavizaron y canibalizaron a los chanés.
Sobre el río Paraná y el alto río Uruguay, y avanzando en el delta del Paraná, estaban los guaraníes, llegados menos de medio milenio atrás desde el Amazonas; Eran agricultores y pescadores, y su economía dependía principalmente del maíz, diversas clases de porotos, calabazas y de la mandioca. Habitaban en grandes chozas comunales que formaban poblados estables, aunque cualquier sobrante de población o crisis de falta de alimentos era causal suficiente para que una parte importante de la población migrase en busca de terrenos desocupados. Eran también guerreros feroces y practicaban ampliamente el canibalismo; de hecho, se cree que Solís fue muerto y devorado por indígenas de esta etnia. Eran la población más abundante de todo el litoral, aunque sólo una minoría vivía en la actual Argentina. Sucesivas migraciones desde el actual Paraguay llevaron a grupos de guaraníes a instalarse en las yungas bajas del centro y sur de Bolivia y del noroeste argentino, donde esclavizaron y canibalizaron a los chanés. Su lengua, llamada ava guaraní, es la misma del guaraní paraguayo, aunque la mayoría de las palabras agudas en guaraní tienen una acentuación grave entre los ava guaraníes. Su actividad guerrera los llevó a chocar con el Imperio incaico, cuyos habitantes los llamaron chiriguanos.

## Los conquistados
La llegada de los invasores fue un cataclismo, un desastre completo: los recién llegados no se parecían en nada a ninguno de los pueblos que los indígenas conocían; tenían un aspecto completamente distinto, vestían de forma muy extraña, traían animales nunca vistos, usaban herramientas novedosas, y algunas de ellas eran muy eficaces para matar. La primera impresión de los nativos respecto a los recién llegados fue de sorpresa y desconcierto. Más tarde supieron de sus reales intenciones y trataron de defenderse, pero todo fue inútil, especialmente porque los invasores, muy pocos al comienzo, continuaron llegando y pronto fueron bastante numerosos. Para completar el desastre, al poco tiempo se difundieron entre los indígenas enfermedades nunca vistas, que mataron a un porcentaje enorme de la población.
La resistencia indígena fue mucho menor que la esperada, entre otras razones, porque no existía ninguna organización del nivel de un Estado, y porque los aborígenes combatían en ambos bandos: apenas un pueblo se resignaba a haber sido derrotado, pasaba a colaborar con los españoles en la conquista del siguiente grupo étnico. Las mujeres servían personalmente a los conquistadores –en todos los sentidos, también en el sexual–, mientras los guerreros se sumaban a las expediciones de conquista, y los hombres menos agresivos continuaban con sus tareas agrícolas y artesanales. Mientras los indígenas necesitaban imperiosamente continuar produciendo los alimentos y bienes de uso para ellos y sus familias, los españoles llegaban sin familias y podían utilizar la fuerza de trabajo de los nativos para cubrir sus necesidades. Los españoles forjaron –durante varias generaciones– una sociedad cuya razón de ser era la conquista, mientras los indígenas quedaron ligados a la tierra y, debido a la larga duración del proceso, terminaron por aceptar sus nuevos destino y su razón de ser: servir a los españoles.
Cuando llegaban en campaña de conquista, los españoles ya llevaban varios años acumulando experiencia en América; además, como nación, tenían sobre sus espaldas las experiencia de ocho siglos de lucha contra los moros y un siglo de lucha contra salvajes incivilizados en las Canarias. Para ellos, cada pueblo indígena era uno más, y para reducirlos era necesario solamente repetir lo que ya se había hecho. En cambio, para los indígenas, los españoles eran algo completamente nuevo, contra los que toda su experiencia no servía de nada.

### Invasores e invadidos

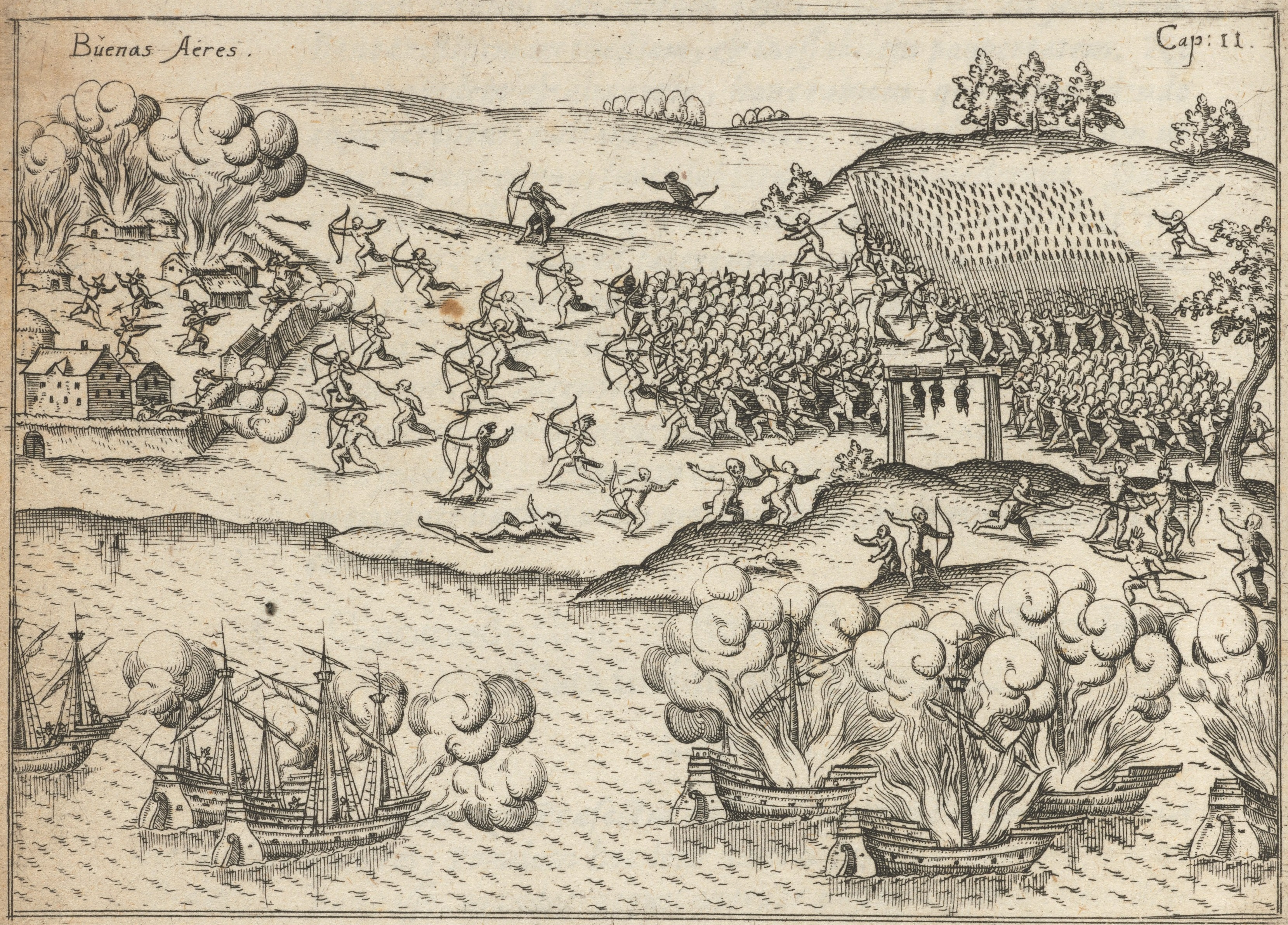
Ataque de indígenas querandíes sobre la primera ciudad de Buenos Aires, en la visión de Ulrico Schmidl.

Los indígenas americanos eran gente muy hospitalaria: cuando llegaba un grupo de visitantes, les ofrecían comida y trataban de averiguar sus intenciones. Los españoles, en cambio, vivían en un mundo ideológico dominado por el feudalismo, según el cual los plebeyos estaban obligados a servir a los nobles a cambio de nada: en consecuencia, asumían que los indios estaban obligados a alimentarlos por el solo hecho de ser indios. Tras algún tiempo, sin embargo, los indígenas se negaban a seguir llevándoles comida, y entonces empezaba la verdadera guerra: así ocurrió con Sebastián Gaboto en Sancti Spiritus; así ocurrió con Pedro de Mendoza en Buenos Aires, así ocurrió en las cercanías de Asunción con los carios, y eso mismo habría de ocurrir en todos lados.
Cuando los hombres de Juan Núñez de Prado cruzaron por primera vez los Valles Calchaquíes no intentaron detenerse, por lo cual no tuvieron problemas para continuar su camino mientras las distintas ciudades los alimentaban; los choques comenzaron cuando se detuvieron en el señorío de Tucma, donde fundaron la primera ciudad de El Barco, y empeoraron cuando debieron volver a los Valles: los indígenas que los habían alimentado cuando estaban de paso se negaban a hacerlo cuando se establecieron con intenciones de permanecer; los nativos asediaron la ciudad y la incendiaron. En su tercera ubicación, dentro de la actual Santiago del Estero, fueron recibidos de un modo menos hostil, pero pronto los indígenas «se sublevaron», esto es, se negaron a servir a los invasores. Y éstos respondieron «pacificando» a los indígenas, lo que significa masacraron algunas decenas de nativos y obligaron a los demás a someterse por la fuerza; se los repartieron, y cada uno de los jefes españoles obtuvo el «derecho» de disponer libremente del trabajo ajeno. Básicamente, en eso consistió la conquista de América: una horda de gente desconocida que llegaba, ordenaba a los nativos servirles por derecho divino, provocaba una matanza entre los que se negaban, y se repartían a los hombres y mujeres como propiedad particular.
Una y otra vez, los indígenas cometían el error de luchar frontalmente contra los españoles, confiados en su superioridad numérica. Pero la superioridad de los españoles en cuanto a la organización y, especialmente, el armamento, era demasiado amplia: cubiertos su cuerpo y su cabeza de corazas de hierro, los indígenas no los podían herir con sus garrotes y flechas ligeras; armados de espadas y lanzas, los indígenas no se podían defender con sus cuerpos desnudos o cubiertos con corazas de algodón; combatiendo a pie, no eran rivales para la caballería española. Aún cuando –de vez en cuando– los nativos obtuvieran alguna victoria merced a una superioridad numérica extraordinaria, perdían tantos guerreros en cada batalla que no podían repetir sus victorias. Algunas, pocas veces los indígenas lograban darse cuenta de una estrategia que les podía dar resultado: no combatir frontalmente, sino hostilizar a las fuerzas enemigas por medio de guerrillas.
Muchos pueblos indígenas, como los comechingones y sanavirones, se presentaban a combatir en formaciones cerradas, formando gruesas columnas de ataque; eso facilitaba enormemente el uso de las armas de los españoles: no se veían obligados a atacar a los guerreros enemigos uno por uno, sino que cargaban con sus caballos y espadas directamente sobre las compactas formaciones de lanceros y arqueros, o disparaban sus cañones sobre esas concentraciones humanas, causando un gran número de bajas con el mínimo esfuerzo.
En México y en el Perú, los conquistadores ocuparon dos estados muy centralizados, los vencieron en unos pocos encuentros y utilizaron el sistema estatal heredado a su favor. En zonas más marginales, o allí donde los imperios indígenas habían desaparecido hacía tiempo, las ciudades debían ser conquistadas una por una; las campañas militares eran agotadoras, porque no bastaba con una victoria general, era necesario ocupar cada ciudad, cada pueblo, cada caserío, derrotar a sus habitantes y convencer a los sobrevivientes de que no tenían otra salida que someterse. Aún cuando firmasen tratados, sólo los súbditos del jefe que firmaba los consideraba obligatorios; el pueblo vecino no se sentía obligado a respetarlo. La conquista de las sierras de Córdoba y las del sur de Santiago del Estero fue enormemente compleja, ya que cada pueblo resistía por separado; eso debilitaba a los indígenas, por supuesto, pero también hacía que la conquista pareciese que no iba a terminar jamás. Esa fue otra de las razones de la fundación de ciudades: desde ellas se podían organizar campañas de corto alcance, derrotar a unas pocas aldeas, repartir a sus habitantes y volver a la ciudad.
La mayor parte del tiempo, los nativos estaban muy divididos y no eran capaces de unificarse espontáneamente para la defensa; los nativos del noroeste argentino lograron en sólo cuatro oportunidades unirse en grandes coaliciones, y fueron éstas las ocasiones en que los conquistadores estuvieron en riesgo de perderlo todo.

### Alianzas entre indígenas y españoles
Por su lado, los españoles aprovechaban las discordias entre los indígenas para aliarse a unos contra los otros: si bien el caso más conocido es la alianza de Hernán Cortés con los enemigos de los aztecas en la conquista de México, en la práctica casi todas las campañas de «pacificación» estaban formadas por menos españoles que indígenas: estos últimos buscaban solucionar sus peleas pasadas con la ayuda de los españoles. Mientras los indígenas utilizaban las armas disponibles en masa, los invasores se ubicaban en puntos clave para aprovechar la superioridad de las armas de hierro y el miedo que los caballos causaban entre los indígenas. La expedición de Juan Ramírez de Velasco con la que fundó la ciudad de La Rioja en 1591, por ejemplo, estaba formada por 60 hombres blancos a caballo y 400 indígenas, cuya función no era sólo la lucha, sino hacer de guías, transportar armas y enseres, preparar la comida y acceder a informaciones de redes de espionaje.
Las alianzas eran un componente crucial en la conquista española, y casi siempre se obtenían por medio del casamiento de los oficiales españoles con mujeres indígenas de familia noble. Estas alianzas matrimoniales permitían a los españoles moverse con mucha más solvencia en la selva o la montaña, facilitaban las comunicaciones entre unos y otros, y simplificaban la formación de una estructura de mandos entre los sometidos. Se conocen casos de matrimonios mixtos por razones políticas en San Juan y San Luis –como el casamiento de Juana Koslay–, pero la región donde este proceso se dio en mayor escala fue en el Paraguay. Los caciques guaraníes rivalizaban entre sí por determinar quién les daba mayor cantidad de mujeres indígenas, con las cuales se forjaban alianzas, y se evitaban los crímenes de dirigentes indígenas. Pero estas alianzas no eran permanentes, no tanto porque los españoles o los indígenas no vieran las ventajas que les traían, como porque los españoles exigían cada vez más a los sometidos. De modo que los antiguos aliados –convertidos en mano de obra en relación de servidumbre– se sublevaban una y otra vez. Por esa razón las primeras generaciones de españoles en América debieron vivir dispuestos a luchar periódicamente para someter por la fuerza a los indígenas.

### El sometimiento
Dos objetivos llevaron a los españoles a la colonización de América; el primero eran los metales preciosos –oro y plata– que no abundaban en el Cono Sur. El segundo era la reproducción en su favor del sistema señorial o feudal tardío a partir del trabajo de la población indígena sometida a encomienda u otras formas de servidumbre. En el ideal medieval de división entre militares, clérigos y labradores trasplantado al Nuevo Mundo, los indígenas ocupaban el tercer lugar, que los españoles despreciaban, ya que aspiraban a ocupar los dos primeros.
Técnica y organizativamente muy superiores a los indígenas, los invasores sometieron a todas las poblaciones indígenas que pudieron, obligándolos a trabajar para ellos no sólo para procurarles alimento, sino también construir viviendas, tapias y corrales, aserrar madera y juntar leña y hasta servirles de bestias de carga para sus traslados. La estructura social más habitual para esta servidumbre fue el repartimiento de indios, que también es llamado encomienda, un formato anterior y que fue abandonado gradualmente. En esta forma de organización, los habitantes de cada pueblo pasaban a ser casi una propiedad de un conquistador o su descendiente, aunque no los podían vender; los indígenas estaban obligados a trabajar cierto número de días al mes exclusivamente en beneficio de su encomendero.
Iniciada la expedición de conquista que los afectaba, las opciones de los indígenas eran limitadas: podían resistir, con el evidente riesgo de ser derrotados por esos invasores que eran tan superiores en combate y terminar esclavizados o poco menos; o se mantenían al margen, con lo cual eran obligados a someterse al invasor y quedaban en una situación de servidumbre permanente; o bien se aliaban a los invasores. Esta última opción era la más razonable: ganaban un aliado poderoso frente a enemigos tradicionales, podían desviar los golpes lejos de sus familias, presumiblemente participarían en el reparto del botín, y podían creer que serían tratados como aliados permanentes. De modo que muchos indígenas tomaron parte en la conquista del territorio de sus vecinos.
Los españoles aprovecharon las continuas luchas entre subgrupos de los carios de la zona de Asunción para aliarse con algunos de los jefes y someter a los otros. Los aliados creyeron que su alianza sería permanente y se beneficiaron de la ayuda de los españoles contra los indígenas salvajes, como los guaycurúes, payaguás y agaces. Sin embargo, pasados unos años, los invasores exigieron cada vez más de «sus indios», lo que generó sucesivos alzamientos en su contra. La respuesta española eran las «rancheadas», que consistían en invadir de noche las viviendas de los indígenas y secuestrar jóvenes de ambos sexos, especialmente mujeres que pudieran ser sometidas al trabajo en el campo y a la satisfacción sexual de sus amos. Correctamente documentados para el Paraguay, es muy probable que estos hechos se repitieran en otras ciudades conquistadas.
En otros lugares, el primer contacto fue con los misioneros franciscanos y dominicos. Su predicación impresionó a los indígenas, que se bautizaron en masa, pero en la práctica mantuvieron intactas sus costumbres. Además de la retórica y la espada, tanto los misioneros como los conquistadores contaban con algunos recursos extra para mantener a los indígenas cerca de sus asentamientos: los regalos a los nativos eran tanto abalorios y chucherías como herramientas útiles, en especial hachas y cuchillos de hierro, y vestimenta. Pero esas herramientas se mellaban o desafilaban con gran facilidad y los vestidos se rasgaban, y entonces los indígenas necesitaban a los españoles para que volvieran a afilar las piezas de hierro y remendasen la ropa. Esa necesidad de asistencia, junto con la esperanza de seguir recibiendo donaciones, mantuvo a los nativos cerca de las misiones.

### Enfermedades y catástrofe demográfica
Las dimensiones y causas de la «catástrofe demográfica» ocurrida en América tras la llegada de los europeos son dos de los temas más debatidos en la historiografía del último siglo. Las estimaciones globales de la caída de población aportan datos entre el 75% y el 95% de disminución poblacional, y no es creíble que se llegue pronto a solucionar el conflicto, principalmente porque es casi imposible saber con precisión qué población tenía la América precolombina. Y lo mismo ocurre con la población precolombina de la Argentina.
En cuanto a la polémica sobre las enfermedades, en términos generales, ningún historiador niega que la población de la América posterior a la invasión europea haya disminuido debido a enfermedades contagiosas llevadas por los conquistadores. Existen, sin embargo, quienes afirman que esa fue la causa casi exclusiva de la disminución de la población, quienes afirman que fue apenas una de las causas secundarias –muy por debajo de las matanzas en combate o los genocidios intencionales– y toda una gama de posiciones intermedias.
Entre los terribles efectos de la invasión se cuentan las violencias ejercidas sobre los nativos, los millares de muertes por enfermedades, el traslado de poblaciones enteras de un lado al otro, el sometimiento de los indígenas al trabajo forzoso, el esfuerzo de los españoles por cambiar su modo de vida y su punto de vista para el mundo por el de los recién llegados. La suma de todos estos daños generó una nueva sociabilidad indígena, que no podía tener sentido sino como proveedora de mano de obra barata para sus amos, y por consiguiente no era capaz de proveer una sociedad de referencia para los nativos. Los indígenas habían formado parte de culturas adaptadas a la satisfacción de sus necesidades y al ambiente en que se formaron, con una cultura, una cosmovisión y una lengua propias; tras la conquista adoptaron pasivamente las de los invasores y terminaron sometidos a una completa aculturación: formaban parte de la periferia sometida de la «única cultura» y sólo aspiraban a incorporarse a ésta, despreciando la propia hasta abandonarla. Muchos de ellos perdieron la voluntad de vivir, de continuar una existencia que ya no tenía sentido para ellos; directa o indirectamente, se dejaron morir.
No obstante, si bien prácticamente todos los autores afirman que en la Argentina ocurrió una catástrofe demográfica similar a la del resto de América, las estimaciones de población y de su variación para todo el continente, no informan de esta supuesta caída: por ejemplo, Ángel Rosemblat estima importantes caídas para México y Perú (entre el 22 y el 25%) entre 1492 y 1570 y una nueva caída de alrededor del 5% para el año 1650, mientras estima que la caída poblacional de la Argentina es insignificante para el primer período y cita una pérdida del 16% para el segundo. El mestizaje, la baja densidad de población y el alto porcentaje de indígenas que no fueron reducidos permiten que los valores de porcentaje de pérdida de población para la Argentina son inferiores al 80 a 95% que se suele citar para toda América. En todo caso, parece seguro que entre la llegada de los primeros conquistadores y el comienzo del siglo XVII la población indígena descendió algo más del 50%; durante el resto de ese siglo se mantuvo relativamente constante –aunque la ubicación de la población sufrió cambios sustanciales– mientras que durante la segunda mitad del mismo siglo, la población total, –incluyendo blancos, mestizos y negros– comenzó un aumento gradual, que se volvería muy rápido en el siglo siguiente, arrastrando también a la población indígena.

### Mestizaje

Un cholo de Tucumán, 1798.

Los primeros conquistadores llegaban de Europa solos, sin ninguna mujer en absoluto. Conquistaban un territorio, sometían y obligaban a trabajar para ellos a los indígenas, y lograban su objetivo de vivir como nobles, aunque sin nadie que los acompañase ni descendencia a la vista. Pero tenían una solución a mano: debido a las guerras y a las muertes durante los trabajos a que se los obligaba, entre los indígenas era habitual que los hombres fueran menos numerosos que las mujeres; y también era norma que las mujeres se casaran mucho más jóvenes que los hombres. Eso generaba un excedente de mujeres solteras que los conquistadores repartían entre sí, para que sirvieran de compañía sexual, de cocineras y de fuerza de trabajo. Algunas de ellas, como las guaraníes, tenían fama de muy cariñosas y fogosas, razón por la cual Asunción llegó a ser conocida como «el paraíso de Mahoma», en alusión a la poligamia entre los musulmanes, debido al gran número de uniones entre los conquistadores y las mujeres indígenas.
Aún cuando era común que pronto llegaran también mujeres, el proceso de conseguir que hubiera una mujer blanca –pura o mestiza «blanqueada»– por cada hombre blanco tomaba varias generaciones. La situación de las mujeres indígenas era variable, a discreción de los hombres: lo usual es que fueran consideradas propiedad del hombre, pero también podían ser amantes estables, concubinas permanentes, o también la única esposa legal. Con ellas, los hombres tenían hijos mestizos, cuya situación dependía, también, de la voluntad del padre. Lo que decidía su destino no era el mestizaje genético, sino la decisión del padre acerca del lugar que ocupaban sus hijos mestizos; sus progenitores, en cuanto miembros de castas bien definidas, tenían un lugar predeterminado: o eran blancos y estaban destinados a mandar, o eran indios y estaban destinados a la servidumbre. La aparición de poblaciones mestizas rompía ese esquema, porque no se había establecido previamente qué lugar ocuparían: a discreción del padre, podían ser considerados simplemente indios, podían ser tratados como criados con algunos privilegios, o también podía ser considerados hijos legítimos y herederos. En todos los casos, esos hijos mestizos se libraban de las obligaciones militares de los padres, pero también de los tributos indígenas que pagaban y de las obligaciones laborales de los parientes de sus madres. En términos generales, los criollos formaban parte de la población «blanca», aunque normalmente no tenían derecho a cargos públicos.
Numerosas fuentes repiten un esquema que se ha hecho popular acerca del mestizaje, que había incluido no menos de dieciséis combinaciones posibles, cada una de las cuales habría tenido un lugar predeterminado en la sociedad. En realidad, esos «cuadros de castas» eran apenas divertimentos intelectuales, o quizá souvenirs, simples ilustraciones para pasar el rato: esa división en castas fijas no existió jamás. El paso del tiempo, con sus infinitas combinaciones de mestizajes posibles, y la llegada a cada ciudad de personas sin una identidad étnica claramente definida dieron lugar a la formación de un amplio número de personas de estatus social indefinido: los criollos. El crecimiento de este estrato social terminó por destruir el sistema ideal que los invasores habían concebido en la época de la conquista. Para mediados del siglo XVIII, existían los españoles puros, llegados directamente de España, les seguía el amplio e indefinido conjunto de los criollos, y por último, los indios y los esclavos. La mayoría de la población, la que daba el tono general en la cultura y en el aspecto de la comunidad, era criolla.
El rápido crecimiento de una población mestiza dentro de la civilización blanca fue otra más de las causas que condujeron a la rápida disminución de la población indígena.

## Indios reducidos
A efectos prácticos, había dos clases de «indios»; aunque el mismo término incluía a unos y otros, en cuanto descendientes de las poblaciones precolombinas, la diferencia era absoluta. Por un lado estaban los indígenas que habían logrado huir de los españoles, que en su mayoría eran cazadores y recolectores, que lograron huir porque no estaban atados a sus cultivos. Por el otro lado, los que no lo habían podido evitar, principalmente porque sus subsistencia dependía de la agricultura: éstos estaban atados a la tierra y, tras la conquista, también a los conquistadores, en particular, al que los invasores habían hecho dueño de los derechos sobre su trabajo, al encomendero.
Jurídicamente, el indio encomendado no era propiedad del encomendero: éste sólo tenía derecho a explotar parte de su tiempo de trabajo. Pero como los encomenderos podían fijar cuánto trabajaba el indígena, quién lo hacía, en qué días, en qué horarios, y en qué tareas, no había mucha diferencia con la esclavitud. No los podían vender ni matar, es cierto, pero todas las otras características de la esclavitud estaban presentes.
Con el paso del tiempo, los españoles decidieron darles a los indígenas una estructura organizativa propia, para no perder su tiempo decidiendo los asuntos internos de las comunidades indígenas. Así como llamaban a la escasa participación posible en política que tenían los indianos la «república de los españoles», desarrollaron una forma simplificada de la misma estructura para los pueblos indígenas, a la que llamaron «república de los indios.»

### La «república de los indios»
Cada grupo familiar ampliado era repartido a un encomendero, que agrupaba varios de estos grupos pequeños; como el mantenimiento de un sistema de extracción permanente de comida y de trabajo se hacía muy complicado con la población dispersa, los españoles forzaban a los distintos grupos reducidos a unificarse en un único pueblo. De esta forma, se creaba un "pueblo de indios" con reducciones de varios encomenderos que ocupaban un área limitada, separada del siguiente grupo. Así, por ejemplo, los indígenas que en la época incaica habían cubierto de pueblos el valle de Lerma fueron obligados a reunirse en dos grupos de pueblos, áreas de alta densidad de habitantes formadas por varios pueblos: en la zona de Guachipas y en Pulares –cerca de la actual Chicoana. El resto del valle permanecía virtualmente vacío. Entre los guaraníes, fueron reunidos en pueblos como Santa Lucía, o en reducciones de indios como Santa Ana de los Guácaras e Itatí, ambas misiones de franciscanos, con la curiosidad de que sus habitantes estaban encomendados a hacendados de Corrientes; las misiones servían para su catecismo, para que vivieran con un cierto grado de orden e higiene, y para que los frailes impidieran muchos de los abusos de los encomenderos.
Los españoles aprovecharon también la mita, una forma de trabajo por turnos instituida por el Inca, para la explotación de los indígenas para trabajos públicos. En casi toda la actual Argentina, la mita se aplicó con poco entusiasmo, y se dedicaba principalmente a la construcción de edificios públicos en las ciudades y el mantenimiento y limpieza de las mismas, la llamada «mita de plaza». Pero en el extremo norte del país, en la Puna y posiblemente en la Quebrada de Humahuaca, al igual que en todo el Alto Perú, la mita alimentó de obreros a las minas de plata de Potosí. Un enorme caudal de seres humanos fueron enviados a las minas, de las cuales muchos no volvieron, diezmando a la población. En algún momento se abandonó el reclutamiento en la Quebrada, y ya para mediados del siglo XVIII una Real Orden prohibió la mita sobre los pueblos puneños al sur de Tupiza, lo que incluía los pueblos de indios de Cochinoca y Casabindo, que aún existen en territorio argentino.
La situación de dependencia de los indígenas, a través de su sometimiento político, cultural y religioso, y a través del tributo y los servicios personales que se le debían al encomendero, resultaban también en cambios en su estilo de vida. El conjunto de los indígenas dentro de una provincia o jurisdicción era llamado con el nombre de «república de los indios», con lo que los indianos se referían a los indígenas con exclusión de quienes no lo eran.
Los cunzas, omaguacas y la mayoría de los cacanos habían ya superado la revolución urbana, pero los demás pueblos indígenas habitaban en pequeños caseríos formados por unas pocas familias ampliadas. Para los españoles, esto hacía muy complejo mantener sujetos y reducidos a los nativos, de modo que forzaron la reunión de varias aldeas en pueblos más grandes, dentro de los cuales convivían a veces todos los encomendados a un gran encomendero en particular, o bien el pueblo estaba compuesto por los dependientes de varios encomenderos.
La agricultura de los indígenas cambió sustancialmente: a la agricultura basada en el maíz, la quinoa y la papa se le incorporó el trigo, la cebada y algunas clases de habas. Por lo mismo, hubo cambios significativos en la dieta. La ganadería sólo descartó a las llamas en las zonas bajas, mientras en las montañas más altas, estas abundaban. A esta limitada ganadería precolombina se le sumaron los vacunos, burros, gallinas, cabras y ovejas. Estas últimas fueron una incorporación fundamental, ya que aportaban mucha más y mejor lana para los tejidos que las llamas y alpacas –y que las inaccesibles vicuñas. 0
La vestimenta también sufrió profundos cambios, especialmente en las zonas bajas y húmedas, donde los indígenas solían ir desnudos o semidesnudos. Allí los curas católicos y los encomenderos los obligaron a utilizar camisas largas sin mangas que cubrían todo el cuerpo; el mismo modelo era utilizado en casi toda la América colonial española. Además incorporaron ponchos de distintos grosores y tamaños.
Si bien no revistió problemas en las regiones andinas, en las zonas bajas la lucha contra la poligamia, aún con penas graves a los infractores, resultó en sucesivos conflictos. Durante las primeras etapas de la conquista, dada la ausencia de mujeres europeas, los indígenas debieron soportar que los españoles se llevaran a las indígenas como concubinas. Pero, avanzando el tiempo pasado el primer siglo de la conquista, la Iglesia forzó tanto a los indígenas como a los blancos y criollos a considerar que lo único aceptable era la monogamia.
El muy lento crecimiento vegetativo de la población hasta fines del siglo XVII y la pobreza casi universal obligaron a la mayor parte de los indígenas y de los blancos a vivir en verdaderas chozas de paja y barro. A partir de fines de ese siglo, se produjeron cambios graduales, suficientes para que, al final del período colonial, tanto los criollos como los indígenas terminaran por vivir en casas de adobe, ladrillo o piedra, de acuerdo a la zona y la posición social.
Escapando de los tributos y las reparticiones, muchos indígenas se mudaron a las afueras de las ciudades, donde se mezclaban con la población criolla y dejaban de ser considerados indios. Pese a la continua pérdida de población, hasta mediados del siglo  los pueblos de indios mantuvieron su carácter y su aislamiento social. A partir de las reformas borbónicas fueron abiertos para la llegada de comerciantes blancos o mestizos, y luego para que los blancos y criollos se instalaran dentro de los mismos pueblos. Con la eliminación de la mita y los tributos a comienzos del siguiente siglo, la mixogenización se completó en una o dos generaciones; los pueblos de indios se convirtieron simplemente en pueblos, y lo que quedaba de la población genéticamente indígena «pura» se incorporó al conjunto de la población criolla.

### Resistencia: las guerras calchaquíes
El primer conquistador que intentó fundar una ciudad española en el Tucumán fue Juan Núñez de Prado, con su ciudad de El Barco. La fundó primeramente en Ibatín, entre los lules más civilizados del señorío de Tucma, y debió abandonar el lugar por exigencia los españoles que habían conquistado Chile; la volvió a fundar en un sitio con abundantes pobladores indígenas en el norte de los Valles Calchaquíes, pero los nativos se negaron a someterse a la encomienda y atacaron la ciudad, por lo que Núñez volvió a mudar la ciudad; la tercera versión de la misma ciudad se estableció en la zona de los ríos de la llanura chaqueña, donde los indígenas eran mansos y casi no opusieron resistencia al conquistador. Los españoles se encontraron, entonces, con pueblos tecnológicamente inferiores, a quienes pudieron someter sin lucha. La ciudad se mudó una tercera vez, y se sostuvo por el trabajo forzado de sus vecinos indígenas, con el nuevo nombre de Santiago del Estero.
Los invasores supieron entonces que había por allí pueblos fácilmente conquistables, como los de Ibatín y los alrededores de Santiago, y otros que deberían ser conquistados a sangre y fuego, con mucho riesgo de las propias vidas. Dos de ellos, los más numerosos, generaron las cuatro peores alarmas de los siglos XVI y XVII, al participar en las guerras calchaquíes. El primero fue el alzamiento de 1560 de Juan Calchaquí, cacique de Tolombón, que tuvo en jaque durante los años 1560 y 1563 a las ciudades tucumanesas, destruyendo por completo a Londres, Córdoba de Calchaquí y Cañete (Tucumán). Cuatro años tardaron los españoles en recuperar lo perdido –para ese momento, sólo había quedado en pie Santiago del Estero, desde donde hubieron de volver a ser fundadas las demás cuando Calchaquí finalmente fue vencido.
A fines de siglo se produjo el alzamiento de Viltipoco, cacique de los omaguacas, que amenazaron con destruir San Salvador de Jujuy, pero finalmente pudo ser derrotado.
En 1630 estalló la segunda guerra calchaquí, en el llamado "gran alzamiento", que destruyó una vez más a Londres. Los invasores se mostraron aquí mucho más preparados y sofisticados para enfrentar a los grandes ejércitos diaguitas y calchaquíes. Entre las tácticas que utilizaron, estuvo el arreo de cantidades importantes de vacunos y equinos hacia los cultivos de los indígenas durante la noche; al amanecer, los nativos se encontraban con que habían perdido toda su cosecha, y que les quedaban las opciones de rendirse o huir. La sublevación se cobró las vidas de miles de aborígenes, y sólo pudo ser vencida ocho años más tarde. Durante la guerra se decretó el uso obligatorio del idioma castellano en toda la gobernación.
La tercera y última guerra calchaquí fue causada por el aventurero Pedro Bohórquez, que en 1656 logró convencer simultáneamente a los españoles de que podía convertir a todos los indígenas al catolicismo, y a los indígenas de que era el legítimo descendiente de los incas, y que iba a librarlos definitivamente de los españoles. No logró nada de lo que había prometido, pero inició un alzamiento a gran escala en los Valles Calchaquíes que duró desde 1658 hasta 1667, y terminó con la completa destrucción de todas las ciudades y pueblos de indígenas de los Valles, y la deportación de los sobrevivientes, repartidos entre las élites de las ciudades.
Los indígenas cacanos habían luchado con sus mejores armamentos y estrategias, utilizando sobre todo flechas, pero también lanzas, piedras rodadas desde lo alto de las montañas y trampas ocultas, y teniendo a su favor el conocimiento del campo de batalla. Los españoles les opusieron fuerzas indígenas leales armadas del mismo modo, pero con el agregado del uso táctico de armas europeas: espadas, corazas de metal, perros, y muy especialmente caballos y arcabuces, que lograban más por el miedo que por su efectividad. Además utilizaban recursos de terrorismo: incendiaban los pueblos, talaban los sembrados para forzar a sus enemigos por hambre, descuartizaban a los caídos y los ejecutados, y marcaban los caminos con las cabezas y miembros de los indígenas.
Como resultado de esta serie de guerras desapareció el grupo étnico más numeroso de la actual Argentina, destruida su identidad nacional y obligados los sobrevivientes a incorporar sus personas como parte de otros pueblos. Pero también significó el comienzo de la crisis terminal del sistema de repartimientos de indios, ya que muchos indígenas desnaturalizados –esto es, obligados a vivir fuera de sus comunidades– se incorporaron al mercado de trabajo formal monetarizado y a la población criolla. En las zonas de mayor concentración indígena, los aborígenes desarrollaron algunos aspectos sincréticos entre las tradiciones de sus antepasados y las de los españoles, siempre incorporando el idioma español y la religión católica: el resultado fue, entonces, la aparición de la población o grupo étnico coya.

### Otras rebeliones
Prácticamente todos los pueblos «pacificados» por los invasores se insurreccionaron en algún momento contra los abusos de los encomenderos, que resultaron ir en crecimiento con el paso del tiempo. Muy tempranamente, en 1542, los guarambarenses –una fracción guaraní– se rebelaron contra los españoles de Asunción dirigidos por el cacique Aracaré y atacaron la ciudad; los españoles lograron defenderla con el apoyo de los carios, otro grupo guaraní. Al parecer, la intención de los carios era utilizar a los españoles en un proyecto político propio, consistente en formar un verdadero Estado guaranítico dirigido por ellos. Es por eso, también, que forjaron alianzas matrimoniales con los recién llegados, en un intento de crear una élite mixta; por su parte, los invasores, que no habían podido establecerse con seguridad en ningún lado, encontraron el lugar ideal para residir y desde allí llevar adelante su proyecto de conquista y de sometimiento de los indígenas al trabajo forzoso. De todos los indígenas, incluidos los carios.
Los guaraníes de Asunción volvieron a sublevarse en 1559, poniendo en serio peligro a la única ciudad en cientos de leguas a la redonda; fueron vencidos con la ayuda de otros guaraníes aliados a los españoles.
Varios movimientos milenaristas o simplemente reaccionarios enfrentaron tanto a los encomenderos como a los misioneros: entre los guaraníes, retirados al monte, se los llamaba cainguás. Eran generalmente dirigidos por chamanes, como el que organizó la muerte de san Roque González de Santa Cruz y pretendió expulsar del cuerpo de los indígenas el bautismo que le habían impuesto los misioneros. Asediados por los indígenas guaycurúes, los tupíes y los españoles, todas estas rebeliones fracasaron en su pretensión de expulsar a los extranjeros; la última vez que se intentó, en 1650, el fracaso fue rápido y contundente. Desde entonces, los cainguás no volverían a intentar enfrentar a los españoles.
Inclusive los pacíficos huarpes de Cuyo –que eran trasladados sistemáticamente a Chile para trabajar en las minas– se sublevaron en 1632, 1658, 1661 y 1666, atacando y destruyendo parcialmente las ciudades de Mendoza y San Luis. Y de nuevo se alzaron en 1712 y 1788, cuando ya quedaban muy pocos de ellos, aislados en el pueblo de Mogna o en las lagunas de Guanacache. Si bien ya no recordaban su idioma, aún se mencionaba su existencia como pueblo, aunque reducido a las lagunas, en la época de los caudillos Peñaloza y Felipe Varela, siendo su última personalidad conocida la guerrillera y bandida Martina Chapanay.
En 1780 estalló en el sur del Perú la rebelión de Túpac Amaru II, que puso en serio peligro a los virreinatos del Perú y del Río de la Plata. En este último, y en la actual jurisdicción de la Argentina, algunos pueblos se sumaron abiertamente a la revuelta, como Casabindo y Cochinoca, en la Puna, y algunas localidades menores de Catamarca y La Rioja. La paranoia de los españoles vio resabios de estas revueltas tan al sur como en Mendoza, pero al parecer los hechos no tenían relación alguna: la revolución indígena se mantuvo muy lejos de las fronteras del Tucumán, donde la revuelta no pasó de unas pocas discusiones y movimientos de tropas.

### Sumisión: los guaraníes misioneros
Permanentemente en un lento movimiento migratorio desde la cuenca del Amazonas, dos pueblos emparentados habían ocupado un amplio territorio entre los ríos Paraguay y Paraná por el oeste y la costa del Atlántico por el este: eran los tupíes y los guaraníes, que hablaban idiomas muy similares, mutuamente inteligibles, por lo que es seguro que no hacía mucho tiempo que se habían separado. Los tupíes dominaban la franja boscosa junto a las costas del Océano Atlántico y las nacientes de los ríos que forman el Paraná, mientras que los guaraníes ocupaban gran parte la cuenca del Plata. Cuando llegaron los españoles, los guaraníes de la región de Asunción y los del curso medio e inferior del Paraná fueron casi los únicos nativos que quedaron sometidos a ellos por medio de la encomienda; estos encomenderos españoles oscilaban entre un trato feroz a la gente que le estaba sometida y ciertos gestos de paternalismo e indulgencia, forzados por la insistencia de las autoridades españolas en que los indios eran vasallos del Rey. En cambio, los portugueses, carentes de los mismos miramientos, esclavizaron sin más a los tupíes, para después valerse de ellos para que les llevasen esclavos de otras etnias o los guiaran a buscarlos. Entre ellos a los guaraníes orientales, que poblaban todas las regiones del Tapé, del Guayrá y del Itatín, ubicadas al este y al noreste de Asunción. A principios del siglo XVI, los tupíes atacaban a los guaraníes y los esclavizaban, por lo que grandes grupos de éstos buscaron alguna clase de protección.
Llegados a la Gobernación del Tucumán en 1586 y a la del Paraguay al año siguiente, los jesuitas llevaban la experiencia del éxito de su misión de Juli, sobre el Lago Titicaca, y decidieron replicarla allí donde fueran. Observando los efímeros éxitos de los franciscanos entre los guaraníes, el padre Marcial de Lorenzana decidió fundar una misión sobre el alto Paraná: se dirigió aguas arriba y, donde encontró suficientes indígenas, fundó la misión de San Ignacio Guazú. Lo siguiente fue contactar a los indígenas y convencerlos de establecerse allí; la sensación general de inseguridad causada por las expediciones esclavistas de los tupíes jugó a favor de incorporarse a las reducciones. Además, los guaraníes eran agricultores de tala y roza que cambiaban periódicamente de lugar de residencia, de modo que no fue difícil convencerlos de abandonar sus pueblos. Por otro lado, no parecían tener mejores opciones: podían permanecer en sus aldeas dispersas sin reducirse, con lo que quedarían a merced de los tupíes o de los encomenderos de Asunción. Podían también abandonar sus pueblos y volver a la selva, donde sus enemigos eran mucho más fuertes que ellos y donde su forma de vida –hacía mucho que habían abandonado el sistema de caza y recolección– no alcanzaría a cubrir todas sus necesidades. De modo que someterse a la organización y protección de los jesuitas parecía la mejor opción. O quizá la menos mala, porque reducirse significaba también renunciar a varios elementos centrales de su cultura, como a los chamanes, la desnudez o la poligamia.
Lorenzana y su sucesor, Roque González de Santa Cruz, fundaron varias reducciones en la zona que hoy lleva el nombre de Misiones, tanto en el Paraguay como en la Argentina y en Brasil. Poco después, otros misioneros fundaron otras más en el Guayrá, territorio ubicado en lo que hoy son los estados brasileños de San Pablo y Mato Grosso del Sur, pero que los españoles reclamaban como suyos. Huyendo de los tupíes y aprovechando sus mudanzas periódicas, decenas de miles de guaraníes se incorporaron a las misiones.
Cada pueblo era similar a los demás, y resultaba de un sincretismo entre tradiciones españolas y guaraníes: estaban trazados en damero, con el centro en la plaza y la iglesia, estaban gobernadas por un cabildos, y los edificios eran de roca o de ladrillo, como en las ciudades españolas. Pero se hablaba y se aprendía a leer y escribir en guaraní, la tierra estaba dividida entre la de la comunidad y la propia de cada familia, sus gobernantes eran los descendientes de los antiguos caciques y las casas reproducían, en estilo europeo, las largas casas comunales de los guaraníes, las «malocas»: un solo techo y una larga fila de viviendas adosadas en fila. El sistema económico resultó más ventajoso que los riesgos de la vida en la selva a la que los indígenas estaban acostumbrados, de modo que los indígenas se quedaron bajo la protección de las reducciones.
Entre 1627 y 1640, las misiones guaraníticas –y las tres ciudades de los españoles– del Guayrá fueron atacadas por los bandeirantes, expedicionarios esclavistas brasileños guiados por auxiliares tupíes. Las ciudades y las misiones fueron destruidas, miles de indígenas fueron esclavizados y los que quedaban huyeron; una parte retornó a la selva, y el resto bajó por el río Paraná y fundó nuevas misiones. Cuando la situación se estabilizó, casi cien mil guaraníes vivían en treinta misiones.
La economía de las misiones prosperó por la comercialización centralizada de sus productos, especialmente de la yerba mate, y esa prosperidad permitió formar pueblos llamativamente ricos, con su sistema político centralizado y dependiente de la conducción paternalista de los padres jesuitas, sin interferencia de los vecinos blancos del Paraguay ni de Buenos Aires, y se desarrollaron las artes, la educación y la cultura. Se hablaba en guaraní, por lo que teóricamente conservaban mucho de la cultura originaria; en la práctica, de ésta se conservaba muy poco más que el idioma y parcialmente las vestimentas, el resto de las características culturales eran una adaptación de las españolas a las ideas teóricas de los jesuitas acerca de lo que debería ser una sociedad ideal. Se había evitado un genocidio, pero a cambio se produjo un etnocidio relativamente disimulado.
Las misiones jesuíticas llegaron a su clímax en el siglo XVIII, después de participar en varios conflictos militares en favor de la Corona española. Pero a mediados de ese siglo enfrentaron a los españoles en la llamada guerra guaranítica, de la cual salieron derrotados; ese enfrentamiento, más otras particularidades de los jesuitas, llevaron al rey español Carlos III a decretar la expulsión de los jesuitas de España y de todas sus colonias. Los indígenas quedaron al cuidado primeramente de los franciscanos, y luego de administradores civiles, bajo cuyo gobierno se autorizó a los españoles a entrar a los pueblos. El resultado fue una oleada de violencia, estafas económicas, consumo de alcohol y otras plagas que llevaron a la desorganización completa de los pueblos, de los cuales siete pasaron a la Banda Oriental (hoy parte de Brasil), y en el resto se había perdido más de la mitad de la población hacia el año 1810. La guerra de independencia y los comienzos de las guerras civiles argentinas hicieron el resto, y para 1830 ya no quedaba ningún pueblo habitado en las misiones: los indígenas se mudaron a las ciudades argentinas y paraguayas, donde se mezclaron con el resto de la población, resultando en la población criolla de la provincia de Corrientes y de la República del Paraguay. Esta población rural del Paraguay y Corrientes conservó el idioma guaraní hasta bien entrado el siglo XXI.

### De indios a gauchos y coyas
A medida que los pueblos de indios se iban despoblando o –por el contrario– poblando con habitantes criollos, y a medida que los repartimientos de indios, la mita y la mal llamada encomienda iban desapareciendo, el término «indio» adquirió otro sentido: dejó de ser una categorización por criterios raciales para pasar a denominar a los indígenas salvajes, no sometidos a la organización política colonial. Para cuando estalló la guerra de independencia, este proceso estaba aún inconcluso y no todos los indígenas sometidos habían sido asimilados todavía a la población criolla, pero ya se habían prohibido la encomienda, los repartimientos y gran parte de los yanaconazgos. Los regímenes independentistas tardarían aún unas dos décadas en terminar el proceso.
Pero junto con la desaparición de las "encomiendas", y gracias a la falta de documentación probatoria en manos de los indígenas, los propietarios aprovechaban para apoderarse también de las tierras propias de los pueblos de indios. Su situación cambió por completo: a partir de ese momento, no tenían ya dónde producir alimentos para sí mismos, y estaban obligados a salir al mercado laboral a buscar su salario. Como usualmente vivían en zonas de muy baja densidad de población, la oferta de puestos de trabajo era muy limitada, y tanto los nuevos criollos como los antiguos se veían forzados a aceptar las condiciones de trabajo y los salarios que les ofrecieran: mientras los derechos civiles cambiaban a su favor, las condiciones de empleo empeoraron significativamente.
La Revolución de Mayo y los gobiernos subsiguientes se esforzaron por suprimir todas las formas de dependencia indígena, empezando por la mita y el yanaconazgo –que subsistían especialmente en el Alto Perú. A efectos prácticos, la década de la Independencia y la Anarquía del Año XX terminarían de anular las diferencias entre indígenas y blancos. Excepto en las provincias de Salta, Jujuy y el oeste de Catamarca, en que la población indígena relativamente pura pasó a ser considerada coya, el resto de la población indígena perdió cualquier entidad racial o cultural propias y, para el año 1830, todos ellos eran considerados criollos argentinos.
Las reducciones de Córdoba y de Cuyo habían terminado de desaparecer a principios del XVIII. A fines de ese siglo, los pueblos de indios del Tucumán, principalmente de Catamarca y Santiago del Estero, iban siendo abandonados –sus habitantes emigraban a las provincias «de abajo»– y la reacción de los gobiernos locales era la de reagruparlos cada vez en menos pueblos, con lo que el proceso aún se aceleraba. En 1736, en La Rioja todavía existían catorce pueblos: Machigasta, Aminga, Vichigasta, Los Sauces, Pituil, Aimogasta, Sañogasta, Olta, Atiles, Anguinán, Abaucán, Colosacán y Sanagasta, mientras que veinte años más tarde ya habían desaparecido los cinco últimos; el resto se mantenía con una población muy baja –desde dos hasta veinte tributarios cada uno. Para 1795, quedaban sólo cuatro pueblos, con un total de cuarenta indígenas tributarios, mientras los hacendados y funcionarios hacían cuentas acerca del costo de comprarlos sin sus habitantes.
Los pueblos de las antiguas misiones jesuíticas fueron gradualmente abandonados a lo largo de la guerra de independencia y de la guerra del Brasil; formaron parte de las montoneras de José Artigas y se establecieron en distintos lugares de las provincias de Corrientes y Entre Ríos, y en el Uruguay. Los últimos habitantes dejaron los poblados cuando el general Fructuoso Rivera renunció a continuar su campaña a las Misiones Orientales, hacia 1828. Las Misiones se repartieron entre el Paraguay, la Argentina y el territorio ocupado por el Brasil, y los últimos indígenas que quedaban entre los ríos Paraná y Uruguay, que habitaban más en pequeños pueblos dispersos que en las antiguas misiones, terminaron por incorporarse formalmente a la provincia de Corrientes en el año 1932. Las reducciones en el Chaco habían sido abandonadas aún antes, durante los primeros años de los gobiernos nacionales.

## Indios salvajes
Para los indianos, la condición natural de los indígenas era la sujeción a los españoles en la forma de reducciones, misiones o encomiendas. Quienes se negaban a aceptar la sumisión a los españoles eran considerados «salvajes» –epíteto que sería utilizado también por los argentinos más tarde– y sujetos a toda clase de violencias, incluyendo la esclavitud. Para la población blanca o criolla, sus territorios estaban vacantes y podían ser ocupados en cuanto estuvieran en condición de hacerlo, ya que sus habitantes eran considerados ocupantes ilegales. Impulsados por el trato que recibían, en respuesta a la competencia por los mismos recursos, o simplemente por deseos de rapiña, la mayor parte de los indígenas reaccionaron atacando periódicamente las poblaciones españolas, favorecidos por la posibilidad de acceder a los caballos, que habían sido un arma crucial durante la conquista y ahora eran el principal medio de transporte, herramienta y arma de los indígenas.
El largo conflicto a lo largo de la frontera entre los «salvajes» y los blancos también permitió a cada una de las partes incorporar recursos técnicos de la otra. Cada vez que fue posible, también hubo intercambios humanos y comerciales entre ellas.

### Migraciones

Niño ava guaraní en el.

El listado de pueblos existentes a la llegada de los españoles no se mantuvo intacto demasiado tiempo: siempre había habido migraciones que alteraron la composición de la población, y la llegada de un elemento perturbante pero lejano no fue razón para que los movimientos de población se interrumpieran.
Durante los primeros siglos de la ocupación europea-criolla continuaron produciéndose cambios en la composición étnica, principalmente por migraciones y por expediciones de saqueo por parte de los pueblos más belicosos. Las poblaciones tonocotés de la actual Santiago del Estero estaban siendo atacadas por los lules de la actual provincia del Tucumán. Éstos ya habían ocupado gran cantidad de poblaciones de los tonocotés, y todo indica que los hubieran suplantado por completo si no hubiesen llegado los españoles; éstos repelieron con mucha más eficacia los ataques de los lules –y, a partir de mediados del siglo XVII, de los vilelas, que hablaban el mismo idioma que aquéllos y que eran aún más violentos– en la zona que rodeaba a Santiago, la primera ciudad que fundaron. La población tonocoté se salvó momentáneamente de la destrucción, pero la protección les costó cara: quedaron sometidos a los españoles y perdieron su cultura y hasta su lengua –reemplazada por el quichua– de modo tal que terminaron siendo apenas una población rural más. Los repartimientos siguieron existiendo, pero la mestización terminó por hacerlos perder toda importancia numérica y productiva.
Mucho más al norte, en las yungas del sur de Bolivia y de las actuales provincias de Salta y Jujuy, los chanés o izoceños eran un pueblo de lengua arahuaca llegados algunos siglos atrás, agricultores de tala y roza. Poco antes de la llegada de los españoles, y también mientras los españoles dominaban a los guaraníes en torno a Asunción, parte de este pueblo decidió emigrar hacia el oeste; la completa falta de agua en el Chaco septentrional los obligó a seguir su camino, llegando hasta las yungas. Allí establecieron sus pueblos, esclavizando a los chanés y también canibalizándolos. Los chanés reaccionaron intentando huir, o bien incorporándose como pudieran a los invasores, que ahora se convirtieron en los ava guaraníes. Primeramente los súbditos del imperio incaico y luego los españoles los llamaron "chiriguanos", que significa mierda fría, lo que parece confirmar el odio que generaban con sus ataques y su canibalismo. Los ava guaraníes dominaron todas las yungas salteñas y jujeñas, atacando periódicamente las ciudades de Esteco y San Salvador de Jujuy; al parecer, inclusive el nombre de Jujuy es de origen ava guaraní. El proceso de guaranización de las yungas parece haber durado todo el siglo XVI. En 1571, el virrey Francisco de Toledo se lanzó a una campaña de varios años para intentar conquistar el territorio ava guaraní, en el que resultó uno de los mayores fracasos del exitoso virrey; en 1574 se vio obligado a retirar todos sus ejércitos del Chaco occidental.
Los pueblos del grupo wichi habían pasado algunos siglos migrando desde el este boliviano hacia el sur. Parece seguro que los wichís y vejoses –una parcialidad que se ha extinguido o ha cambiado de nombre– ya estaban dentro de la Argentina durante el siglo XVI, mientras que los noctenes, chorotis, chulupíes y nivaclés probablemente hayan llegado durante los siglos XVIII y XIX.
A la llegada de los españoles, los sanavirones estaban conquistando las sierras del norte de Córdoba; eran menos numerosos que los comechingones, pero los estaban expulsando. Al colocarse en esa posición, se ubicaron justo sobre el camino desde Santiago del Estero al sur, es decir que quedaron expuestos a los ataques de los españoles y fueron diezmados con rapidez.

### Indígenas del Chaco atacan las ciudades españolas
Los siglos de la Argentina colonial en las zonas rurales pueden ser reducidos a un reiterativo relato de ataques y saqueos indígenas sobre las estancias y pueblos, no solamente en el sur, sino también en la región chaqueña. Durante cien años, los responsables de los ataques fueron principalmente los vilelas, luego los mocovíes, y por último los abipones. No eran los únicos: sobre Jujuy, la principal presión era la de los chiriguanos, y sobre Corrientes, la de los tobas. Un grupo particularmente misterioso es el que se conoció como «calchaquíes», que habitaban un «valle calchaquí» que nada tenía que ver con el de las provincias de Salta y Catamarca: corría paralelo al Paraná, varias leguas al oeste, y sus habitantes acostumbraban atacar a las ciudades de Santa Fe y Corrientes.
En todo caso, la continua guerra por el Chaco adquirió nuevas características cuando –a mediados del siglo XVII– los indígenas lograron domesticar el caballo. El número de jinetes en los ataques de indígenas chaqueños era sistemáticamente menor que entre los pampeanos, pero la cantidad era suficiente para darles las ventajas de la sorpresa y la movilidad, lo que les permitió atacar directamente las ciudades con resultados enormemente dañinos para los blancos, como en San Miguel de Tucumán entre 1740 y 1760,, en Esteco una década más tarde y en Santa Fe a lo largo de la mayor parte del siglo XVIII.

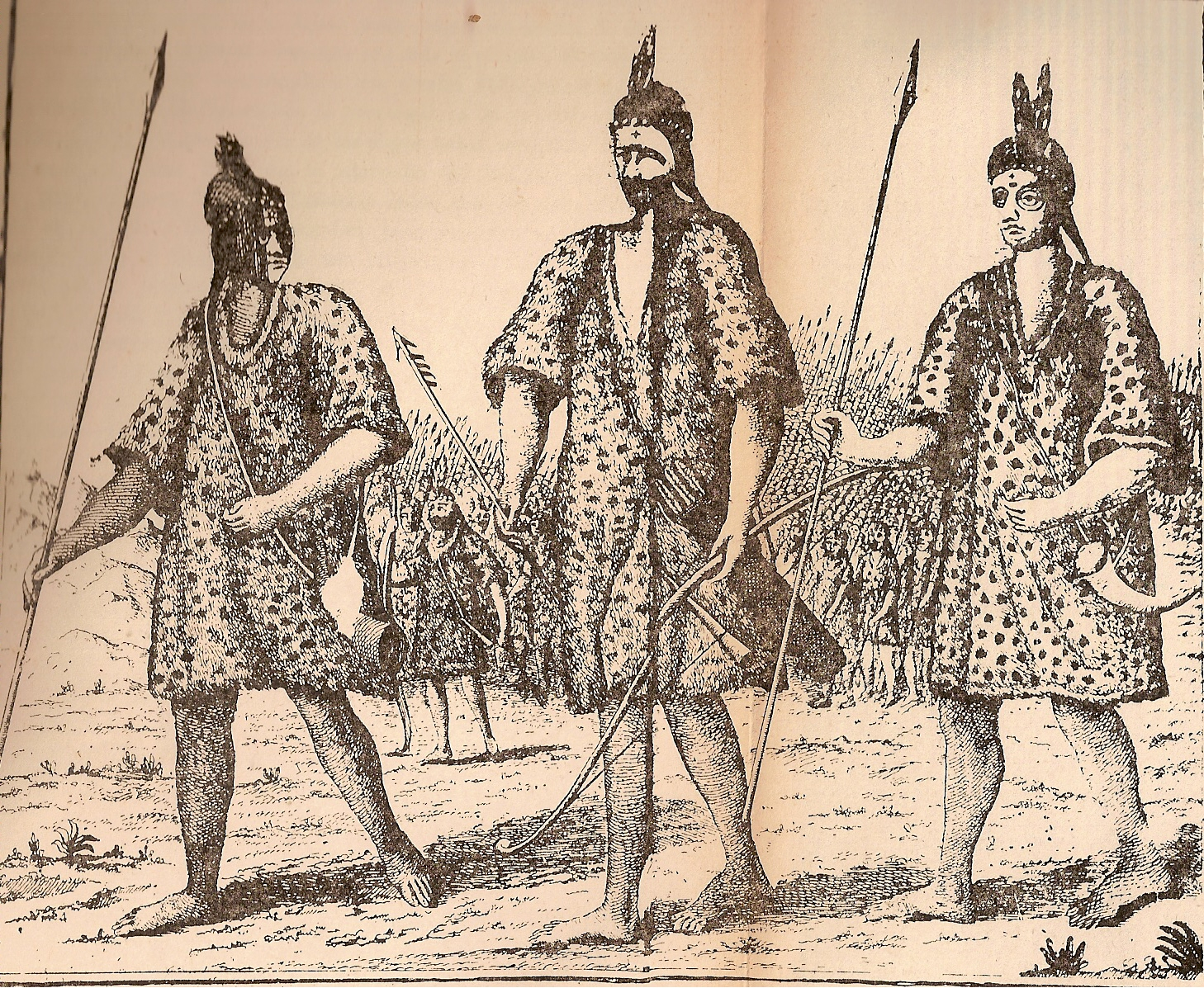
Aborígenes abipones, dibujados por el jesuita Martin Dobrizhoffer.

Los españoles respondieron con entradas de represalia, que en la práctica no servían ni para rescatar cautivos. En el siglo XVIII, los españoles desarrollaron una doble estrategia: por un lado, lanzaban campañas de represalia, que terminaban con tratados de paz que los caciques se comprometían a cumplir, pero la dirigencia era tan variada y móvil, que otros caciques continuaban los ataques sin sentirse obligados. Por el otro lado, los jesuitas intentaron –y lograron– la reducción de los indígenas chaqueños en alrededor de veinte misiones; éstas se pudieron mantener en pie muchas décadas, y reunieron algunos indígenas de la zona. Pero esa población de las misiones no alcanzaba ni al 15% de la población chaqueña, de modo que el resto de los indígenas podía continuar impunemente sus correrías. Es que, a diferencia de los guaraníes, los pueblos del Chaco no tenían tradición agrícola, y por consiguiente consideraban una pérdida de recursos y de oportunidades establecerse en lugares fijos.
Tras la expulsión de los jesuitas, las misiones siguieron existiendo y tuvieron relativo éxito en la frontera con el Tucumán; el gobernador Matorras hizo una entrada y logró la firma de un tratado de paz, y sus sucesores fundaron dos reducciones, una de tobas y otra de mocovíes, en el centro del territorio. Pero cuando las misiones fueron asignadas a la jurisdicción de Buenos Aires, los tucumanos abandonaron el esfuerzo: de modo que, en 1793, las nuevas misiones fueron abandonadas junto con algunas otras de las que aún existían. En las fronteras de Santa Fe y Corrientes, en cambio, se produjeron varios malones y saqueos, producto de las luchas civiles entre mocovíes y abipones; los gobiernos de Corrientes optaron por el camino de la negociación, y San Fernando fue abandonada, con sus habitantes mocovíes trasladados a una reducción en Las Garzas, dentro de Corrientes. En Santa Fe se creó un cuerpo específico de blandengues y se mantuvo la lucha armada; uno de los objetivos era controlar las reducciones de San Jerónimo y San Javier, que comerciaban sus productos a través de la ciudad.

### Araucanización de la Patagonia y la Pampa
Las continuas guerras entre los mapuches y los españoles en Chile llevaron a los primeros a emigrar, primero hacia el sur y luego hacia el este. En sentido estricto, muy probablemente los mapuches o sus antepasados ya habían iniciado el cruce hacia el Comahue en fechas muy tempranas, quizá desde el siglo V, aunque no alcanzaron a dispersarse por la Patagonia septentrional.
Cruzando la cordillera de los Andes, proceso que probablemente ya hubiera comenzado antes del siglo XVI pero se aceleró notablemente durante las guerras contra los chilenos, los mapuches conquistaron primero los valles andinos abiertos a la estepa patagónica, y luego se extendieron y hacia el este: atravesaron la estepa patagónica y las zonas semidesérticas del oeste de la actual provincia de La Pampa, y hacia mediados del siglo XVII comenzaron la invasión del sur y el oeste de la provincia de Buenos Aires, derrotando y absorbiendo a las poblaciones puelches. Conocían el caballo y habían aprendido a utilizarlo en Chile, pero allí disponían de muy pocos; en cambio, abundaban en estado salvaje en Buenos Aires, y rápidamente los capturaron, tanto para comerlos como para montarlos. A principios del siglo XVIII, los varones de las poblaciones indígenas de la provincia de Buenos Aires se movilizaban exclusivamente a caballo.
Simultáneamente, los mapuches se desplazaron hacia el sur –superando el lago Nahuel Huapi e ingresando en la actual Chubut y absorbiendo a las poblaciones poyas– y hacia el norte, llegando hasta el sur de las tierras mendocinas, absorbiendo a los pehuenches y los chiquillanes; estos últimos eran probablemente pueblos de origen huarpe que habían abandonado la agricultura, o que nunca la habían adoptado. De modo que, para mediados del siglo XVIII, eran parte del pueblo "araucano" o "mapuche" casi todos los habitantes de la llanura pampeana y de la Cordillera entre las zonas controladas por la ciudad de Mendoza hasta el noroeste del Chubut.
Los pehuenches, ya incorporados al complejo mapuche, atacaron de forma casi continua el sur de Mendoza, y destruyeron varias veces el principal fuerte defensivo, el de San Carlos, dirigidos primeramente por el lonco Llanquitur y, tras su muerte, por Rayguán. En torno al año 1800, gran parte de ellos se habían trasladado a la actual provincia de La Pampa, donde se incorporaron al pueblo ranquel.
Las migraciones continuaron durante el siglo XIX, con algunos movimientos importantes en torno al año 1810, y una invasión masiva entre 1818 y 1823, la de los vorogas, que huían de la Guerra a muerte, en la cual habían tomado partido por los realistas; por superioridad numérica y cultural, los inmigrantes absorbieron muy rápidamente a las poblaciones puelches del norte de la Patagonia y el sur de la región pampeana. Aún hubo otras dos migraciones masivas: la de los ranqueles, que fueron expulsados total o parcialmente del norte del Neuquén y emigraron hacia el este, ocupando un área amplia lindera con las provincias de Cuyo, Santa Fe y Buenos Aires, y la de los huiliches dirigidos por Calfucurá, que ocuparon exitosamente el sudeste de la provincia de La Pampa, las sierras de Ventania y las grandes lagunas del sudoeste bonaerense tras la matanza de los líderes vorogas en el año 1834.

### Caballos y vacas en el sur

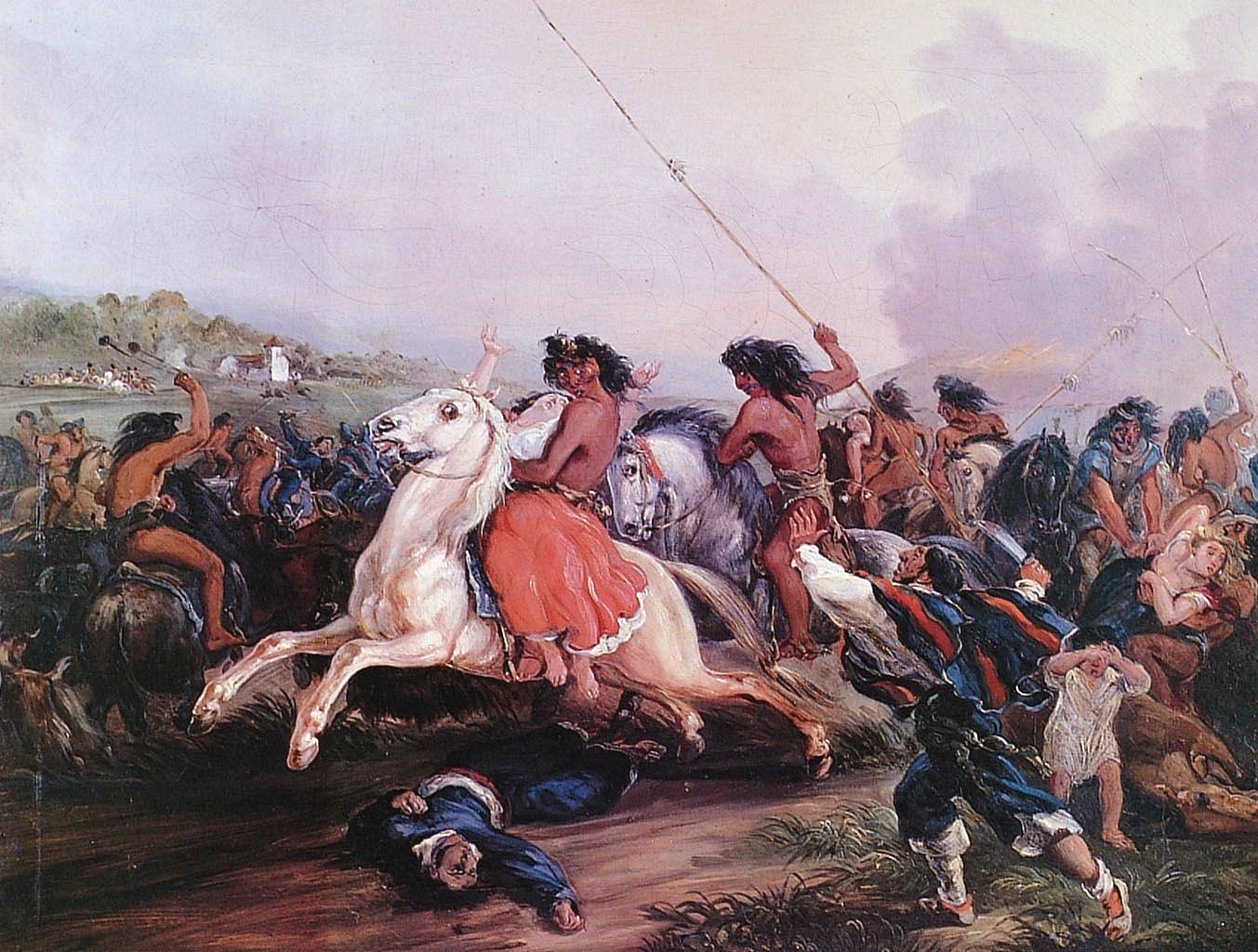
El malón (1845), por Mauricio Rugendas.

La fauna disponible para la caza en la región pampeana estaba limitada a piezas pequeñas (maras, vizcachas, nutrias) y dos herbívoros de mediano tamaño pero difíciles de capturar: el guanaco y el venado de las pampas. A partir de las exploraciones de los españoles en el siglo XVI, unos pocos vacunos y equinos escaparon del control de los europeos y encontraron un ambiente ideal para prosperar en la pampa: en las primeras décadas del siglo siguiente se podían encontrar cientos de miles de caballos y vacunos cimarrones. Los indígenas de la región pampeana pasaron a depender cada vez más de la caza de estos animales, que aportaban más cantidad de carne con menos esfuerzo y, en el caso de los caballos, lentamente lograron utilizarlos para montar. Grupos de indígenas araucanizados también se sumaron a la caza y agregaron la extracción de vacunos para vender en Chile.
La adopción del caballo fue una de las revoluciones culturales más notorias y visibles: proporcionaba un medio de transporte rápido, fuerte y confiable en comparación con la marcha pedestre. Pero también proporcionaba una herramienta de combate y de caza y, una vez muerto, se aprovechaba su carne, su sangre, los cueros, las crines, tendones y huesos. La forma de vida de los nativos cambió y su movilidad se multiplicó rápidamente, hubo que adaptar las armas a la caza y el combate a caballo, tuvieron que cambiar la estructura de sus toldos, su dieta, la alfarería, los circuitos comerciales. En unas pocas generaciones, los indígenas agricultores se convirtieron en cazadores de caballos y vacas. Cada indio tenía su propio caballo, amansado y entrenado por él, y que respondía sólo a él; la intensidad del entrenamiento era tal que para sus enemigos blancos era imposible alcanzarlos.
Inclusive sus creencias religiosas cambiaron, y desarrollaron una religión que incluía –porque lo tomaron de los blancos– un cielo adonde iban los buenos guerreros: el Mapu Cahuelo, es decir el país de los caballos. Los caballos no sólo eran su transporte y su arma de guerra, sino que también eran el premio que recibían los que hubieran vivido una vida digna.
La población de la región creció rápidamente, y la presión sobre los vacunos se hizo cada vez más fuerte. A principios del siglo XVIII, la continua extracción de carne y de animales alcanzó un tope, y los vacunos cimarrones terminaron por extinguirse.
Al noreste de la llanura pampeana existía una población española, la pequeña ciudad de Buenos Aires, que había vivido durante más de un siglo del comercio, del contrabando y de las vaquerías, es decir de la caza de las mismas vacas de las que vivían los indígenas. A fines del siglo XVII, los porteños habían comenzado a criar sus propios vacunos en sus estancias, de modo que, cuando se produjo la extinción de los ganados salvajes en torno al año 1715, aún podían dedicarse a la ganadería en campos abiertos, limitados solamente por arroyos y otros obstáculos naturales.

### Los malones, la guerra y la paz
Ante la desaparición de los vacunos cimarrones, los indígenas modificaron sus objetivos, y atacaron las estancias en grandes expediciones a caballo, llamadas malones. Los españoles intentaron defenderse, con éxito bastante limitado: la lucha por las vacas duraría más de 170 años, y causó una serie interminable de destrucciones, matanzas y saqueos mutuos, que costaron la vida de decenas de miles de personas.
Desde los años 1730 en adelante, araucanos que vivían en las inmediaciones del río Salado –límite informal entre los indígenas y los blancos– lanzaron gran cantidad de ataques sobre las estancias españolas, destruyendo en ocasiones los pueblos, como ocurrió con Arrecifes o Magdalena. No buscaban únicamente ganado y cautivos, sino que también pretendían vengar la muerte de sus parientes, asesinados por el maestre de campo Juan de San Martín; en respuesta, San Martín organizó milicias rurales especializadas en responder a esos ataques, aunque sólo en contadas ocasiones lograron alcanzar a los malones; de modo que, frustrados, se dirigieron a las tolderías cercanas y las atacaron, matando a los hombres y capturando a las mujeres.
En las incursiones del primer tercio del siglo XVIII, los indígenas habían quedado demasiado expuestos a las malocas de represalia lanzadas por los comandantes españoles. De modo que, a mediados del siglo, cambiaron por una estrategia distinta: se retiraron hacia el interior bonaerense y se instalaron en campos fértiles a mucha distancia de las poblaciones blancas, aprovechando su libertad de movimientos para atacar por sorpresa y llevarse cuanto encontrasen a su paso: vacunos, caballos, ovejas, objetos personales, y también niños y mujeres. Entre sus refugios favoritos se contaron la Sierra de la Ventana, las sierras de Tandil, los montes del Tordillo, las Salinas Grandes y las lagunas de Epecuén, del Monte y Alsina. Los españoles, obligados por su sedentarismo, intentaron establecer líneas defensivas basadas en fuertes y fortines para frenar los ataques indígenas.
Además de los vacunos, los indígenas capturaban cautivos; los varones se incorporaban a la familia de su captor como "chusma" –peones o esclavos para las tareas domésticas– y las mujeres eran obligadas a trabajar para las mujeres indígenas, además de servir como esposas secundarias.
Otra razón para los ataques era la resolución de los conflictos entre jefes indígenas: en 1740, el cacique Cangapol lanzó varios ataques violentos sobre las poblaciones criollas, que sólo detuvo cuando un tratado con los españoles lo reconoció como autoridad máxima de los pampas.
Tras unos años de paz, en 1778, el virrey Vértiz decidió endurecer las medidas contra los indígenas, arrestando a los caciques que visitaban Buenos Aires, lo cual violaba los acuerdos de paz. En respuesta, el cacique Lorenzo Calpisqui se puso al frente de una serie de grandes malones, formada por guerreros de todos los grupos étnicos y cuyos jefes estaban mutuamente emparentados por varias vías. Entre 1780 y 1785 los malones alcanzaron su punto máximo y los españoles fueron saqueados y obligados a retirarse hacia Buenos Aires. La llegada del nuevo virrey, el marqués de Loreto, permitió el inicio de una política de agasajos a los caudillos indígenas, que aceptaron firmar un tratado de paz en la laguna Cabeza de Buey, lo que inició un largo período de paz, que duraría hasta el año 1820. Durante este período de paz se hicieron muy habituales las expediciones a las Salinas Grandes, a buscar la sal que se necesitaba para la preparación de los cueros y la carne salada; los indígenas colaboraban con las operaciones. La complejidad de esta estrategia de «golpear para negociar» parece
anunciar una transición desde la organización tribal de pequeña escala hacia una sociedad de jefaturas, en que las decisiones importantes serían tomadas por los grandes caciques o loncos.
Algunos indígenas, expulsados o huidos de sus comunidades, cruzaron la frontera y se conchabaron como peones de los blancos. Del mismo modo, los criollos perseguidos por la justicia o excluidos por cualquier otra razón huyeron en gran cantidad a las tolderías, donde era habitual que hubiese mujeres blancas cautivas. Eso reforzó un largo proceso de mestización y de adopción mutua de costumbres y tecnologías entre criollos e indígenas: en los asentamientos permanentes de los indígenas, los toldos fueron reemplazados por ranchos, y los nativos adoptaron una vestimenta que incorporaba elementos europeos, como los pantalones y los sombreros.

### Otras adaptaciones
La sociedad indígena cambió notablemente desde principios del siglo XVI a finales del siguiente: en la zona cordillerana y, en menor medida, también en el sur y sudeste de la región pampeana cultivaron importantes cantidades de centeno y algo de maíz, trigo, arvejas y papas. Algunas parcialidades de los indígenas del Neuquén tenían grandes áreas cultivadas, pero las comunidades más al sur –en torno al lago Nahuel Huapi– eran casi exclusivamente cazadoras, mientras que los de las cuencas de los ríos Neuquén y Colorado eran principalmente pastores y recolectores de piñones de araucarias.
El uso de los caballos para el combate contra los blancos o contra otros indígenas cambió toda su estrategia y tácticas de combate. Pero además se generaron otras mejoras –aperos mejor adaptados a largas trayectorias al trote, otros para uso exclusivamente de las mujeres y las botas de potro, fabricadas sobre el cuero de las patas traseras de los potrillos– que cambiaron por completo la vida de los araucanos: alternaban períodos de cuasi-sedentarismo en los que pasaban largas temporadas en lugares fijos con viajes comerciales y militares a muy larga distancia, a veces a más de mil kilómetros. Las viviendas, la vestimenta, la forma de sus ollas de cerámica debían adaptarse a esta nueva capacidad de traslado. Y, por supuesto, el uso de los caballos para el combate contra los blancos o contra otros indígenas cambió toda su estrategia y tácticas de combate.
Los saqueos y el contacto con fugitivos cambiaron también sus preferencias de consumo: adquirieron el gusto por los cereales del Viejo Mundo y, al capturar ovejas, cambiaron y mejoraron sus tejidos. Se acostumbraron al uso de varias herramientas de tipo occidental que no podían producir por sí mismos, como los instrumentos de hierro, bebidas alcohólicas, azúcar, prendas de vestir y, sobre todo, el tabaco y la yerba mate, todos éstos productos que sólo podían ser adquiridos en cantidad suficiente por medio del comercio. De modo que los indígenas debían dirigirse a los pueblos de frontera a comerciar, mostrándose en todo pacíficos y confiables; el destino más buscado era la ciudad de Buenos Aires, que finalmente estaba dejando de ser un pequeño enclave.
Esos indígenas de aspecto confiable y pacífico eran también diplomáticos y espías; días o semanas más tarde, esos mismos indígenas participarían de los malones. Gran parte del ganado vacuno era arreado hacia el oeste, para su engorde previo al cruce de la Cordillera y su comercialización en Chile. Allí eran consumidos o vendidos a ganaderos españoles. Los indígenas tenían algunas zonas propias que dedicaban a la ganadería, como la llanura encerrada entre las sierras de la Ventana y de Tandil. Además de los equinos y vacunos, la cría de ovinos tuvo una gran importancia, especialmente después de la llegada de poblaciones enteras de mapuches, que llevaban consigo la industria del telar.
Desde la época de las guerras en el sur de Chile, los indígenas se esforzaron por apoderarse de herramientas y de artesanos capaces de trabajar el hierro. Dos siglos más tarde, ya en el siglo XVIII, los herreros eran exclusivamente araucanos, pero seguían obligados a conseguir hierro de origen europeo, que obtenían de los saqueos o del comercio a través de la frontera. Con ese hierro cambiaron también sus medios para hacer la guerra, ya que fabricaban puntas de lanza, dagas, machetes y otras armas cortantes, que junto a las boleadoras eran su herramienta favorita para la guerra. En algunos casos, inclusive se fabricaban cotas de malla defensivas, o también sombreros y pecheras de cuero reforzados con planchas de latón. Aunque inicialmente el ruido les causaba pánico, de todos modos lograron formar tropas de élite armadas con armas de fuego para el combate, especialmente fusiles y cañones pequeños.
La idea de un conflicto militar de tiempo completo a lo largo de siglos, aunque muy extendida, es inexacta: en cada ocasión en que los criollos y los indígenas estuvieron en paz, la frontera se volvía permeable y el comercio florecía: los «indios amigos» y los comerciantes criollos más aventurados intermediaban entre grupos que solían estar en guerra entre ellos –inclusive durante los breves alto el fuego de las guerras. Los indígenas entregaban vacas, cueros y otras mercaderías a cambio de herramientas de hierro, productos suntuarios y aguardiente. Más aún, los indígenas se convertían también en intermediarios entre criollos de uno y otro lado de los desiertos: vendían productos comprados en Buenos Aires a los blancos chilenos. Del mismo modo, los indígenas chaqueños vendían productos comprados o robados en Corrientes y Asunción a las ciudades del Tucumán, cruzando para ello peligrosos desiertos y montes.
La Compañía de Jesús, que había tenido un éxito notable entre los guaraníes, quiso exportar el modelo a otras regiones. En la zona pampeana fundaron las tres misiones jesuitas de la Pampa. Si bien lograron sobrevivir algunos años, no consiguieron que los indígenas se sedentarizaran ni que adoptaran costumbres importadas; el recrudecimiento de los malones –y el saqueo de dos de ellas– obligó a evacuar las misiones en 1753.

## Los pueblos indígenas, trescientos años después
En 1810, lo que actualmente se llama Argentina obtuvo su independencia de facto, en la Revolución de Mayo. Habían pasado tres siglos desde el accidentado viaje de Juan Díaz de Solís, y las condiciones de vida de los indígenas habían variado sustancialmente. De los indígenas sometidos a la organización política de los españoles, alrededor de 11 200 vivían en la jurisdicción de Jujuy, y 5200 en la de La Rioja, las únicas dos jurisdicciones en que eran la mayoría de la población. En proporciones más bajas, Santiago del Estero tenía 4900, Córdoba y Tucumán 4000 cada una, Salta y Catamarca 3000 cada una, Buenos Aires 2000, San Juan 1500 y San Luis 1300 habitantes.
La gran mayoría de estos pueblos habían llevado adelante reformas profundas a su sistema de creencias, a su tecnología y su forma de vida. La incorporación cultural más visible, y que arrastró a muchas otras, fue la adopción del caballo como medio de transporte, de caza y de guerra. Pero no era la única: los indígenas adoptaron reformas a su cerámica y sus viviendas, y habían desarrollado complejos esquemas de comercio y transporte. Además estaban separados a grandes rasgos en dos grupos: los «civilizados», es decir los descendientes de los sometidos violentamente durante los siglos XVI a XVIII y habían sido profundamente influidos por la civilización occidental, y los «salvajes», cuya cultura evolucionó mucho más independientemente.

### Naciones desaparecidas
A principios del siglo XIX, sólo dos idiomas indígenas se hablaban en la parte dominada por los españoles de las actuales provincias argentinas: el quichua del centro de Santiago del Estero y el guaraní de Corrientes y Misiones. Del resto de los idiomas que habían encontrado los conquistadores ninguno existía ya, excepto entre los indígenas salvajes.
No todos los indígenas que existían al momento de la conquista española quedaron en la situación de reducidos o salvajes. Varios otros desaparecieron o fueron incorporados a otros grupos étnicos o a la población criolla. Por ejemplo, las etnias que fueron absorbidas por los mapuches –los pehuenches, los chiquillanes, los poyas y la mayor parte de los puelches– fueron incorporadas al complejo «araucano» y habían desaparecido como etnias distinguibles antes del año 1800. Los grupos absorbidos dieron lugar a nuevas parcialidades, como los pehuenches propiamente dichos, en el norte de la provincia del Neuquén, los ranqueles –que ocuparon amplios territorios al centro y norte de La Pampa y todo el de Buenos Aires– los "pampas" del sur de Buenos Aires, los "salineros" del sudoeste y los "manzaneros" del sur del Neuquén.
En Cuyo, los huarpes adquirieron tempranamente la lengua española y fueron diezmados por las sacas de nativos enviados a las encomiendas de Chile; los sobrevivientes quedaron disueltos en la población criolla mestiza, y los pueblos de indios propiamente dichos no llegaron como tales al siglo XIX. En la actual provincia de Córdoba, los comechingones fueron uno de los grupos que más rápidamente logró mestizarse; en particular, porque sus características físicas  facilitaban que pasaran por mestizos aún sin serlo: los hombres tenían barba. Sin embargo, los pueblos de indios cordobeses, con sus tierras comunales, sobrevivieron hasta la última década del siglo XIX, cuando sus ocupantes no se diferenciaban en ninguna otra cosa del resto de los habitantes de la provincia. Los sanavirones, que eran relativamente pocos, los tonocotés y los de habla cacana de Santiago del Estero adquirieron rápidamente el idioma quichua para poder comunicarse con los demás, con lo que pronto se transformaron en la base de la población rural de la provincia, mezclada entre indígenas puros y mestizos bilingües, que ha conservado el idioma hasta hoy.
En la mesopotamia y el litoral fluvial, los chaná salvajes parecen haber desaparecido no mucho antes del comienzo del siglo XIX, mientras que la mayor parte de las lenguas charrúas, los timbúes, los caracaras y otros habían desaparecido más tempranamente; las dos principales excepciones fueron los yaros y los minuanes, ambos de idioma charrúa, que quedaron disueltos en la población criolla durante la época de las guerras civiles.
Además de estos pueblos desaparecidos, también existieron nombres de supuestas etnias que se utilizaron durante la conquista y luego se esfumaron. Se trata, en su mayoría, de etnónimos incorrectamente aplicados, que se referían a supuestas fracciones de pueblos de mayores dimensiones o, por el contrario, de nombres aplicados indiscriminadamente a dos o más pueblos distintos. Es conocido el caso de los juríes, en el que los conquistadores agrupaban a lules, vilelas, tonocotés y mocovíes; el de los paziocas, que se refería a algunos de los pueblos de habla cacana pero no a todos, los calchaquíes, división de origen geográfico que no respondía a diferencias sociales o lingüísticas, y que agrupaba pueblos bastante distintos. Lo mismo ha ocurrido con los querandíes, los frentones o los carios.
De los pueblos de habla cacana, sabemos con precisión cuál fue la causa principal de su desaparición: los muertos durante las guerras calchaquíes y los traslados forzados tras su finalización. Quedaron algunas poblaciones después de los grandes movimientos de gente, pero eran demasiado pocos como para que sus costumbres y su lengua se mantuvieran. Sufrieron, entonces, el mismo destino de los pueblos poco numerosos, que se extinguieron por la enorme pérdida de gente por enfermedades, y en segundo lugar por las guerras: quedaron reducidos a poblaciones dispersas intercaladas con poblaciones criollas, cuya densidad de población era demasiado escasa como para que sostener su forma de vida o su idioma tuviese alguna utilidad. De modo que incorporaron la mayor parte de los componentes de los vencedores, entre ellos en primer lugar el idioma, y pasaron a ser conocidos como coyas.
En el sur de la Puna, los cunzas o apatamas se disolvieron en una población que prefirió el uso del idioma español antes que el quichua. Lo mismo parece haber ocurrido con los omaguacas y ocloyas, y también con las poblaciones de origen cacano de los valles bajos, como los pulares.

## Los indígenas y la Argentina en formación
Apenas estallada la Revolución de Mayo, los dirigentes del nuevo gobierno rioplatense se esforzaron por contradecir todo lo que se había hecho desde los gobiernos coloniales respecto a los indígenas: se llenaron las comunicaciones oficiales con textos declarativos o con normas acerca de los mismos, se publicaban los documentos –hasta el Acta de la Independencia– en lenguas indígenas y se mostraron muy preocupados por integrar a los nativos a la sociedad blanca y a sus gobiernos. Nótese, sin embargo, que los «indios» objeto de estas atenciones no eran los salvajes sino los indígenas de los pueblos del norte y los guaraníes de las Misiones: a los pocos días de producida la Revolución, el secretario de gobierno de la Primera Junta, Mariano Moreno, lanzó un decreto reivindicatorio de los derechos de los soldados indígenas, que habían sido mezclados con los negros: los trasladó a los cuerpos de blancos, declarándolos iguales en derechos y honores a éstos. Durante su campaña al Paraguay, Manuel Belgrano adelantó varios derechos elementales de los indígenas que habían sido parte de las Misiones. En el Alto Perú, Juan José Castelli anunció el final de la mita y el yancaconazgo, y llenó los oídos de los indígenas de halagos y promesas de igualdad. Pero nada más se hizo; cuando la revolución quedó a la defensiva, no había tiempo para cumplir las promesas. La Asamblea del Año XIII también hizo algunas de estas declaraciones pero, aparte de la suspensión de la mita y de los discursos altisonantes, los indígenas no fueron parte del horizonte de los gobiernos.
Un gran cacique ava-guaraní, Cumbay, ofreció a Belgrano acompañarlo en su campaña al Alto Perú al frente de varios miles de indígenas, pero los militares rioplatenses se negaron a incorporar indios salvajes. Cuando los milicianos de los fortines fueron enviados al frente en el Alto Perú, los indígenas aprovecharon para liberarse de las reducciones.
El caudillo José Artigas puso al frente del gobierno de las Misiones a su ahijado guaraní, Andresito Guacurarí, que llevó adelante una continua guerra contra el Brasil portugués. A lo largo de cinco años intentó ocupar las Misiones Orientales, ocupó efectivamente la ciudad y provincia de Corrientes, y continuó luchando a la defensiva contra Portugal. Fue capturado tras una derrota en 1819, y los vencedores arrasaron con lo que quedaba de los pueblos. Tres años más tarde, a cambio de no ser perseguidos por el gobierno correntino, se los obligó a jurar lealtad a su nueva provincia, y a declarar bajo juramento que las regiones centrales siempre habían sido correntinas.
Las antiguas misiones jesuíticas del Paraná, las del Chaco, e inclusive la misión de Itatí en Corrientes quedaron completamente desorganizadas; las propiedades en común quedaron en manos privadas –y no solamente de indígenas– y la mitad de la población las abandonó. Serían completamente abandonadas en los años 1820.

### Los malones y el «negocio pacífico»
Hasta el año 1819 la frontera sur se mantuvo en paz; ese año hubo algunas correrías de pequeños grupos de indígenas en una frontera cada vez más inquieta.
Entre los indígenas del sur era esencial establecer los liderazgos; las concesiones a las distintas tribus fueron analizadas desde el punto de vista de favorecer a los líderes, manteniendo a los indígenas lejos de la guerra de Independencia. Los tratados de paz con el virrey Loreto y con el comandante de la frontera mendocina, José de Amigorena, fueron escrupulosamente observados por los indígenas, y el general San Martín añadió otros tratados, pero éstos fueron para la provisión del Ejército de los Andes; las relaciones interétnicas se centraban, en esa época, en el comercio y en el trabajo de «indios amigos» en algunas estancias ganaderas.
El general José Miguel Carrera había gobernado Chile, y en 1819 era el líder de la oposición, aunque refugiado en Montevideo. A principios de 1820 se unió a los caudillos federales contra Buenos Aires en la batalla de Cepeda, que supuso la disolución del gobierno central. En Buenos Aires se sucedieron varios gobiernos breves, hasta que uno de ellos, el del general Martín Rodríguez, logró mantenerse en el poder. Pero en la frontera, la tranquilidad se había perdido por completo; hubo también situaciones caóticas en Córdoba y Mendoza, donde pehuenches y ranqueles se prepararon para la guerra. Mientras tanto, Carrera se había refugiado en las tolderías de los ranqueles, a quienes convenció de unírseles en un malón con el que esperaba reunir medios para volver a Chile; junto al cacique Yanquetruz lanzó un ataque sobre Salto, causando decenas de muertos y grandes daños. Los pueblos de Rojas, Lobos y Chascomús también fueron asaltados. El gobernador Rodríguez reaccionó enérgicamente y partió rápidamente a vengar el ataque. Pero, en lugar de marchar hacia el noroeste en busca de los ranqueles, optó por atacar a varios caciques "amigos" al sur del río Salado, entre ellos el poderoso Ancafilú y el ascendente puelche serrano Juan Catriel. Las instrucciones de Rodríguez a sus oficiales eran claras: atacar a cualquiera que no se uniera a ellos desde el principio y secuestrar a todas las mujeres y niños. No sólo Rodríguez fracasó en su intento, además sus oficiales masacraron a indígenas indefensos que estaban empleados en la estancia de Ramos Mejía en Kakel Huincul.
Los indígenas, indignados por este ataque a traición, iniciaron una serie de grandes malones que duraría casi quince años: el pueblo de Dolores fue completamente destruido, y durante los años siguientes hubo gran cantidad de malones que arrasaron con la ganadería del sur del Salado. Del lado de los blancos, algunas expediciones fundaron fortines y pueblos, como Bahía Blanca, Tandil y Azul.
Mientras tanto, llegaban desde Chile varias partidas de indígenas guerreros, de los que habían colaborado con los realistas durante la guerra de independencia. Entre ellos, los grupos más destacados eran los llamados boroganos o boroanos, que gradualmente alcanzaron la primacía entre todos los indígenas de Buenos Aires y La Pampa; caciques como Cañiuquir, Millalicán, Mariano Rondeau y Mulato lanzaron sucesivos malones, que les permitieron reunir grandes riquezas y dominar la rastrillada del río Negro hacia la Cordillera. Cañiuquir posteriormente se puso a órdenes del comandante de la frontera, Juan Manuel de Rosas, pero los demás continuaron siendo enemigos de Buenos Aires.

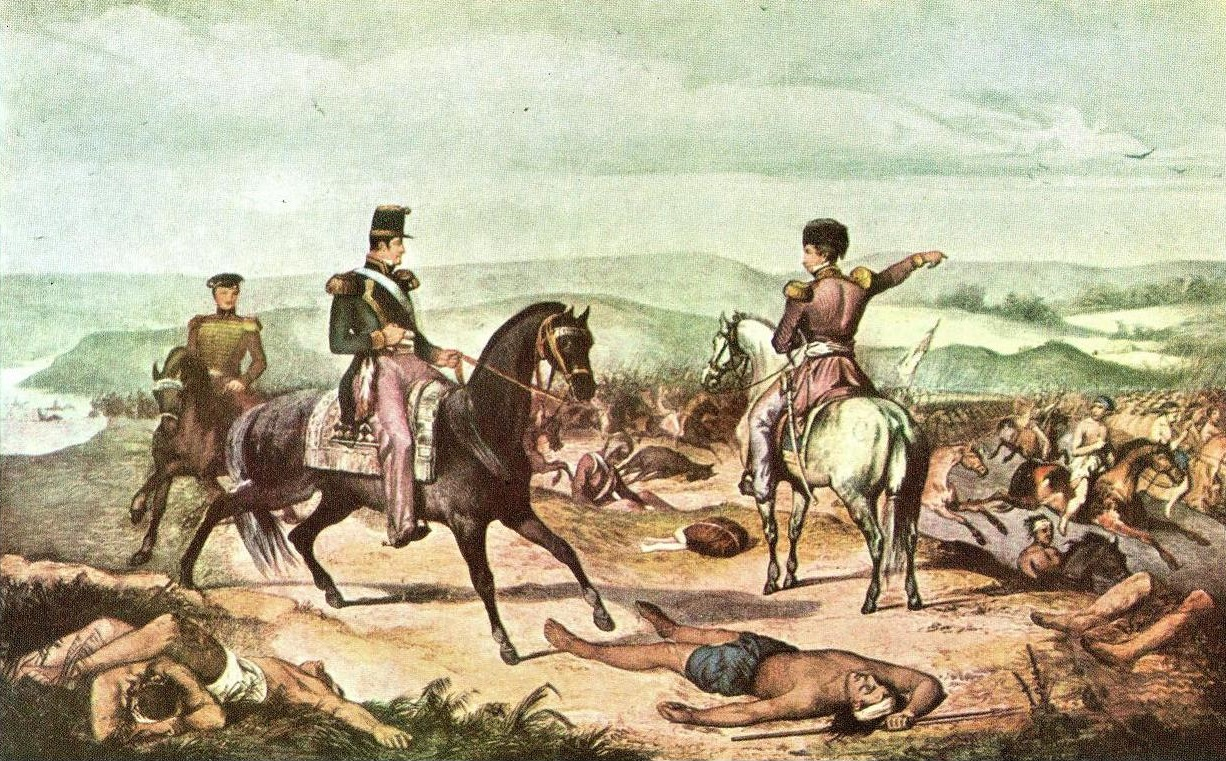
Primera campaña al desierto: en primer plano, los generales Rosas y Pacheco; en segundo plano, los indígenas huyen ante el avance del ejército. Cuadro de Calixto Tagliabúe.

Rosas ejerció como gobernador entre 1829 y 1832; al bajar de su mando, dado que los malones no habían cesado, lanzó una campaña al «desierto», con la cual confirmó los avances de la frontera que los porteños habían hecho en los años anteriores –las fundaciones de Bahía Blanca, Tandil, Azul y Lobería– y contuvo en parte a los indígenas.
En septiembre de 1834, el cacique Calfucurá, nacido en Llaima, en Chile, asaltó las tolderías de los jefes boroganos en Masallé, junto a las Salinas Grandes, y masacró a muchos de los indios de lanzas y a todos los caciques que encontró. Calfucurá se convirtió en el árbitro de un gran número de tribus, pero aún no las controlaba a todas; por ejemplo, un grupo atacó Bahía Blanca y 110 de ellos fueron capturados; Rosas los hizo llevar por barco hasta Retiro (Buenos Aires), donde los hizo ejecutar.
En 1837, Rosas convenció a Calfucurá de que aceptara «raciones» a cambio de no atacar las estancias ni los pueblos; Calfucurá mantuvo esa postura, llamada el «Negocio Pacífico» durante más de quince años. Ideado por Rosas, el negocio pacífico consistía en que los caciques recibían anualmente un cierto número de vacas, más algunos regalos de yerba, tabaco y algún dinero. Éstas eran repartidas por Calfucurá entre los capitanejos, con lo cual su poder quedó muy por encima de los demás caciques. Ese acuerdo generó un nuevo período de paz con los indígenas del sur de Buenos Aires, que duró casi dos décadas.
Pero aún quedaban los ranqueles, que ocupaban toda la frontera norte de los territorios indígenas de La Pampa y Buenos Aires, y que no dependían de Calfucurá; estaban demasiado lejos, utilizaban una segunda «rastrillada», unos cien km al norte de la que controlaba Calfucurá, y cruzaban sus ganados a Chile por los pasos del alto río Neuquén, de donde eran originarios. Bajo el mando de los grandes caciques Yanquetruz y Carripilum, habían lanzado gran cantidad de ataques sobre las poblaciones de las provincias de Córdoba, Santa Fe y Buenos Aires. Habían sido los ranqueles quienes habían violado la paz en 1820, habían atacado decenas de veces las fronteras sur de San Luis, Córdoba y Santa Fe, y ocasionalmente atacaron también a Buenos Aires. En varios casos refugiaron a jefes opositores en sus toldos, como a Juan Saá, o a Manuel Baigorria –este último llegó a ser considerado un cacique. Su jefe más destacado en este período fue Painé Guor, que causó decenas de ataques hasta que su hijo favorito Panghitruz –conocido como Mariano Rosas– fue tomado de rehén. Desde entonces se comportó como un cacique aliado, mientras otros jefes ranqueles se aliaban con los unitarios en la guerra civil y continuaban sus ataques. Esto se debió, en parte, a que atacar a los ranqueles no era sencillo: tenían sus refugios en lugares tan inaccesibles como Poitahué, Leuvucó o Toay, sitios con buena agua, pero rodeados de pampas completamente desprovistas de ella; si no se hacía con cuidado, existía el riesgo de morir de sed.

### En el Chaco
Al iniciarse la guerra de Independencia, Santa Fe envió a los ejércitos rioplatenses la mayor parte de sus blandengues; más tarde apoyó con algunos otros contingentes y, cuando Buenos Aires quiso obligarla a someterse a su autoridad, los que quedaban de los milicianos de Santa Fe debieron unirse a la defensa contra el Directorio. Los indígenas chaqueños –abipones y mocovíes– se lanzaron entonces a sucesivos saqueos hacia la capital provincial, que fue invadida por el norte en más de una oportunidad. El gobernador Estanislao López dirigió una docena de campañas al centro-norte de su provincia entre 1832 y 1836, derrotando a los indígenas y causándoles quizá miles de muertos con ayuda de otros indígenas; esas expediciones le impidieron tomar parte en la campaña de Rosas al desierto. También hubo varios ataques sobre Córdoba y Santiago del Estero, donde los abipones adoptaron una actitud más ofensiva que la que habían mostrado hasta entonces. La defensa de esas dos provincias fue confiada a los fuertes de El Tío (Córdoba) y Matará (Santiago del Estero).
La actitud de los indígenas, en cambio, cambió sustancialmente: convencidos de la superioridad militar y numérica de los blancos –la totalidad de los habitantes del Chaco no sumaban más de 40 000 personas– se limitaban a unas pocas incursiones sobre Santa Fe y a cobrar peajes a los blancos que necesitaban atravesar el territorio, generalmente en relación con las guerras civiles.
Por lo demás, las provincias del Tucumán, Salta y Jujuy no tuvieron mayores conflictos del lado chaqueño en los años anteriores a la batalla de Caseros, de 1852.
Durante los años de la Organización Nacional, la frontera chaqueña causó progresivamente menos conflictos, hasta llegar a hacerse casi insignificantes. Ni siquiera cuando la mayor parte de los fortines fueron abandonados por la Guerra del Paraguay se produjeron malones significativos; pero los argentinos estaban cada vez más decididos a conquistar la región chaqueña, tanto por el obstáculo que suponía para la unificación del país como porque su existencia ponía en duda la soberanía nacional y las ideas de progreso, ligadas al positivismo que empezaba a predominar en la ideología de las élites. En la periferia se volvieron a fundar varios pueblos, mientras sucesivos emprendedores trataron de lograr la navegación de los ríos chaqueños; intento estéril, porque con sus continuos cambios de cauce generados por su carga de sedimentos y con su casi inexistente caudal durante el invierno, esos ríos no son navegables de modo permanente.
De 1870 a 1878, el comandante de la frontera norte fue el coronel Manuel Obligado, que centralizó las operaciones, desplazó a las milicias provinciales de la función de defensa, y avanzó significativamente las fronteras sobre las tierras ocupadas por los indígenas: el avance más espectacular fue el de la frontera santafesina, desde San Javier hasta el Arroyo del Rey, junto a la ciudad de Reconquista, fundada por el gobernador Simón de Iriondo en 1872, y desde cerca de la actual Rafaela a Tostado, sobre el río Salado. Los indígenas, atacados, respondieron con malones y ataques masivos, pero fueron completamente derrotados por las tropas profesionales de Obligado y sus armas de fuego automáticas.

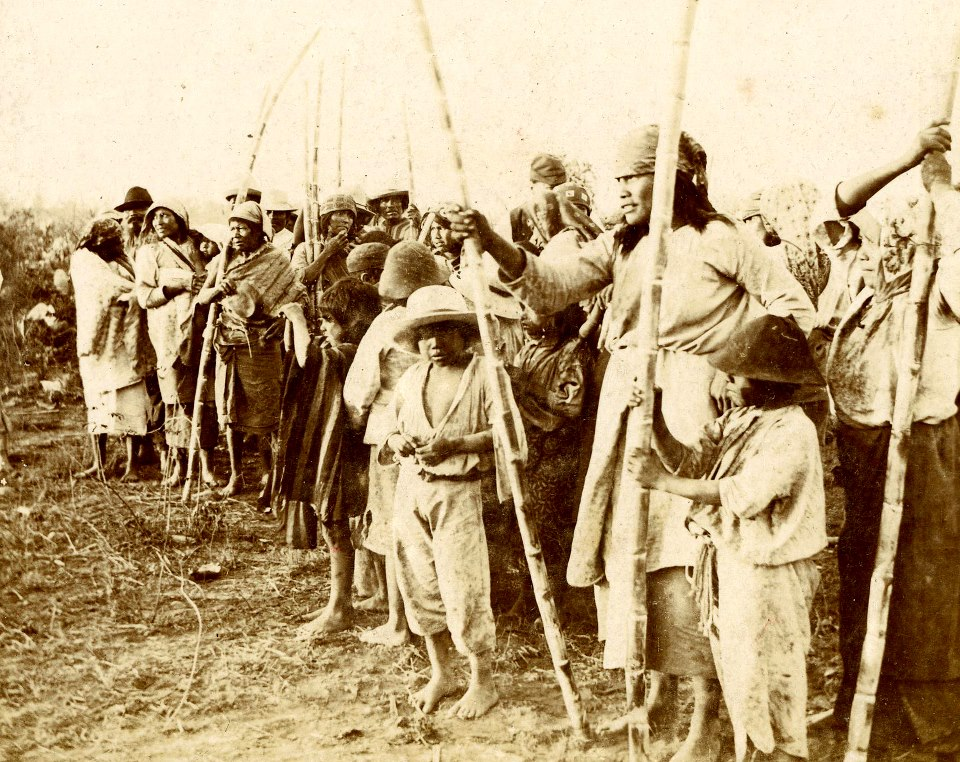
Indígenas wichís, alrededor del año 1890.

También desde Salta, con el coronel Napoleón Uriburu, el gobierno nacional avanzó profundamente sobre el Chaco, entre 1870 y 1875. Desde su comandancia en Orán, Uriburu cruzó repetidamente la llanura chaqueña hacia Corrientes, atacando a los indígenas con armas automáticas. A su regreso a Orán estableció la frontera profundamente dentro de la llanura chaqueña, al borde del Impenetrable, y sometió por las armas a los indígenas. No a los distintos pueblos guaycurúes, que eran los belicosos, sino a los pacíficos wichís, que ningún daño habían causado.
El objetivo inicial era ganar terreno al "desierto" chaqueño, pero a los invasores les resultó más útil aún: desde 1868 se estaba sembrando gran cantidad de caña de azúcar en Tucumán, Salta y Jujuy. En un principio, la industria fue movida por obreros nativos de Santiago y Catamarca, pero pronto fueron insuficientes. De modo que Uriburu comenzó a capturar indígenas y enviarlos con sus familias a trabajar en la zafra y la industria. Resultó en un etnocidio de proporciones: el propio Uriburu reconocía que de 1859 a 1873 el total de familias wichís en Salta había disminuido de cuatro mil a no más de mil. Pero además los obreros forzados recibían sueldos de hambre y eran alojados en condiciones más dignas de animales que de seres humanos. Para forzarlos a ir a la zafra, los militares prohibían cazar o pescar tanto a los wichís como a los guaycurúes, y a quienes descubrieran haciéndolo, los arrestaban y los mandaban a la fuerza. En 1876, dos caciques se levantaron en armas y atacaron San Fernando, que se estaba volviendo a levantar. Uriburu atacó las tolderías de los caciques Cambá y Leoncito, derrotándolos definitivamente y asegurando la reconstrucción de San Fernando, que poco tiempo más tarde fue llamada Resistencia y establecida como capital del Territorio Nacional del Chaco.
En 1979, el gobierno argentino lanzó la campaña militar denominada Conquista del Desierto en la frontera sur. Sin que nada que hubieran hecho los indígenas lo justificara, los argentinos entendieron que el siguiente paso era la conquista del Chaco.

### De Caseros a la batalla de San Carlos

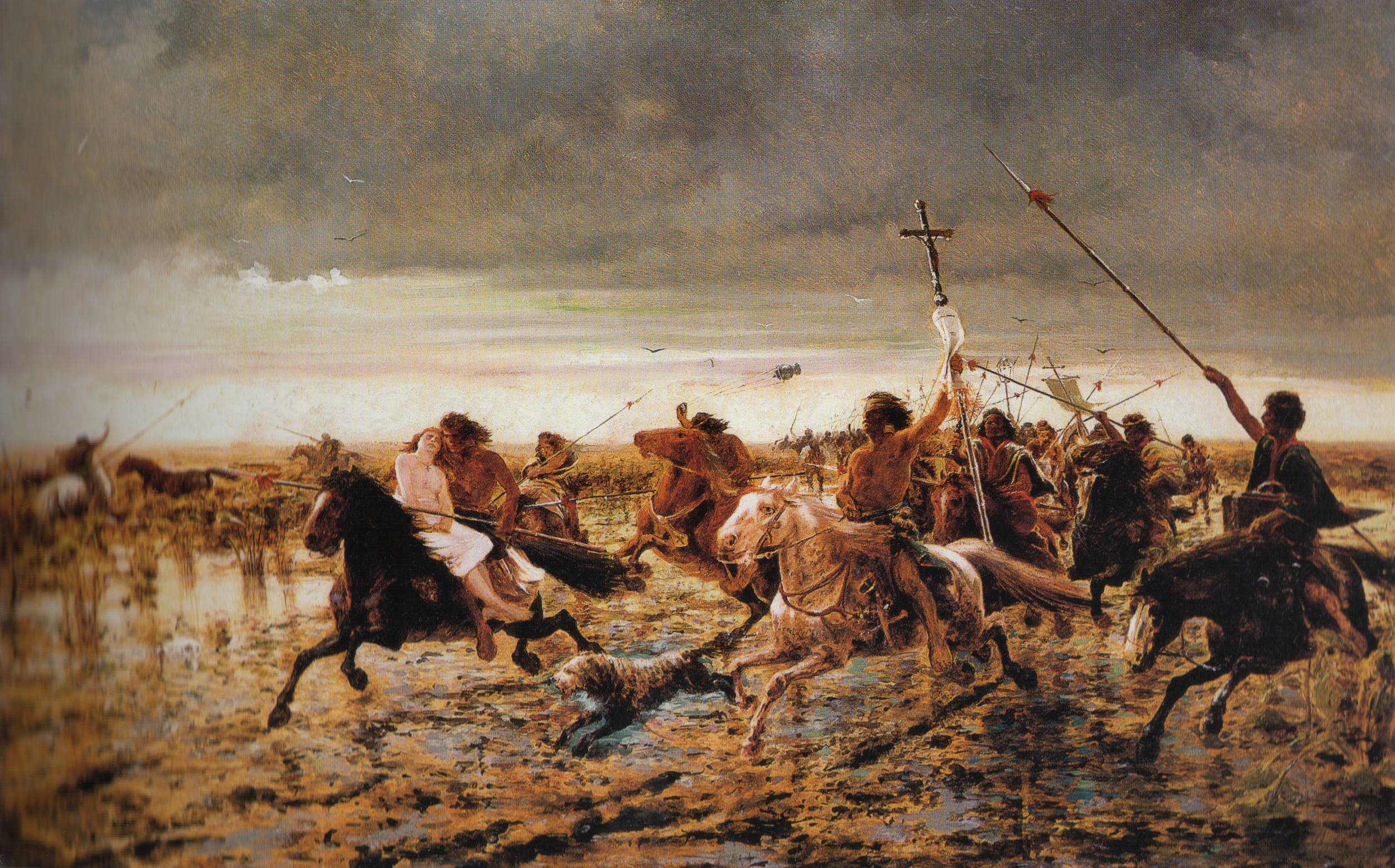
La vuelta del malón, de Ángel Della Valle (1892).

La caída de Rosas en Caseros, en 1853, tomó por sorpresa a los caciques: le habían prometido ayuda, pero nunca pensaron que la pudiera necesitar. El único que combatió a su lado fue Catriel, con unos 500 hombres. Tras un tiempo de estupor, el nuevo gobierno de Buenos Aires decidió no continuar con el «Negocio Pacífico» ni la política de las raciones. De modo que los indígenas volvieron a los malones; mientras tanto, Pedro Rosas y Belgrano, hijo adoptivo de Rosas, forzó a Catriel a acompañarlo con unos mil indígenas del sur a expulsar a las tropas leales a Justo José de Urquiza –el vencedor de Rosas– que estaba imponiendo el sitio de Buenos Aires a fines de 1852. Cuando llegó el momento de combatir, en la batalla de San Gregorio, se encontraron con que había indígenas colaborando con los sitiados, a órdenes del cacique Collinao, de modo que discutieron entre ellos antes del combate, y de común acuerdo se retiraron del campo de batalla. Rara vez volverían a tomar las armas por los blancos.
Tras el levantamiento del sitio, hasta los caciques más pacíficos, incluido Calfucurá, se sumaron a los ataques sobre los pueblos de Lobería, Tres Arroyos, Azul y Olavarría. En 1855, el ministro de Guerra porteño, Bartolomé Mitre, dirigió personalmente una expedición a las sierras del oeste bonaerense, pero fueron sorprendidos en la batalla de Sierra Chica por Catriel y Calfucurá, y Mitre logró salvar a sus últimos cuatrocientos soldados por muy poco: Mitre conservó su prestigio, y Calfucurá aumentó el suyo. Dos matanzas marcaron el resto del año: el comandante Nicanor Otamendi y sus ciento treinta soldados, masacrados en San Antonio de Iraola, y los doscientos ochenta muertos que dejó en el campo el coronel Manuel Hornos en la batalla de San Jacinto. Al año siguiente, con Calfucurá en su apogeo, Buenos Aires se vio obligada a volver a las raciones, con las que ganó una nueva etapa de tranquilidad. En 1858, una nueva expedición dirigida por Emilio Conesa marchó directamente hacia Salinas Grandes, en busca de Calfucurá. Una batalla en Pigüé, aunque indecisa, dejó en claro que no capturarían al gran cacique: Conesa volvió a Buenos Aires a combatir en la Batalla de Cepeda (1859), mientras Calfucurá atacaba Bahía Blanca y Veinticinco de Mayo.
La confusa y discontinua frontera entre blancos e indios siguió estando a lo largo de una línea curva que unía el río Salado con Bahía Blanca, dejando la sierra de Tandil del lado porteño y las de la Ventana y las Lagunas Encadenadas del lado indígena. Mientras Buenos Aires se ocupaba de invadir todo el país después de la batalla de Pavón (1861), los indígenas saqueaban esporádicamente, prueba de que las raciones y la garantía de que no serían invadidos eran suficientes para los caciques. Por su parte, Buenos Aires incorporó grupos de «indios amigos» –guerreros guiados por caciques convertidos en oficiales– que sirvieron al Ejército porteño contra sus compatriotas; entre ellos estuvieron los Catriel –Juan, muerto en 1866 y Cipriano desde entonces– y Tripailaf.

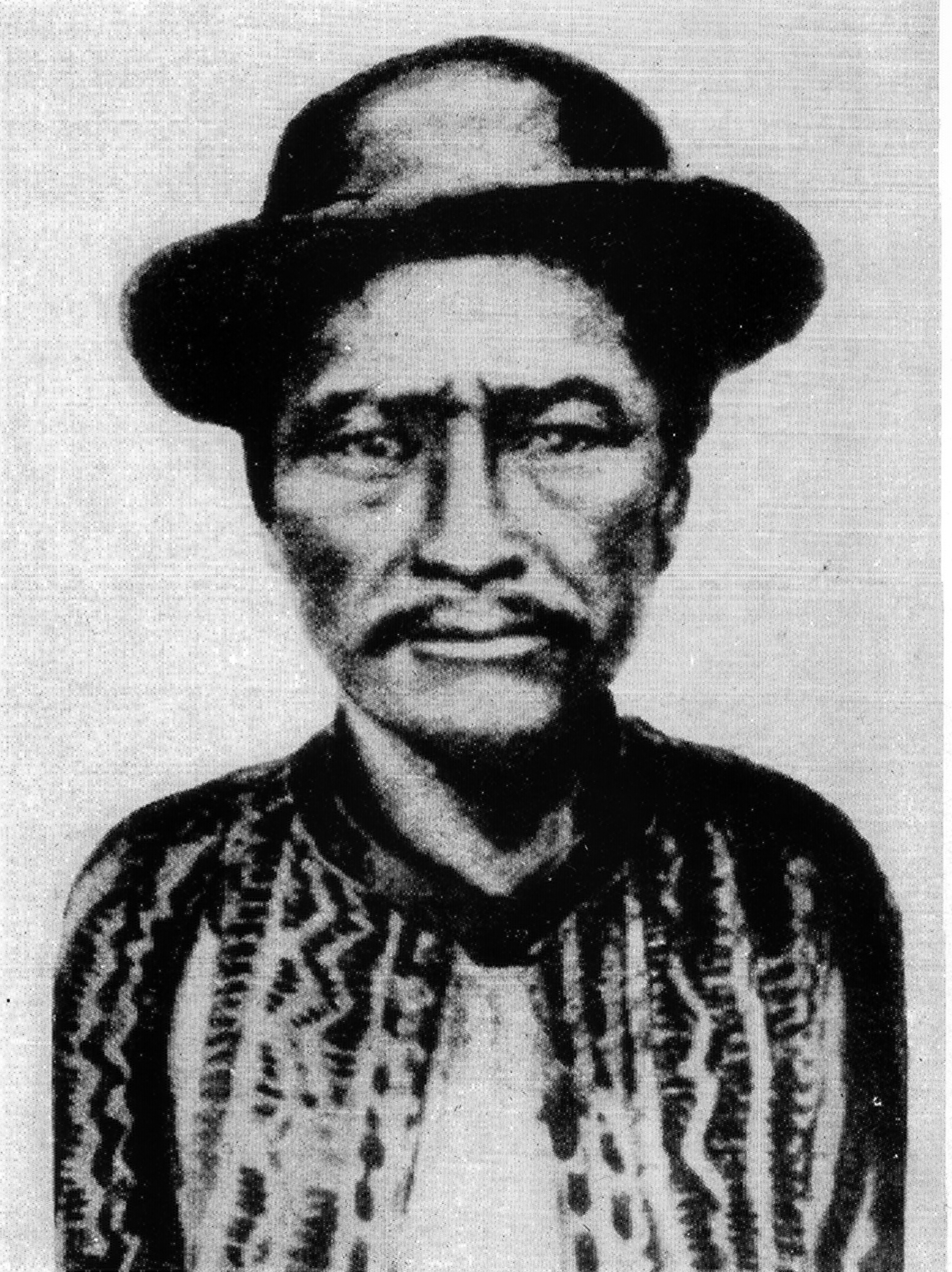
El cacique ranquel Mariano Rosas; obsérvese que vestía como un gaucho de su época.

La Guerra de la Triple Alianza no impulsó más ataques de los salineros y serranos, pero pasaron al ataque los ranqueles, que desde la década de 1820 nunca habían dejado de atacar Córdoba y San Luis –el propio Manuel Baigorria debió enfrentarlos hasta que el cacique Baigorrita, su ahijado, formó parte de los ataques. Pero en Buenos Aires se habían mantenido en un segundo plano; pero desde 1875 Mariano Rosas, hijo y sucesor de Painé, lanzó sucesivos ataques sobre el oeste y el norte bonaerenses, mientras los porteños dedicaban sus mejores tropas y armas a destruir al Paraguay.
Cuando la guerra del Paraguay ya estaba casi terminada, una provocación del comandante de Bahía Blanca llevó a Calfucurá a lanzar una larga serie de malones que duró unos dos años. Pese a la epidemia de fiebre amarilla en Buenos Aires, los soldados seguían volviendo del Paraguay y las fronteras se fortalecían. El mayor malón de la historia pampeana se produjo en marzo de 1872, cuando los hombres de Calfucurá saquearon Veinticinco de Mayo, General Alvear y Nueve de Julio, matando a trescientos civiles. Partieron de regreso con quinientos cautivos y 150 000 cabezas de ganado: su movilidad estaba disminuida al mínimo, de modo que fueron fácilmente alcanzados por el coronel Ignacio Rivas y los indios amigos Ignacio Coliqueo y Cipriano Catriel. En la batalla de San Carlos, los 3500 hombres del anciano Calfucurá, al mando de su hermano Reuquecurá, su hijo Manuel Namuncurá y el ranquel Epumer, nada pudieron contra el excelente armamento de Rivas y sus 1500 soldados e indígenas. El Ejército logró capturar a la mitad de los cautivos y del ganado y causó doscientas bajas entre los pampas –contra treinta y cinco propias. El gran cacique se retiró a Chilihué, junto a las Salinas Grandes, desde donde no volvió a atacar a los blancos, aunque se desquitó con los Catriel y los Coliqueo. Murió a mediados de junio de 1874, rogando a sus hombres que defendieran a muerte la laguna y campos de pastoreo de Carhué, porque toda su capacidad militar dependía de ellos, más que de su remoto refugio en Salinas Grandes.

### La Zanja de Alsina y la Conquista del Desierto
Tras la muerte de Calfucurá, los salineros quedaron al mando de Manuel Namuncurá, que en 1875 lanzó el «malón grande», con saqueos simultáneos en varias zonas, llegando a sumar unos cuatro mil hombres. Mientras se retiraban, derrotaron al después general Nicolás Levalle en el combate de Paragüil. Pero cada malón costaba más bajas que los anteriores, la línea de fortines provincial se adentraba cada vez más en territorio indígena, y también en San Luis y Córdoba existía desde hacía unos años una nueva línea de fortines que limitaba mucho el movimiento de los ranqueles. El nuevo ministro de Guerra de la Nación, Adolfo Alsina, diseñó una larga línea de fortines, desde el límite de Santa Fe hasta las cercanías de Bahía Blanca, pasando por Carhué, Puán, Guaminí y Trenque Lauquen, adelantándose unos 300 km con casi tres mil quinientos hombres. Fue especialmente notable porque entre cada par de fortines se construyó una zanja –la Zanja de Alsina– que no impedía el avance de los malones pero sí su retirada. Casi sin combatir, los indígenas perdieron sus mejores tierras en las sierras y las lagunas Encadenadas, que usaban para pastoreo de las vacas robadas y para sus propios caballos.
La muerte de Mariano Rosas dejó a los ranqueles al mando de su más pacífico hermano Epumer; mientras el más agresivo Pincén mantenía sus ataque desde Toay. El ministro Alsina murió durante el avance y construcción de la zanja, en Carhué, a fines de 1877, y fue sucedido por Julio Argentino Roca. En ese momento, todo lo que quedaba a los indígenas era la pampa seca, sin buenos pastos ni aguadas: ya estaban derrotados.

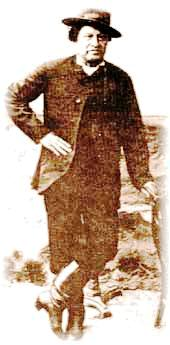
El lonco Valentín Sayhueque, uno de los principales comandantes de las fuerzas mapuches durante la Conquista del desierto.

Roca no estaba conforme, ya que –olvidando el profundo avance efectuado– consideraba a la Zanja de Alsina una medida defensiva, en una época en que los blancos podían tomar la ofensiva. Pesaba en su mente, además, la certeza de que Chile también estaba llevando a cabo la Ocupación de la Araucanía, y a continuación intentaría apoderarse de la Patagonia, territorio sobre el cual ninguno de los dos países tenía títulos especialmente sólidos.
De modo que planificó con todo cuidado una gran ofensiva, una «conquista del Desierto», a la que dedicó sus mejores soldados, armas y oficiales. El uso del término "desierto" suele ser controvertido, debido a que había habitantes en la región. Pero también es cierto que su densidad de población era muy baja, que disminuyó significativamente a raíz de varias ofensivas contra las tolderías donde se secuestraron miles de mujeres y niños, y debido a la retirada de muchas de las parcialidades hacia la Cordillera, huyendo de los fusiles automáticos Remington, contra los cuales sus lanzas eran inútiles. Para el momento del avance definitivo, la población indígena del territorio que se planeó ocupar había disminuido a menos de la mitad: en cierto sentido, era un desierto.
Desde la sanción de la ley n.º 215, del año 1867, que había asignado fondos para cualquier campaña que llegase hasta la costa de los ríos Negro y Neuquén, el Estado argentino garantizaba a las naciones indígenas todo lo necesario para su existencia pacífica; quienes no aceptasen serían expulsados del otro lado de esos dos ríos, territorios sobre los que nada se había decidido aún. Pese a su intento de fijar metas más lejanas, Roca debió aceptar como objetivo ese límite fluvial.

Indígenas prisioneros capturados durante la Conquista del Desierto.

Antes de lanzarse al asalto definitivo, diversos cuerpos militares atacaron una vez más las tolderías, esta vez simultáneamente, a cargo de oficiales de renombre como Levalle, Marcelino Freire, Teodoro García, Lorenzo Vintter, Eduardo Racedo y Rufino Ortega. Miles de indígenas "de lanza" y "de chusma" fueron capturados y sus jefes enviados presos a la isla Martín García, entre ellos Juan José Catriel, Epumer y Pincén. En abril de 1879 se lanzó el ataque definitivo, con 6000 hombres divididos en cinco divisiones. De acuerdo a la Memoria Anual del Ministerio de Guerra, cinco caciques principales fueron tomados prisioneros y uno fue muerto (Baigorrita), 1271 hombres de lanza fueron tomados prisioneros, más 1313 muertos y 10 513 personas "de chusma" –mujeres y niños casi todos– fueron tomados prisioneros, más 1049 que fueron "reducidos".
El coronel Napoleón Uriburu cruzó el río Neuquén, con la excusa de que al norte de éste no tenía pastos para sus caballos. Los pehuenches, "manzaneros" y otras parcialidades que nunca habían atacado a los blancos y creían que la ley iba a ser respetada, fueron tomados por sorpresa y masacrados en varios choques, llamados en su conjunto las «matanzas del Neuquén». El presidente, lejos de desautorizar a Uriburu, ordenó completar su trabajo: organizó dos nueva expediciones entre 1881 y 1883, al mando de Conrado Villegas, que alcanzaron el lago Nahuel Huapi y luego continuaron hacia la actual provincia del Chubut, exterminando a los indios de lanza que encontraba entre la estepa y los bosques cordilleranos. Mientras tanto, Roca firmaba un tratado de límites con Chile, estableciéndolos a lo largo de la Cordillera. Los últimos caciques estaban acorralados. Primeramente fue capturado Reuquecurá, luego se rindieron Manuel Namuncurá con algo más de 300 personas e Inacayalcon los suyos, y el 1 de enero de 1885 en Junín de los Andes, se rendía el último gran cacique, Valentín Sayhueque. Este toqui o jefe máximo del País de las Manzanas desde hacía más de treinta años, había firmado un tratado de paz que había respetado escrupulosamente y hecho respetar por sus hombres, ondeaba una bandera argentina frente a su toldo y había frenado un breve intento de ocupación del Neuquén por parte de Chile. Pero era un indio, y eso era suficiente para que el Ejército Argentino no respetase nada.

### Conquista del Chaco
El 1880, el mayor Luis Jorge Fontana exploró un camino desde Resistencia a Colonia Rivadavia bordeando el Bermejo. En el camino derrotó a unos tobas que le inutilizaron un brazo. Al año siguiente, el coronel Juan Solá exploró todo el interior de la actual provincia de Formosa. En 1883, el coronel Francisco B. Bosch, gobernador del Territorio Nacional del Chaco, avanzó hacia el centro de su territorio y derrotó al poderoso cacique Juanelraí en Napalpi. Al año siguiente, el ministro de Guerra, general Benjamín Victorica, organizó una campaña de cinco columnas que convergieron en La Cangayé, donde derrotaron a una nutrida fuerza toba.
En 1884 asumió por segunda vez la gobernación Manuel Obligado, que llevó adelante un gobierno muy inclinado en favor de los colonos europeos. Entre 1878 y 1887 se repartieron propiedades en una gran cantidad de colonias, principalmente a corta distancia del río Paraná, de las cuales los indígenas estaban excluidos. Dos propietarios se habían quedado, cada uno, con 80 000 hectáreas, pero no había casi nada para los indígenas: únicamente la reducción de San Antonio, fundada en 1884 en el sudoeste del Territorio del Chaco, con lotes de unas pocas hectáreas por familia.
En 1895 se llevó a cabo el segundo censo nacional, y en 1914 el tercero; los indígenas no fueron censados. Las autoridades, especialmente las militares, estimaron su población entre los 25 000 y 27 000 habitantes aborígenes.
En 1902, los vecinos de un pueblito cerca de Rivadavia denunciaron que algunos wichís merodeaban por la zona; el Ejército reaccionó masacrándolos, para después descubrir que lo que hacían era recoger algarroba. En marzo de 1899, y de nuevo en 1909, fueron atacados varios fortines en la zona de Rivadavia (Salta), pero el Ejército salió en su persecución y exterminó a este pequeño grupo rebelde. También entre 1898 y el siguiente año se produjeron asaltos de indígenas, con varios muertos, y fue asesinado el explorador Pedro Ibarreta. El gobierno nacional respondió con una campaña militar al mando del general Lorenzo Vintter, que causó centenares de muertos entre los indígenas, pese a que llevaban instrucciones de causar el menor número de bajas posibles. Esto llevó a proponer alternativas, de las cuales la más popular fue la de reducirlos en «colonias militares», es decir controlados de cerca por fuerzas militares. Durante algunos años se avanzó lentamente en esa dirección.
En 1905, en el norte de Santa Fe, en la zona de La Forestal, se produjo un verdadero malón de indígenas mocovíes, impulsados por un predicador milenarista que les prometió que Dios mismo saldría en su defensa. Armados de lanzas, atacaron el pueblo de San Javier, cerca de Florencia, donde murió un policía y varias decenas de guerreros mocovíes; cuando finalmente los guerreros huyeron, la policía y los matones de La Forestal se dirigieron a los asentamientos de mocovíes de la zona, matando probablemente a más de cien indígenas. Nuevamente en 1911 se produjeron algunos ataques de indígenas. El coronel Enrique Rostagno, jefe de la División de Caballería del Chaco, lanzó una campaña masiva sobre las zonas bajas de los ríos Bermejo y Pilcomayo, cubriendo prácticamente la totalidad del territorio e instalándose sobre la frontera con el Paraguay en el Pilcomayo.
Entre el año 1900 y 1909, los franciscanos fundaron tres misiones, que se han convertido en pueblos: Nueva Pompeya, en el Impenetrable, San Francisco de Laishi, cerca del río Paraguay, y Misión Tacaaglé, y en 1915 el gobierno provincial fundó la reducción de Napalpi. En Formosa, la primera reducción provincial fue Bartolomé de las Casas. Mientras tanto, los colonos blancos seguían formando colonias y pueblos junto a las vías de los ferrocarriles que atravesaban los dos territorios.
En marzo de 1919 el Fortín Yunká, en las cercanías del río Pilcomayo, en una zona de algarrobos donde varios grupos indígenas pilagás se reunían anualmente, fue atacado por desconocidos. Resultaron muertos los quince defensores, incluyendo sus esposas e hijos. El hecho podría haber sido causado por bandidos o indígenas de etnia maká cruzados desde el Paraguay, pero el Ejército culpó a los indígenas pilagás de las cercanías, a quienes masacró: el más importante cacique Pilagá de la época, Garcete, pasó muchos años preso. El hecho pasó a la historia como «el último malón».

### Las últimas conquistas: la Patagonia y los tehuelches

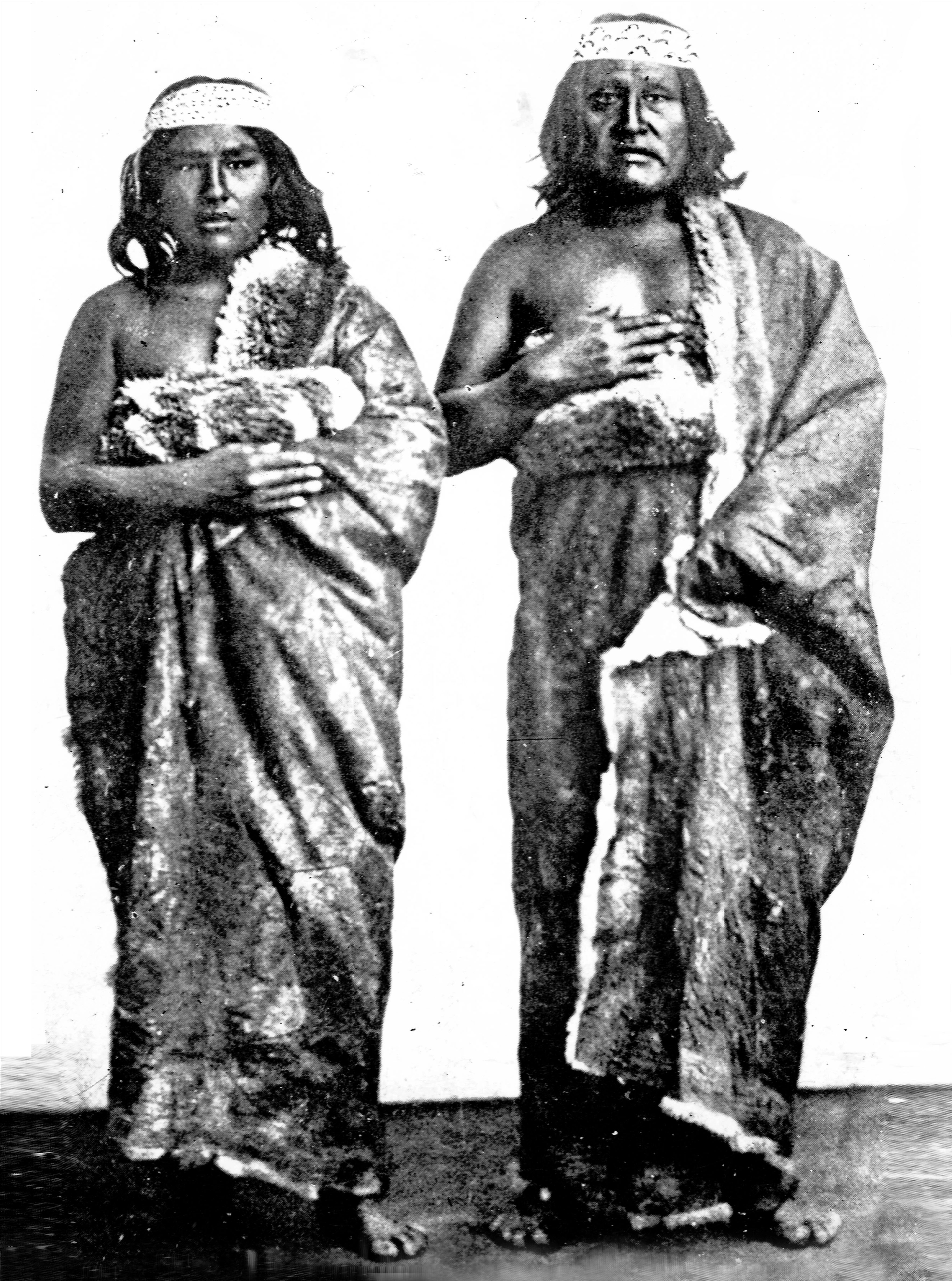
El cacique Casimiro Biguá, a la izquierda, con su hijo.

En la década del 80 vivían en la Patagonia menos de 20 000 personas, pertenecientes a dos pueblos cercanamente emparentados y de modos de vida muy similares: los tehuelches y los puelches. Además de ellos, el noroeste de esa provincia estaba poblado por araucanos llegados a raíz de la invasión de 1879 a 1883. El primer contacto conocido entre españoles e indígenas en la Patagonia fue el de los marineros de la nave de Hernando de Magallanes, cuando se les apareció un nativo de gran estatura y semidesnudo, que bailaba y se echaba tierra en la cabeza. Este personaje fue quien generó el mito de los «patagones» gigantescos. Los siguientes contactos fueron también muy esporádicos, entre indígenas que se acercaban por curiosidad y marinos loberos y balleneros. Y algunos encuentros de nativos llegados desde el sur a Carmen de Patagones, la villa más austral del mundo desde su fundación en 1779, o los encuentros más bien escasos entre los puelches y los habitantes del fuerte San José en la península Valdés; la única vez que estos indígenas atacaron el fuerte, en el año 1810, fue suficiente para que fuera evacuado. En el noroeste de la Patagonia, es decir el Comahue o el Neuquén, hubo encuentros entre los misioneros jesuitas y los indígenas de la zona, pero éstos no actuaron en la Patagonia austral. Mayores intercambios, generalmente pacíficos, hubo entre los indígenas y los colonos de la nueva Colonia y Fuerte de Floridablanca, en San Julián, donde cada invierno convivían los españoles con los nativos.
Desde la Revolución de Mayo no hubo más establecimientos «blancos» en la Patagonia que Carmen de Patagones, que quedaba fuera de la Patagonia austral, pero era el centro del intercambio con indígenas que venían del sur y del oeste. Ni los puelches ni los tehuelches tenían a su alcance una frontera que saquear. Los puelches habían adoptado el caballo desde el siglo XVII –y se habían adaptado a sí mismos a su uso– pero su disponibilidad no fue suficiente como para que todo dependiera de ese animal hasta entrado el siglo XIX; los tehuelches, genéricamente ubicados al sur del río Chubut, lo adoptaron más tarde y lo usaron especialmente para sus desplazamientos periódicos, ya que en su región eran aún más escasos.
Entre 1854 y 1855 hubo un intento fracasado de colonizar el valle del Chubut. En 1865 comenzó la colonización galesa, también en el valle del Chubut. Durante el tiempo en que los colonos estuvieron radicados en la actual Puerto Madryn, fueron alimentados y especialmente provistos de agua por los indígenas de la zona, que la acarreraron a pie a lo largo de 60 km.[cita requerida] Una vez instalados en el valle, el intercambio pacífico entre los galeses y los indígenas fue la norma, y ni siquiera hubo incidentes más tarde, cuando se instalaron en la región las autoridades políticas y militares argentinas, que traían algunas tropas por seguridad.

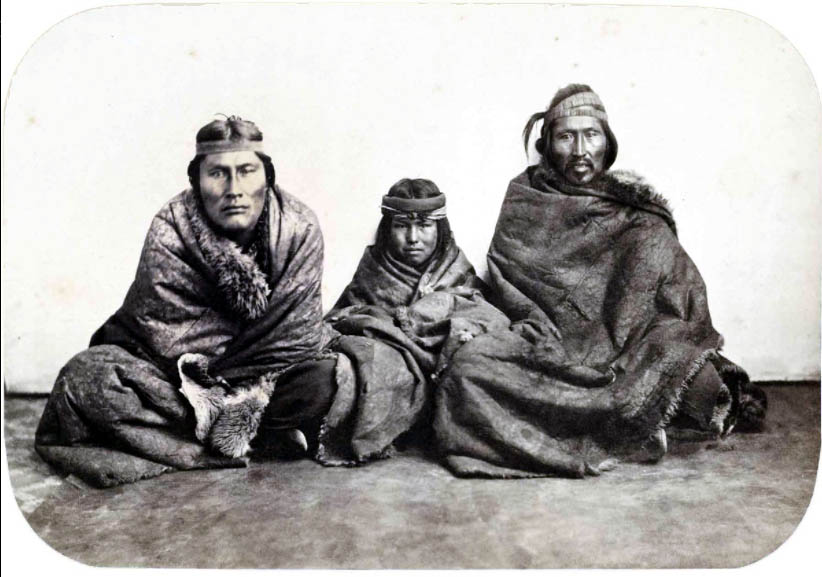
Tehuelches en la Patagonia, según un daguerrotipo de 1866.

Por la época de la Conquista del Desierto, los caciques principales de los tehuelches eran Casimiro Biguá, Orkeke e Hinchel; mientras pudo mantenerse al frente de sus pocos hombres –unos cuantos centenares– el primero fue reconocido como el jefe máximo. Había firmado un tratado con el gobierno nacional, era oficialmente gobernador de San Gregorio, en el estrecho de Magallanes, y ostentaba el rango de teniente coronel del Ejército Argentino; tenía la particularidad de exhibir, cada vez que lo creía necesario, una gran bandera argentina. En 1874 falleció Casimiro, y su hijo Papón desconoció los acuerdos con la Argentina, firmando un tratado con el gobierno chileno por el cual reconocía la soberanía de ese país sobre el Estrecho de Magallanes, pero también implícitamente sobre el resto de la Patagonia austral. El tratado de límites de 1881 solucionó ese conflicto de límites, y libró a los indígenas de Papón de ser perseguidos como paso previo a la ocupación del territorio; de todos modos, el cacique y su grupo se instalaron en el sur de Chile, abandonando la Argentina.
Convencidos de su propia incapacidad para resistir el avance de los argentinos, los jefes tehuelches intentaron por todos los medios mantener las buenas relaciones con ellos. Pese a que nunca opuso ninguna resistencia a las autoridades argentinas que se iban apoderando del territorio, Orkeke fue capturado cerca de Puerto Deseado y trasladado prisionero a Buenos Aires en 1883, como si hubiera participado en la guerra. Posteriormente fue mejor tratado, aunque murió durante su estadía en Buenos Aires.
Los mapuches se asentaron en grandes cantidades en lo que hoy es la provincia del Chubut, huyendo de la persecución del Ejército, que era mayor en Neuquén y Río Negro. En febrero de 1883 se produjeron en el oeste chubutense las últimas batallas contra los mapuches en territorio argentino. En el combate de Apeleg, cerca de las nacientes del río Senguer, lograron defenderse por un buen período de tiempo antes de ser derrotados, pero en el combate de Genoa, en octubre de 1884, los hombres de Foyel fueron directamente aplastados, y muchos de ellos llevados prisioneros a Valcheta y Buenos Aires. En 1884, cuatro exploradores galeses recorrieron el valle superior del río Chubut; cerca de Gualjaina se toparon con indígenas manzaneros –una parcialidad mapuche– que huían del Ejército argentino; huyendo de regreso a su colonia, fueron alcanzados y muertos por indígenas del cacique Foyel. Desde ese momento, el lugar se llama Valle de los Mártires. Eso llevó a los galeses a hacer otras expediciones bien armados, como el caso de los Rifleros del Chubut, y en grupos mayores, lo que facilitó las exploraciones y limitó la capacidad de los indígenas. Con la rendición de Sayhueque en enero de 1885, terminó definitivamente la resistencia mapuche en todo el país.
Los indígenas que quedaron fueron gradualmente absorbidos por las instituciones nacionales: escuelas, colonias aborígenes donde eran reducidos a la fuerza, misiones salesianos, y mucho control policial. Se crearon colonias indígenas en José de San Martín, junto al arroyo Genoa, en Cushamen, sobre el alto río Chubut, en Languiñeo y posteriormente en otros lugares. Algunos caciques obtuvieron también tierras cerca de Cushamen. El aislamiento de estas poblaciones reducidas a la fuerza permitió la conservación de muchas de sus tradiciones, la pureza genética –real o aparente– y su idioma. Como consecuencia, pese a no ser originarios del Chubut, esta provincia es en la actualidad la que cuenta con un mayor porcentaje de indígenas mapuches, con el 8,5%.
Los tehuelches, como todos los otros grupos indígenas, fueron duramente afectados por las sucesivas enfermedades contraídas de los blancos. En la actual provincia de Santa Cruz se formaron algunas comunidades indígenas, que fueron respetadas por los estancieros de la zona, y en términos generales ignoradas por las autoridades. La comunidad más conocida, y la que conserva con mayor pureza algunas de las tradiciones tehuelches, es la de Camusu Aike, fundada en enero de 1898 y establecida en un cañadón desértico a unos 180 km de Río Gallegos. Es uno de los pocos lugares en que todavía se habla una forma del dialecto tehuelche aonikenk.

### Final del camino: Tierra del Fuego

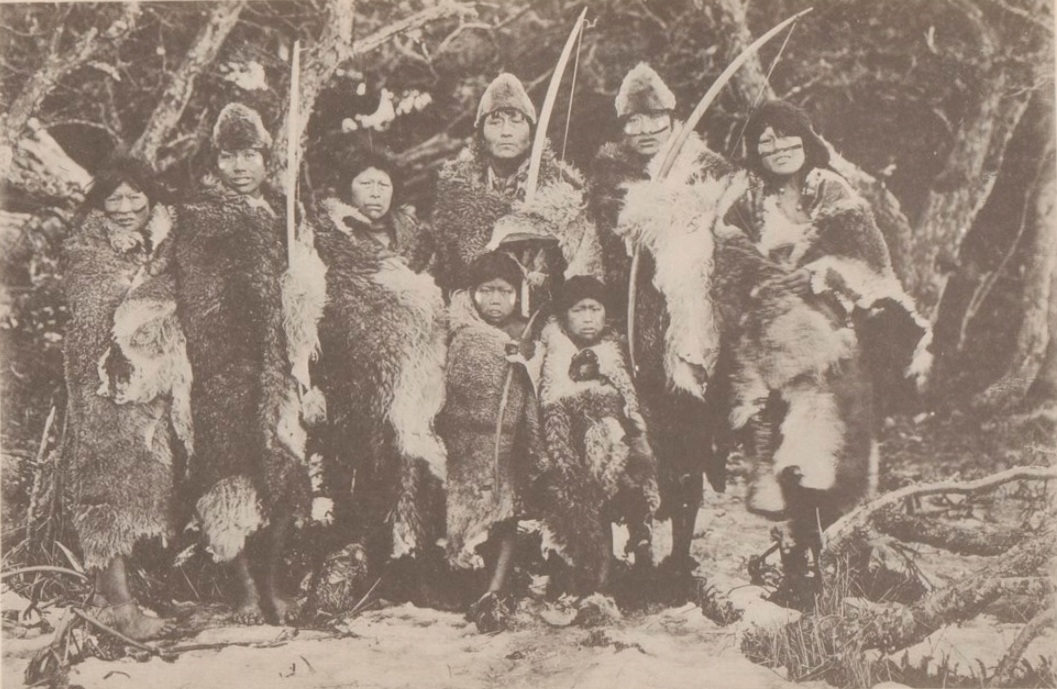
Indígenas selknam de Tierra del Fuego.

Los primeros europeos en tomar contacto con los nativos de Tierra del Fuego fueron los marinos de dos buques enviados por España después del descubrimiento del Cabo de Hornos, que contactaron con los nativos en 1619. El segundo encuentro fue con la tripulación de un buque inglés que naufragó en las costas de la isla en 1765, y que tuvieron buenas relaciones con los indígenas haush. La siguiente expedición que es seguro que entró en contacto con los indígenas fue la dirigida por James Weddell en torno al año 1820; el capitán tuvo tiempo de leerles algunos pasajes de la Biblia.
A partir de 1826 se produjo la visita de Charles Darwin en los buques de Robert Fitz Roy, quien secuestró algunos yaganes y los llevó a Gran Bretaña. Allí creyó haberlos convertido en cultos europeos vestidos con ropas occidentales, de modo que los devolvió a su tierra en un segundo viaje; pocos días más tarde, habían vuelto a vivir como sus antepasados y parientes. Durante los años siguientes, varios misioneros británicos anglicanos intentaron catequizar a los yaganes; tras la muerte de Allen Gardiner, y tras la matanza de misioneros y marineros de 1859, Waite Stirling y luego Thomas Bridges se instalaron en el Canal de Beagle y fundaron una misión en la bahía de Ushuaia en 1869. Lograron concentrar algunos indígenas en la misión, bautizarlos como anglicanos y enseñarles a cuidar ganado ovino. Mientras tanto, la población de yaganes disminuía aceleradamente por las enfermedades traídas por los misioneros, sobre todo el sarampión, Los misioneros sólo se convencieron de que algo andaba mal cuando la población de indígenas en la misión de Ushuaia cayó a números mínimos y ya no se veían nativos navegando por el Canal: estaban en vías de extinción. De modo de Bridges decidió abandonar todo y dedicarse a la ganadería a algunos kilómetros de allí: entregó la misión al capitán argentino Augusto Lasserre, que fundó la ciudad de Ushuaia en 1884.
En esos mismos años estalló la fiebre del oro en Tierra del Fuego, y al año siguiente llegó el aventurero rumano Julio Popper, que hizo una exploración a fondo del territorio y se dedicó a extraer oro y a comprar terrenos para establecer estancias. Como los selknams molestaban sus actividades, se dedicó activamente a cazarlos y matarlos sistemáticamente; los indígenas intentaron defenderse con arcos y flechas, pero fueron masacrados. En 1886 llegó una expedición dirigida por el oficial Ramón Lista, acompañado por el marino Federico Spurr y el misionero salesiano José Fagnano; lo primero que hicieron fue provocar otras dos matanzas de selknams, pese a que Fagnano intentó detenerlas; los hechos nunca fueron investigados judicialmente. Notando que los selknam estaban en peligro, Fagnano reunió a sus niños en una misión salesiana que fundó, pocos kilómetros al norte de Río Grande. Este lugar, que luego se convirtió en escuela agrotécnica, resultó ser el refugio de los últimos sobrevivientes selknam; del lado chileno, selknam, yaganes y alacalufes fueron reunidos indiscriminadamente y privados intencionalmente de su cultura en la isla Dawson, donde las epidemias causaron un desastre; en ese lugar, veintiún selknam lograron salvarse de las matanzas causadas por los buscadores de oro y de los criadores de ovejas, que contrataban sicarios a quienes se pagaba una libra por cada indígena que mataban.
El oro se terminó en 1909, y las autoridades de la isla impidieron nuevas cazas de indígenas, pero ya era tarde: cuando, en 1918, llegó a Tierra del Fuego el etnólogo alemán Martin Gusinde, estimó que quedaban solamente trescientos selknam, y que no eran suficientes para sostener la población a largo plazo. Más allá de unos pocos casos de mestizaje y de algunos aborígenes que se contrataron como peones y dejaron de considerarse indígenas, la última sobreviviente considerada «pura» y que conocía su lengua falleció en el año 1966. No obstante, ya en el siglo XXI, unos cuantos descendientes de los selknam han decidido identificarse como tales, y recuperar algunas tradiciones y parte de su lengua.
En cuanto a los yaganes, corrieron una suerte similar: tras sufrir toda clase de daños por enfermedad y por la incomprensión de las autoridades argentinas y chilenas, que incorporaron a algunos de ellos como parte de las marinas de guerra, su población decayó indefinidamente. En 2022 murió la última mujer que hablaba su idioma. Los últimos descendientes mestizos, que hablan exclusivamente castellano, viven en la actualidad en la localidad de Puerto Williams, del lado chileno del Canal de Beagle.

## Un país sin indios
La segunda conquista había tenido éxito: quedaban abiertas a la colonización argentina las tierras en manos de los indígenas, que fueron repartidas en cantidades inmensas. En dos décadas, toda la tierra fue asignada como propiedad a ganaderos e inversores con capacidad para tramitar e influenciar funcionarios en Buenos Aires, porque la mayor parte de las tierras conquistadas pasaron a ser parte de territorios nacionales, no de provincias.
Obsesionados con la inserción en "el mundo" –en la civilización europea, realmente– la generación de la Organización Nacional, y más aún la generación siguiente, la generación del 80, deseaban mostrar al país como una tierra de oportunidades para la inversión y para la población inmigrante, donde tanto los gauchos como los «indios» sobraban. Esa era la hipótesis de Urquiza, de Sarmiento, de Alsina y de Julio Argentino Roca. De los gauchos se encargaron las últimas guerras civiles, de modo que a continuación se dedicaron a librar al país de los «indios» por la expulsión o el exterminio. Mientras las guerras civiles y del Paraguay impidieron avanzar en ese sentido, emplearon a propagandistas como Alcide D'Orbigny, Alfredo Marbais du Graty y Martin de Moussy para alabar al «país sin indios». Lo siguiente que había que hacer, entonces, era "vaciar el desierto". Cuando, en la década del 70, la situación cambió a su favor, con la Conquista del Desierto, lo vaciaron y lo conquistaron.
Una vez cumplidas las conquistas del sur y del Chaco, los indígenas no habían sido exterminados por completo: ya no eran una amenaza, ya no podían obstaculizar el crecimiento ilimitado con que las élites soñaban, pero aún quedaban varias decenas de miles de indígenas, y los gobiernos de la época debían tomar una decisión acerca de ellos. El «país sin indios» aún debía terminar de resolver el «problema del indio».
El positivismo que dominaba las discusiones intelectuales de la generación del 80 impedía considerar favorablemente cualquier iniciativa autónoma hacia los indígenas, ya que esto hubiese forzado la contradicción entre el concepto de nación, –entendida como un conjunto homogéneo de habitantes de un país– y el derecho a la diversidad. Por consiguiente, las pocas acciones que se intentaron fueron en el campo de la beneficencia, mientras se hacían amplios esfuerzos para integrarlos dentro de la sociedad nacional, de la que no formaban parte aún. El ideal a alcanzar era hacer de los indígenas simples ciudadanos de la Nación, sin respeto por ninguna diferencia.
Aún muchos años más tarde, en los años 1930, Ezequiel Martínez Estrada afirmaba que "el indio no tiene pasado porque no tiene porvenir; ocupa meramente el espacio que llena su cuerpo, vivo o muerto y, como el animal, aún en sociedad desarrolla una vida que no sobrepasa los límites de sus sentidos."

### Fuerza de trabajo barata
Al concluir la Conquista del Desierto, los indígenas fueron sometidos a encerramientos prolongados en campamentos militares, pontones navales, reclusión en islas, o cualquier otro medio de terminar de quebrar su voluntad. Al término de ese período de ablandamiento, los varones –aún los que habían sido grandes caciques– eran repartidos para trabajar por jornales por debajo de lo habitual como peones de campo en las grandes estancias de la provincia de Buenos Aires. Las mujeres y las niñas eran repartidas en casas de familia de clase alta, para trabajar como sirvientas, muchas veces sin más sueldo que un miserable alojamiento y un poco de comida. Miles de personas fueron distribuidas de este modo, aún más cruel que los repartimientos españoles tres siglos anteriores: el objetivo evidente era la aculturación.
Tras las campañas más intensas de la conquista del Chaco, este tipo de reparto también fue aplicado, pero en este caso los favorecidos eran los obrajes de empresas tanineras, en especial La Forestal, y las plantaciones de caña de azúcar, primero del propio Chaco y luego de Salta, Tucumán y Jujuy. Sin embargo, ya para entonces los obreros indígenas eran demasiados, especialmente en el sur: para el avance de la frontera agrícola se utilizaban sobre todo italianos y croatas, y para la frontera ganadera irlandeses y vascos: una vez más, sobraban los indios. De modo que los gobiernos se esforzaron por plantear colonias indígenas para los indígenas –específicamente agrícolas en el norte, inevitablemente ganaderas en el sur: primeramente se repartió alguna tierra entre los caciques, para después beneficiar a algunos guerreros y la "chusma". De todos modos, nunca se abandonó del todo la costumbre de conchabar indígenas como peones, ya que eran mano de obra barata y ningún empleador de zonas rurales estaba dispuesto a renunciar a ella; con ese fin se repartieron muchas menos tierras de las necesarias, de inferior calidad, y se las mantuvo superpobladas.
Fundada en 1915, la colonia aborigen Napalpí, por ejemplo, estaba sobrepoblada, y no alcanzaba a dar trabajo a todos sus habitantes. El gobierno repartía hachas, aperos de labranza y semillas de algodón, pero no era suficiente. Para complementar las cosechas de sus reducidas parcelas se presentaban a cualquier empleo imaginable, pero sólo había una oferta muy alta por temporadas: sus únicos empleos seguros eran ir a trabajar durante unos cuantos meses a Santa Fe –a los obrajes de tanino de La Forestal, famosa ya por los abusos a sus empleados– o a la zafra azucarera en las provincias de Tucumán, Salta y Jujuy. La mayoría optó por conchabarse en los cañaverales, en parte porque Napalpí estaba sobre la vía férrea que los llevaba directamente a Salta o Tucumán. Lo mismo hicieron, durante décadas, los indígenas del oeste de los territorios del Chaco, de Formosa y del noreste de Salta.
Lo habitual con los obreros indígenas era el pago muy retrasado de los sueldos, por lo que los bolicheros les vendían mercadería por adelantado, anotando en libretas que los indios no sabían leer; cuando llegaba el salario, las cuentas solían estar abultadas tramposamente, tanto con artículos que los indígenas nunca habían visto, como por precios cambiados. El sueldo nunca alcanzaba, de modo que los verdaderos dueños de los boliches –los ingenios azucareros o las plantas de tanino– obligaban a los indígenas a continuar trabajando por el siguiente salario, que a su vez tampoco alcanzarían a pagar. Si pretendían escapar, tenían sus propias "fuerzas de seguridad" para capturarlos y volverlos a obligar al trabajo. Este procedimiento alcanzó un gran desarrollo en el Chaco durante el primer tercio del siglo XX, hasta que las mejoras en los transportes y las comunicaciones, y la disminución de la demanda de quebracho, más que las propias empresas, le pusieron fin a mediados del siglo XX.

### Reducciones y colonias indígenas

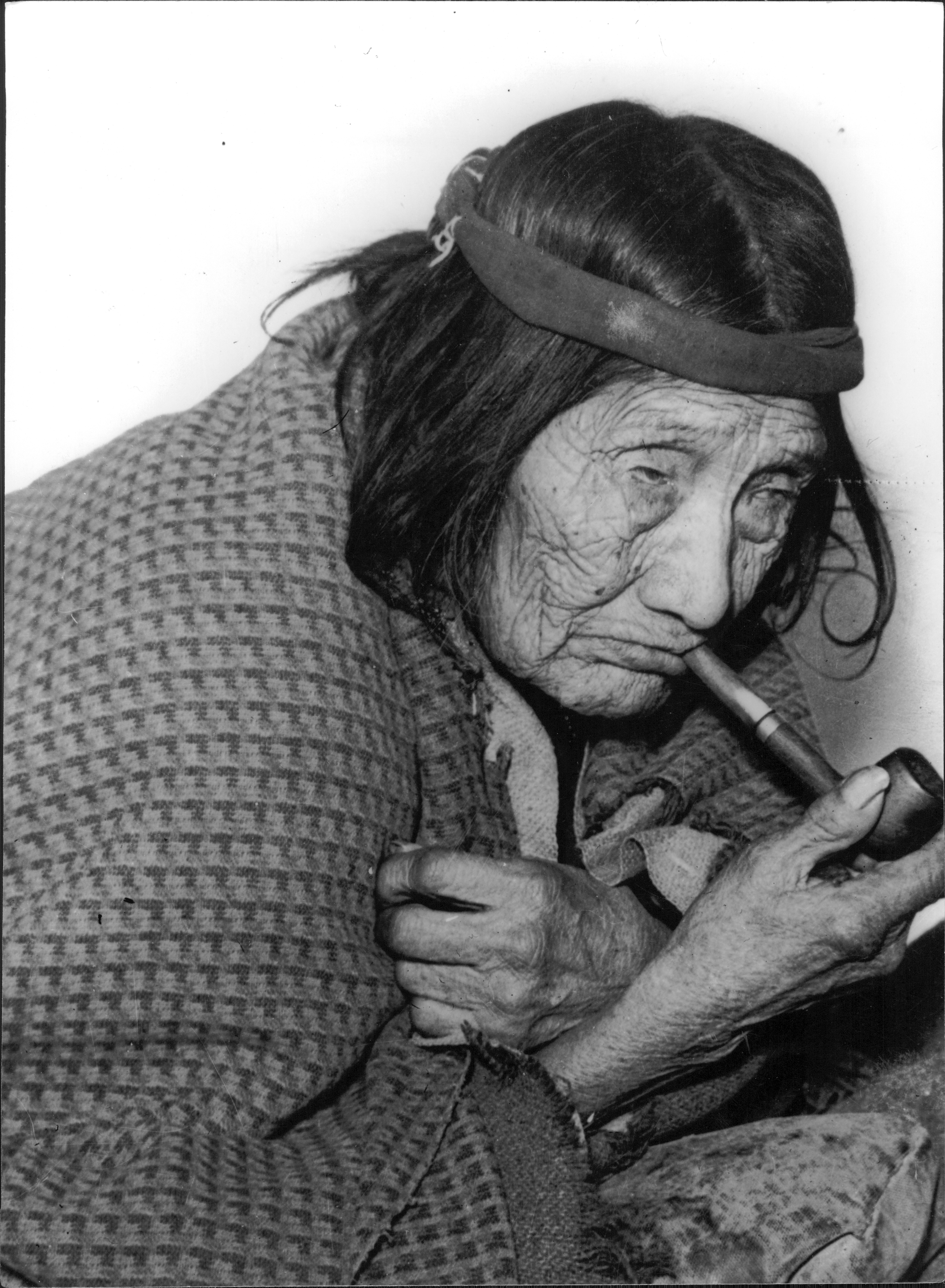
Anciana mapuche fumando, a principios del.

Inmediatamente después de la campaña al Desierto, las tierras ganadas a los indígenas fueron vendidas a precios absurdamente bajos a los amigos del gobierno, en lotes con superficies enormes. No fue el Estado nacional quien se enriqueció, sino los ganaderos que compraron esos terrenos. Mientras tanto, en la prensa y en el Congreso se discutió mucho acerca de qué hacer con los indígenas. La opinión que prevaleció fue que debían reconocérseles sus derechos de ciudadanos argentinos: no era territorio conquistado, sino que el Estado había incorporado ese territorio porque ya era parte de la Argentina, de modo que los indios nacidos allí eran también argentinos. Pero a cambio de reconocérseles sus derechos, se los forzaba a admitir que la Nación argentina era una y uniforme, y no había lugar para disidencias. Se les exigía la completa incorporación al pueblo argentino y su total aculturación como indígenas.
No todo se hizo siguiendo ese criterio: algunos de los caciques más importantes recibieron terrenos para sostener a sus familias, como fue el caso de Namuncurá sobre el río Negro, primeramente en Chichinales y luego en Chimpay, donde sin embargo no se le reconoció la propiedad y no le permitieron tener vacas. Cuando quedó claro que esos terrenos eran más valiosos de lo que se había pensado, se decidió donarle un terreno mucho menos valioso en San Ignacio, un rincón cordillerano sobre el río Aluminé, donde moriría en 1908. También Reuquecurá y Sayhueque recibieron una legua cuadrada de tierra cada uno.
Los «indios amigos» que habían colaborado en las dos últimas décadas fueron beneficiados con la propiedad de la tierra que ocupaban, también en forma de colonias, pero pronto comenzaron a expulsarlos también de ese último refugio: en sus tierras se erigieron colonias de inmigrantes, pueblos, caminos, estaciones de ferrocarril. Por estos medios, y también por medio de estafas mucho menos indirectas, en dos o tres generaciones las colonias indígenas habían perdido la mayoría de sus tierras. Pudieron conservar las menos fértiles y las inundables, mientras que los campos agrícolas pasaban a la población blanca. Pueblos como Olavarría, con Chipitruz y Juan José Catriel, o Los Toldos con los Coliqueo pudieron conservar una escasa presencia indígena, pero sus habitantes se fueron proletarizando rápidamente. No llegaron a fines del siglo XX conservando sus tradiciones, pero en esa época hicieron grandes esfuerzos por recuperarlas.
En el norte del país se crearon cuatro reducciones estatales para los indígenas: la de Napalpí –actualmente Colonia Aborigen Chaco– en el centro del territorio del Chaco en 1911, para tobas y mocovíes; la de Bartolomé de las Casas, en Formosa en 1914, para tobas y pilagás; la Colonia Francisco Javier Muñiz, para wichís, en Formosa en 1935; y la Colonia Florentino Ameghino, para pilagás y tobas, también en Formosa en 1935. Si a los indígenas les servían de refugio frente a los abusos de los gobiernos y colonos, para el gobierno tenían otras funciones: los indígenas eran presionados por la policía a incorporarse a la Iglesia católica, enviar a sus niños a la escuela y comportarse en todo como blancos. Y, por supuesto, los directivos de las colonias eran blancos: no había la menor intención de que los indígenas se autogestionaran.
En definitiva, los «blancos» decidieron todo lo que se hizo con los indígenas sin dejarles ningún derecho a opinar sobre sus destinos. El objetivo era, de acuerdo al positivismo imperante, decidir dónde podían hacer menos daño y dónde podían ser más útiles a la población blanca. Dejando de lado a los indios amigos y a unos pocos caciques, la respuesta se concentraba en tres opciones para los hombres –el Ejército, el trabajo de peones de campo o en la zafra azucarera– y una sola para las mujeres y niñas: la servidumbre doméstica. Y siempre se intentó que fuera con los hombres y las mujeres por separado, para que no se reprodujeran entre sí.
Y, aun así, los nativos no desaparecieron, ni en el norte ni en el sur. En el norte se mantuvieron en algunas colonias agrícolas y tendían a agruparse cada tanto. En el sur, muchos de los expulsados huyeron a los Andes, donde se establecieron en pequeñas comunidades en medio del bosque; allí fueron sistemáticamente perseguidos por la policía, pero la mayor parte optó por quedarse. Habían vuelto a vivir en el lugar de donde habían partido sus antepasados dos o tres siglos antes, y en condiciones de vida muy similares.

### Los coyas

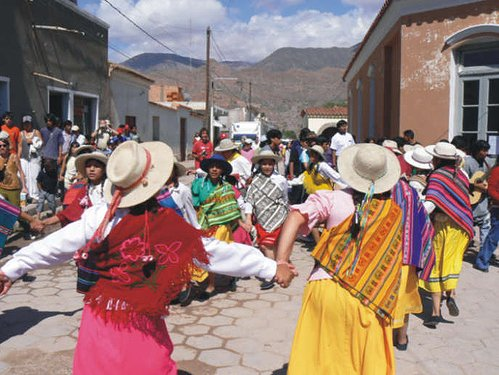
Bailando el carnavalito en Humahuaca.

Perdido su idioma, y liberados de la mita y demás formas de repartimiento, los pueblos indígenas del noroeste, especialmente de Jujuy, Salta, y de la parte seca y montañosa de Catamarca y Tucumán, pasaron a llamarse «coyas», o también «collas», o la forma preferida en la actualidad: «kollas». Debido a migraciones internas, se encuentran coyas y descendientes de coyas viviendo en todo el país, de los cuales algunos se identifican como tales e intentan mantener sus tradiciones. No provienen de un único origen, sino que están formados por descendientes relativamente «puros» o escasamente mestizados de una gran cantidad de parcialidades de características similares –que ocupaban originalmente uno o pocos valles cada uno, y que se han unificado por presión de los incas, de los españoles y los argentinos– y también por una lenta pero continua inmigración desde Bolivia, durante muchos siglos.
Todo ese territorio fue incorporado a fines del siglo XV al Imperio incaico, que estaba formalmente dividido en su capital, Cuzco y cuatro regiones administrativas. La sección sur, aproximadamente desde el norte del actual departamento peruano de Puno, se denominaba Collasuyo, por el nombre de un antiguo reino del norte de la actual Bolivia, el reino colla. Una profunda transculturación, producida a propósito por los incas para dominar mejor estas regiones, fue interrumpida por la invasión española. Los incas llamaban "collas" a los hablantes de aimara y a sus vecinos del sur, los chichas, y a algunos de los atacameños, como los lipes, para más tarde extender el nombre a los indígenas más desarrollados de los territorios conquistados en el norte de la actual Argentina. Durante el siglo XIX, el término coya se refería casi exclusivamente a los habitantes de la Quebrada de Humahuaca y al norte de los Valles Calchaquíes; sólo a partir del siglo siguiente se extendió a un área más grande y a las poblaciones de apariencia indígena de las ciudades del noroeste.
Las guerras calchaquíes y la conquista de la Quebrada de Humahuaca causaron un masivo despoblamiento de estas regiones, que fueron repobladas por poblaciones venidas desde el Alto Perú y de las provincias vecinas donde se habían refugiado los sobrevivientes de las guerras; Por lo tanto, eran pueblos que efectivamente descendían en su mayoría de los originarios de esas regiones. No obstante, habían olvidado ya sus idiomas, habían adoptado la religión católica, introdujeron ganados y cultivos occidentales y adoptaron relaciones de trabajo monetarizadas, sin dependencias forzosas.
Durante la primera mitad del siglo XIX, los pueblos coyas vieron pasar por su territorio las expediciones militares de la Guerra de Independencia Argentina, y aportaron su masa humana para la misma; también colaboraron en la Guerra Gaucha dirigida por Martín Miguel de Güemes, aunque episódicamente colaboraron con los realistas. Durante las guerras civiles argentinas tuvieron actuación en campañas en la provincia de Salta, y en algunos intentos de caudillos federales, tal el caso de la última campaña de Felipe Varela.
Entre 1874 y 1879 tuvo lugar una rebelión colla en la Puna contra los terratenientes de la zona, capitaneada por el militar Laureano Saravia. Lograron una victoria en la batalla de Abra de la Cruz contra el gobernador de Jujuy José María Álvarez Prado, pero luego fueron derrotados en la batalla de Quera. El gobierno salteño expropió algunas de las tierras en disputa, pero nunca las entregó a los indígenas, que quedaron como simples arrendatarios. Ochenta años más tarde, un grupo de indígenas creyó llegado el momento de que les fueran entregados durante el gobierno de Juan Domingo Perón; ciento setenta de ellos marcharon a Buenos Aires en el llamado Malón de la Paz a pedírselas al propio presidente, que completó el proceso de expropiación, pero posteriormente se desentendió de ellos, que fueron expulsados de regreso. Muy pocas de esas tierras han sido aún entregadas en posesión a los coyas de la Puna.
Su situación como súbditos nominales del Rey de España había sido muy poco evidente, pero a partir del siglo XIX se los consideraba ciudadanos de pleno derecho de la Nación Argentina. Rara vez aprendían a leer y escribir, y por ello mismo era más raro aún que votaran en las elecciones antes de la época de la Ley Sáenz Peña. En general seguirían votando a gobiernos conservadores hasta la llegada del peronismo.

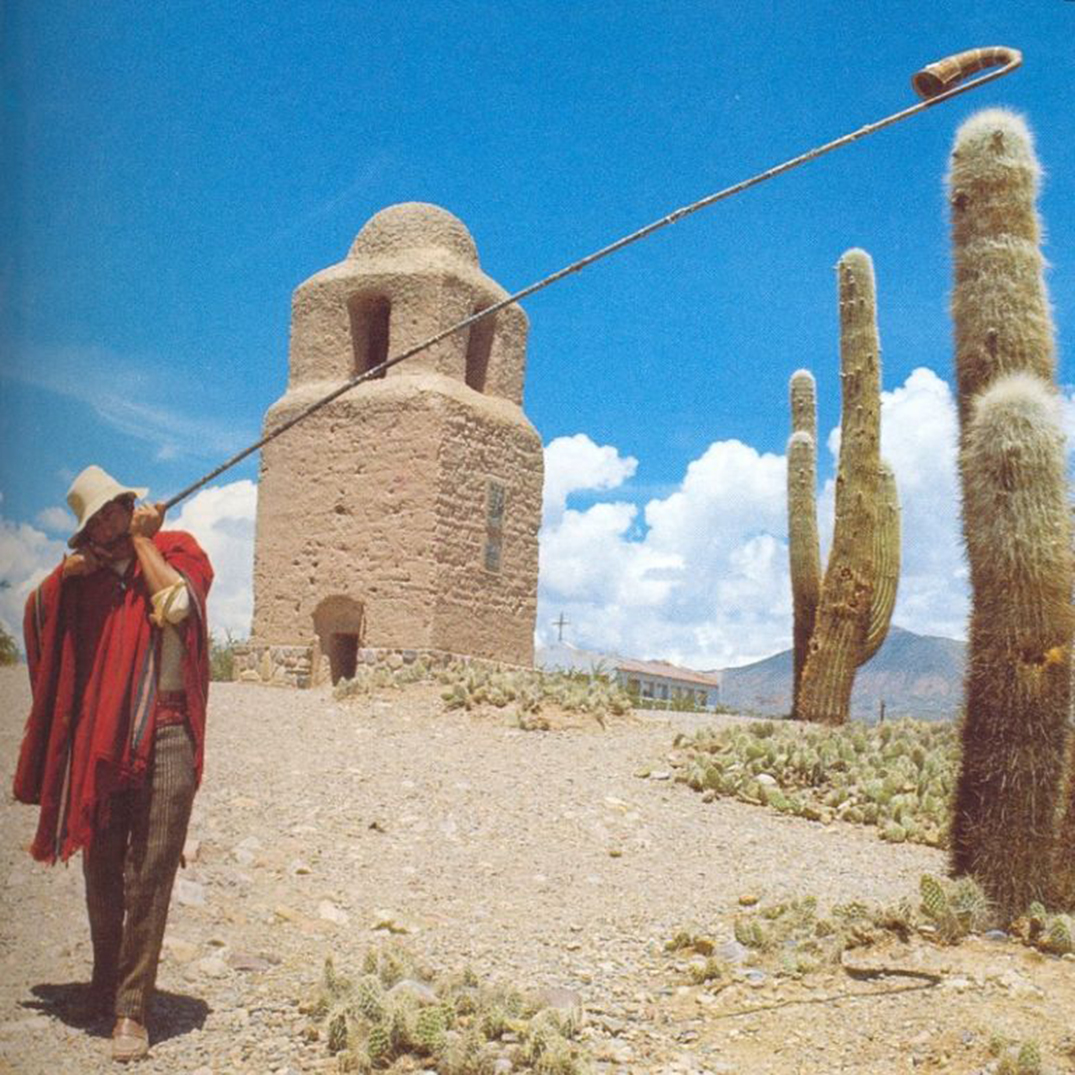
Músico coya tocando el erke en Humahuaca.

Dado que viven en zonas transitadas por la población "civilizada", los coyas se han mantenido como un pueblo indígena conocido por todos los argentinos del siglo XIX. Su cultura, sin embargo, no es estrictamente indígena sino mestiza. Si bien hablan castellano y practican la religión católica, mantienen algunos de sus rituales mezclados con ésta –más algunos otros en estado puro, como las tradiciones relacionadas con la Pacha Mama, las apachetas y el Inti Raymi, fiesta del sol. También en algunas zonas conservan formas de trabajo rural comunitario, como la minga. Mucho más cercanas a la tradición europea, pero con sus características propias, otras costumbres como el carnaval –que fue siempre una fiesta apreciada por los visitantes– formas musicales propias como el carnavalito, y el toreo de la vincha de Casabindo han tenido una mayor aceptación entre los occidentales que las tradiciones de los demás pueblos indígenas. Las celebraciones religiosas también están fuertemente influidas por tradiciones indígenas, más otras que nada tienen de indígenas, pero que han tenido un desarrollo puramente local.
Ya hacia mediados del siglo XX, la música folklórica del norte argentino incorporó la quena, el charango y otros instrumentos a sus orquestas, que acercaron cierto grado de reconocimiento a estos indígenas, seguidos unas décadas más tarde por los vestidos collas, muy apreciados por la generación hippie.
Desde el último tercio del siglo XIX, debido a la expulsión de los bolivianos tras la guerra del Pacífico, un importante flujo inmigratorio desde la Argentina, de origen mayoritariamente coya, se instaló en la provincia de Atacama, en la Puna chilena y en los valles que conducen al Pacífico. Esto causó un despoblamiento relativo en el lado argentino de la Puna. Algunos de ellos retornaron a la Argentina durante las fiebres del salitre y del cobre, mientras que los que quedaron en Chile debieron esperar hasta la década de 1990 para que se les reconociera como «pueblos originarios», y comenzara la formación de comunidades culturalmente autónomas.
Desde 2004 el pueblo kolla de Jujuy cuenta con representantes en el Consejo de Participación Indígena (CPI) del INAI. En 2008 y 2011 fueron elegidos 4 representantes en dos asambleas regionales. El 16 y el 22 de diciembre de 2017 fueron realizadas dos asambleas en Jujuy para elegir a 6 representantes en el CPI. Las 158 comunidades kollas de Jujuy están agrupadas en dos regiones: región Puna y región Valle y Quebrada.
A pesar de las muchas limitaciones impuestas, los coyas argentinos se han incorporado tempranamente a la nacionalidad argentina, nunca hubo un genocidio coya, y –si bien han sufrido estigmas sociales y discriminación– no la han sufrido en el mismo grado extremo que otros pueblos indígenas.

### Conflictos y masacres en el Chaco en elsigloXX
Los movimientos milenaristas fueron muy populares en las zonas rurales de la Argentina entre mediados de los siglos XIX y XX, tanto entre los gauchos analfabetos como entre los indígenas; el suceso más conocido relacionado con esta clase de movimientos fue el protagonizado por «Tata Dios» que llevó a la masacre de Tandil en 1872. Pero también algunas de las acciones de guerra de los indígenas chaqueños estaban relacionadas con esta clase de impulsos colectivos.
Entre 1922 y 1923 se produjeron varios choques armados entre colonos europeos e indígenas en el Territorio Nacional del Chaco; el gobierno siempre culpó a los nativos y la policía los reprimió sistemáticamente, causando decenas de muertos. Entre 1923 y 1924 se produjeron conflictos entre los zafreros y los cosechadores por la mano de obra indígena, y el gobierno les prohibió salir de la provincia, lo que causó una baja general en los jornales y una fuerte quita en el precio de venta del algodón propio de los indígenas, y además se les prohibió cazar en un coto en el que se los había autorizado con anterioridad.
Un tal Dionisio Gómez se dedicaba a prédicas milenaristas, enfatizando en los sufrimientos de los indígenas y aduciendo que era voluntad de Dios expulsar a los blancos. Esa actividad atrajo en 1924 a unos 800 hombres –tobas y mocovíes– que formaron una toldería en torno a Gómez dentro de la colonia aborigen Napalpí, y se negaron a trabajar para los blancos. Pronto se produjeron incidentes y peleas, mientras la prensa local y nacional distorsionaba la información contra los "salvajes". El 19 de julio se produjo la masacre de Napalpí: unos 170 hombres de la policía territorial acribillaron a los indígenas desarmados, causando más de 200 muertos y cientos de heridos. La policía, que no tuvo un solo herido, procedió a continuación a ultimar a los heridos, descuartizándolos y quemando los cadáveres. Durante el siguiente mes, persiguieron a todos los indígenas de las cercanías, matando a varias decenas.
El hecho tuvo una gran repercusión en la prensa y en el Congreso, pero nadie fue castigado por ese hecho; la justicia determinó que había ocurrido una sublevación y sobreseyó a todos los acusados. Los sobrevivientes pudieron volver a la colonia Napalpí, pero fueron hostigados sistemáticamente por la policía y muchos fueron despojados de sus tierras. La gobernación designó como cacique a un tucumano que había servido de guía para la matanza. La colonia comenzó a ser ocupada por criollos e inmigrantes, dejando de ser un refugio seguro para los tobas.
En 1933, en medio de una sequía que asolaba al Chaco, circuló la noticia de que se iba a construir un puente cerca de El Zapallar y hacia allí marchó un grupo de más de trescientos indígenas, casi todos ellos mocovíes. Los habitantes de El Zapallar se alarmaron y los denunciaron a la policía y al gobierno territorial. Los viajeros solicitaron humildemente alimentos, pero en cambio llegó la policía, que se interpuso entre ellos y el pueblo, y tras algunas provocaciones mataron a cuatro personas y detuvieron a veintidós, en su mayoría mujeres, por lo que algunas se lanzaron al río para huir con sus hijos, pero varios niños fueron arrastrados por la corriente y también murieron. Los indígenas dispersos fueron reunidos por un antiguo seguidor de Dionisio Gómez con profecías milenaristas, que fueron acompañadas por los nativos con cantos y danzas. La policía regresó, pero por una vez no hubo matanza: los indígenas fueron capturados y llevados a reducciones improvisadas junto al río Teuco. Otros, huidos de la represión, se reunieron en Pampa del Indio, donde formaron una gran toldería y se reunieron para una especie de culto cargo; esperaban la abundante ayuda que suponían que vendría en avión, enviada por seres sobrenaturales desde Buenos Aires, por lo que prepararon una pista de aterrizaje que llamó la atención de la policía. Cientos de indígenas fueron arrestados y llevados a la reducción del Teuco, donde nada se previó para ayudarlos a instalarse.

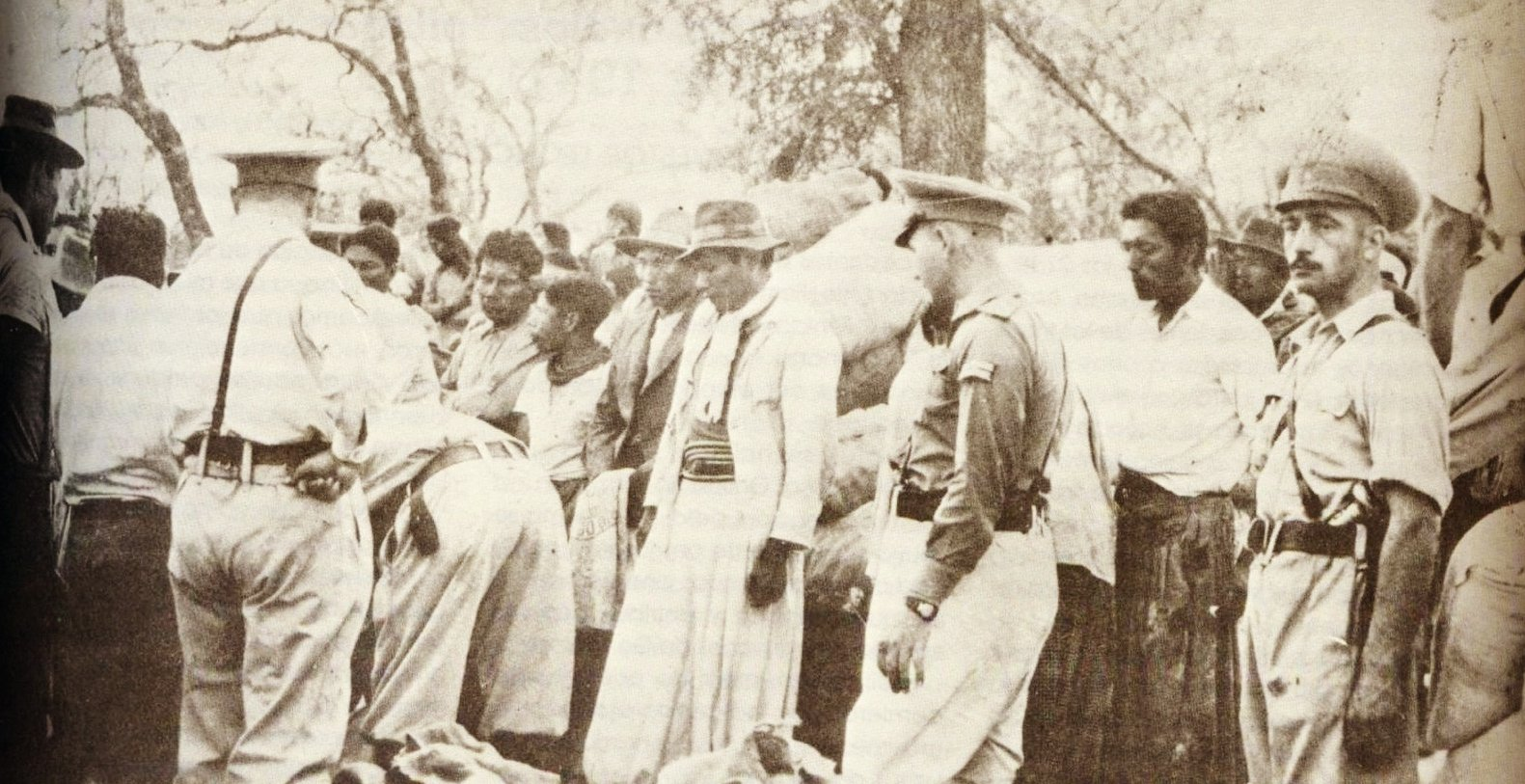
La Gendarmería Nacional se reúne con la comunidad pilagá, en el campamento de Rincón Bomba poco antes de la masacre. El nativo de más a la derecha es el sanador y predicador Tonkiet, bautizado Luciano Córdoba.

En 1947, como todos los años, cientos de familias del Territorio Nacional de Formosa se trasladaron a pie al Ingenio El Tabacal (Salta) para trabajar en la zafra de la caña de azúcar. Pero al momento de la primera paga recibieron, en lugar de los 6 pesos prometidos, 2,50 pesos el día; cuando intentaron una protesta, fueron despedidos y debieron abandonar la zona a pie. Los pilagás de Formosa, sin alimentos, se dirigieron hacia la localidad de Las Lomitas, a 450 kilómetros del Tabacal, donde estaba asentado un escuadrón de la Gendarmería. Dirigidos por un chamán y predicador milenarista llamado Tonkiet, una multitud de indígenas llegó a fines de mayo a Las Lomitas y se instaló en un paraje cercano conocido como Rincón Bomba, o La Bomba. La presencia del predicador atrajo a varios grupos indígenas más: mientras algunas fuentes citan 1000 personas, otras estiman entre 7000 y 8000 personas; el juez de la causa la estimó en «varios millares».
Inicialmente, los gendarmes se mostraron solidarios con los indígenas, pero con el paso del tiempo la relación entre los «blancos» y los «indios» comenzó a deteriorarse: impulsados por Tonkiet, los indígenas llamaban a sus espíritus con bailes nocturnos y tambores que alteraban la tranquilidad de la zona, mientras los niños deambulaban por el pueblo pidiendo comida y cazando ranas. En septiembre, el gobernador del territorio informó de la situación al ministro del Interior Ángel Borlenghi, quien –por orden del presidente Juan Domingo Perón– envió de inmediato a la ciudad de Formosa tres vagones de ferrocarril con alimentos, ropas y medicinas. Pero sólo uno de los vagones llegó, ya entrado el mes de octubre, con la mayor parte de los alimentos en mal estado, que causaron una intoxicación masiva y la muerte de al menos 50 personas. Los nativos creyeron que la comida había sido envenenada o que tenía «algún mal», y el predicador Tonkiet decretó danzas continuas durante varios días.
La prensa local comenzó a divulgar la idea de que los indígenas preparaban un «malón», y la población de Las Lomitas reclamó una «solución al problema» al Escuadrón de Gendarmería Nacional. El comandante del escuadrón dispuso un «cordón de seguridad» de unos cien gendarmes alrededor del campamento pilagá, para impedir el contacto con la población «blanca», colocando cuatro nidos de ametralladoras en sitios estratégicos.
En la tarde del 10 de octubre había entre 200 y 400 gendarmes presentes cuando un cacique –que había acordado una reunión con el comandante Fernández Castellanos– se presentó seguido de una gran cantidad de hombres, mujeres y niños que llevaban grandes retratos del presidente Perón y Eva Perón. Por orden del subcomandante José M. Aliaga Pueyrredón, los gendarmes abrieron fuego con fusiles, ametralladoras, carabinas y pistolas, y a continuación remataron a los heridos en el piso.

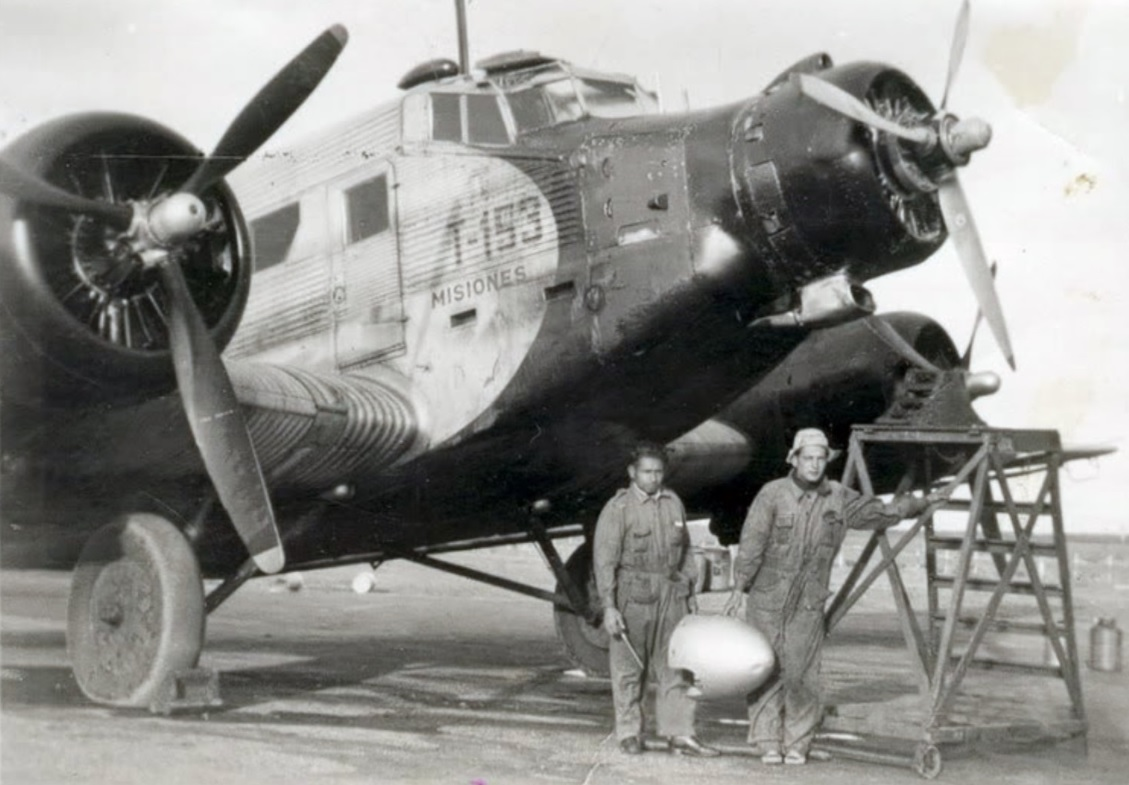
El avión de la Fuerza Aérea utilizado para la masacre, que durante una semana ametralló desde el aire a los pilagá.

El 11 de octubre, el director general de Gendarmería Nacional, Natalio Faveiro, informó que se había producido un levantamiento, que había algunos gendarmes heridos de bala, y que había sido reprimido con algunos muertos de parte de los indígenas; unos días más tarde, informaba también que se había solicitado un avión para colaborar con la represión. En efecto, el 15 de octubre llegó un Junkers Ju 52 de la Fuerza Aérea equipado con una ametralladora, y se cree que participó en las matanzas.
La masacre se extendió durante semanas en el monte, en Campo del Cielo, Pozo del Tigre y otros lugares. Se han calculado unos 400 o 500 indígenas –en su gran mayoría pilagás– muertos por los fusilamientos, además de 200 desaparecidos, un número desconocido de niños extraviados y los 50 intoxicados; en total, más de 750 personas, además de que las mujeres sobrevivientes fueron violadas reiteradamente.
Algunas familias capturadas con vida fueron llevadas a la colonia aborigen de Bartolomé de las Casas (Formosa) y a Muñiz (Buenos Aires), donde se las obligó a trabajar como peones bajo la administración de la Dirección de Protección al Aborigen y la vigilancia de la Gendarmería, en un régimen de virtual esclavitud.
La prensa porteña no difundió la noticia hasta varias semanas más tarde, cuando se limitó a informar de un «levantamiento», «alzamiento» o «malón indio». Únicamente el diario el diario El Intransigente de Salta publicó la existencia de rumores y testimonios acerca de que Gendarmería Nacional estaba encubriendo una masacre, pero el asunto no volvió a ser mencionado por ningún juez, ningún gobierno, ni ningún periódico hasta principios del siglo XXI.

## La Argentina redescubre a sus indios
Oficialmente, en la Argentina existen actualmente entre veinte y treinta pueblos indígenas, que utilizan nueve idiomas distintos al castellano: wichí (wichí lhämtes), toba (qomlaqtaq), guaraní (avañe’ẽ), guaraní chaqueño en sus variantes chiriguana (ava) e isoceña (chané), dialecto mbyá (mby'a) ,
chorote manjuy (iyo'wujwa), pilagá (pitelara laqtaq), sudboliviana (Qullasuyu qhichwa simi) de los pueblos quechua, collas y otros; tapiete (tapiete), nivaclé (nivaĉle), mocoví (moqoit la’qaatqa) y mapuche (mapudungun). Pese al intento de ocultarlos  –o a la voluntad de no verlos– el desarrollo de los transportes, comunicaciones y el turismo obligaron a los argentinos a reconocer que en la Argentina hay indios, como en todo el resto de América Latina. Las primeras reacciones al descubrimiento de su presencia fueron folclóricas: predominaba el interés por decorar las viviendas de los occidentales con piezas textiles o de cerámica, y quizá conocer algunas "curiosidades" de los indígenas.
Desde la época de la generación del 80, y hasta el presente, las iniciativas a favor de los indígenas chocaron con la contradicción entre el concepto de nación, entendida como conjunto homogéneo de habitantes de un país, y el derecho a la diversidad, lo que retrasó el avance de los derechos humanos de los indígenas.
Los indígenas tienen una baja representación en los medios de comunicación. Las telenovelas, publicidades y películas latinoamericanas habitualmente ocultan a los descendientes de indígenas para hacer parecer a sus poblaciones como compuestas casi enteramente por «blancos». Los actores indígenas generalmente deben seguir los estereotipos en funciones subordinadas y sumisas, como conductores, empleadas domésticas, y pobres en general.

### Primeras organizaciones indígenas
Una de las primeras oportunidades en que los indígenas se expusieron a la opinión pública como pueblos con sus propios problemas y necesidades fue el Malón de la Paz, cuando 174 coyas de las provincias de Jujuy y Salta se desplazaron –en parte a lomo de mula– hasta la ciudad de Buenos Aires, donde se entrevistaron con algunos ministros y solicitaron el reconocimiento de su propiedad sobre miles de hectáreas en la Puna, la Quebrada de Humahuaca y sus alrededores. Fueron bien recibidos, pero tres semanas más tarde se los mandó de vuelta en tren a su lugar de origen, utilizando la fuerza pública. El gobierno del general Perón expropió la mayor parte de las tierras en disputa, pero nunca se las entregó a los coyas.
Inspirado en los gobiernos progresistas que sucedieron a la Revolución Mexicana, el movimiento indígena gestionado por los propios indígenas llegó comparativamente tarde a la Argentina. Sus primeras expresiones tuvieron lugar en Tartagal (Salta), por conflictos causados por la explotación petrolera. En 1971 fue creada la Comisión Coordinadora de Instituciones Indígenas, integrada y dirigida por indígenas. Su máximo referente fue el considerado fundador del indigenismo combativo, el colla Eulogio Frites.
En 1968 se fundó el Centro Indígena Argentino, que entre 1970 y 1971 se convirtió en la Comisión Coordinadora de Institutos Indígenas (CIIRA), que aspiraba a constituir un congreso deliberativo y promover la conciencia étnica de los aborígenes argentinos por medio de la autogestión, y se manifestaba contra prácticas que consideraba genocidio y etnocidio. En 1969 tuvieron lugar en Tartagal y Zapala los primeros congresos indigenistas de nivel nacional.
En 1969 se inició un proyecto cooperativo para la explotación forestal en Nueva Pompeya, en el Chaco, que inspiró el Congreso Regional de Cabañaró, que daría lugar a la Federación Indígena del Chaco, formada por tobas, wichíes y mocovíes. En 1973 se fundó otra federación indígena en Tucumán.
Las primeras reuniones a gran escala que hablaran en nombre de la totalidad de las comunidades mapuches tuvieron lugar en la provincia del Neuquén, donde en 1964, el Estado provincial neuquino había cedido 18 reservas a otras tantas comunidades indígenas, con un total de 175 000 hectáreas; más tarde se aumentó el número de reservas a 23. Tras un «Cursillo de líderes indígenas» convocado por el obispo Jaime de Nevares en Pampa del Malleo, se fundó en la ciudad de Neuquén la Confederación Indígena Neuquina (CIN). Dos años más tarde, ésta convocó al Primer Parlamento Indígena Nacional, el Futa Traun, que se reunió en Neuquén entre el 14 y el 22 de abril de 1972. Pese a que algunos gobiernos provinciales no permitieron viajar a los delegados con el argumento de «aquí no hay indios», fue un completo éxito y se logró aprobar una amplia lista de “recomendaciones” acerca de asuntos referentes a tierras, educación, sanidad, trabajo, previsión social, obras públicas y organización comunitaria. En lo referente a este último punto, aconsejó elegir cuanto antes a los longko (cabeza) de cada comunidad.
El éxito del Futa Traun fortaleció al incipiente movimiento indígena nacional: al año siguiente fueron fundadas las Federaciones Indígenas de Formosa, de Tucumán y del Chaco; esta última organizó el llamado Parlamento Indígena del Chaco, en el que participaron prácticamente todas las comunidades wichís, tobas y mocovíes de esa provincia y de Formosa. Por su parte, la Confederación Indígena Neuquina fue gradualmente cooptada por el gobierno de los hermanos Felipe y Elías Sapag, y llevada a adoptar una ideología etnicista, centrada en reivindicaciones culturales, dejando de lado los reclamos económicos y políticos. Cada año o dos años se convocaban parlamentos de longkos, en los que se discutía acerca de la posesión y propiedad de la tierra, de mensuras y demarcaciones, de asistencia técnica y de organización de cooperativas. El gobierno de los Sapag respondió positivamente y las comunidades recibieron viviendas, escuelas, puestos sanitarios, campañas de vacunación, etc.
La violencia durante el gobierno de María Estela Martínez de Perón llevó a un incremento de la represión a las organizaciones populares; muchas organizaciones indígenas fueron disueltas y sus dirigentes  más combativos fueron perseguidos y encarcelados. En 1975 se produjo un repliegue general del movimiento indígena nacional, que afectó inclusive las experiencias cooperativas comunales, y se iniciaron desalojos ilegales de comunidades y despojo fraudulento de sus tierras. Bajo el Proceso de Reorganización Nacional sólo eran posible las reivindicaciones culturales; cuando se fundó la Asociación Indígena de la República Argentina (AIRA) se subrayó su carácter apolítico, y se acusó a partidos y grupos políticos hegemónicos de manipular al movimiento indígena con concepciones hispanistas y economicistas. Sus objetivos eran el respeto por la persona y personalidad cultural india, la propiedad de la tierra ocupada históricamente por los indios,  personería jurídica para las comunidades y libre empleo para los indios. La AIRA fue manejada desde sus comienzos por la etnia colla, y se identificaba con el peronismo.
Durante la última dictadura sólo pudieron organizarse dos parlamentos en el Neuquén. Con el regreso de la democracia en los años 1980, el número de comunidades y sus reservas aumentó a 30, pero hubo conflictos con la Administración de Parques Nacionales, propietaria de cinco de esas reservas. En la década siguiente comenzó reclamar regalías por la extracción de petróleo y gas en territorios de propiedad de las comunidades. Con el tiempo, la Confederación Indígena Neuquina perdió gran parte de su fuerza organizativa, aunque aún alcanzó a obtener un gran logro con la sanción de la constitución provincial de 2006, la primera que incluye –además de la declaración sobre pueblos originarios contenida en la Constitución Nacional desde 1994– el reconocimiento del derecho de los indígenas a las tierras que tradicionalmente han ocupado, con carácter de inembargables y no enajenables.
La primera gran iniciativa del pueblo coya en Jujuy fue tomada por jóvenes estudiantes en agosto de 1979, en plena dictadura, con la fundación del Centro Kolla. Reclamaban una educación bilingüe, tener sus documentos en quechua y aimara, la propiedad de la tierra, y el uso de un calendario kolla. Pese a que se los acusaba de «subversivos», no parecen haber sufrido una represión importante. Años más tarde, cuando surgieron varias decenas de otras organizaciones indígenas, el Centro Kolla fue el núcleo en torno al cual se formó la Organización Indianista del Pueblo Kolla (Orinpuko), una organización no gubernamental formal.
A fines de esa década, volvieron a lograr un éxito interno los dirigentes más nuevos del AIRA, lo que llevó a la ruptura en varios sectores. A finales de los años 1990, casi todas las comunidades indígenas del país participaban de organizaciones comunes.

### Reforma constitucional e instituciones específicas
En 1985 fue sancionada la ley 23.302 «sobre política indígena y apoyo a las comunidades aborígenes», orientada a garantizar el acceso a la tierra, respetar su cultura en los planes de enseñanza y en la protección de su salud, asegurar su participación en forma plena en la vida social, económica y cultural de la Nación respetando sus propios valores y preservar el patrimonio cultural. Para ello empezó por reconocer la personería jurídica a las comunidades indígenas radicadas en el país y establecer el Registro Nacional de Comunidades Indígenas (RENACI). A partir de entonces las comunidades indígenas comenzaron a organizarse legalmente para alcanzar su primer objetivo –la propiedad de la tierra– pero también acentuaron los procesos de rescate de sus identidades culturales. Por la misma ley se creó el Instituto Nacional de Asuntos Indígenas (INAI), un ente descentralizado con participación indígena, dependiente del Ministerio de Salud y Acción Social.
La Constitución de 1853, en su artículo 75 inciso 15, mencionaba entre las «Atribuciones del Congreso» la de «conservar el trato pacífico con los indios, y promover la conversión de ellos al catolicismo.» Los constituyentes de 1994 no consideraron adecuada a fines del siglo XX esta disposición, por lo que la reemplazaron por el inciso 17 actualmente vigente:

«Reconocer la preexistencia étnica y cultural de los pueblos indígenas argentinos. Garantizar el respeto a su identidad y el derecho a una educación bilingüe e intercultural; reconocer la personería jurídica de sus comunidades, y la posesión y propiedad comunitarias de las tierras que tradicionalmente ocupan; y regular la entrega de otras aptas y suficientes para el desarrollo humano; ninguna de ellas será enajenable, transmisible, ni susceptible de gravámenes o embargos. Asegurar su participación en la gestión referida a sus recursos naturales y a los demás intereses que los afectan. Las provincias pueden ejercer concurrentemente estas atribuciones.»

Varias de estas reivindicaciones, como la educación bilingüe y la propiedad común e inalienable de la tierra, fueron tomadas directamente de los reclamos de los indígenas a lo largo de los anteriores veinticinco años.
Posteriormente, nueve de las provincias incorporaron estos derechos a sus constituciones, aunque con matices muy diferentes: mientras la de Formosa, por ejemplo, dispone que los indígenas tomarán parte en las decisiones que los afecten, otras como la de Río Negro se limitan a afirmar que tienen ciertos derechos que deben ser provistos por el Estado. La de Salta, en el extremo, limita el derecho a la tierra solamente a las tierras fiscales.
En 2008, el INAI quedó integrado por un presidente dependiente del Ministerio de Desarrollo Social o del Ministerio de Justicia y Derechos Humanos, un Consejo de Coordinación que incluye representantes elegidos por las comunidades indígenas y un Consejo Asesor técnico. El Consejo de Participación Indígena (CPI), agregado en 2004, es un articulador o intermediario entre las comunidades indígenas y el Estado nacional. Desde 2005 está formado por 80 representantes (un titular y un suplente por pueblo en cada provincia).
El INAI creó un Programa Nacional de Relevamiento Territorial de Comunidades Indígenas para relevar la ocupación actual, tradicional y pública de las comunidades indígenas. Para junio de 2015 se habían relevado 647 comunidades indígenas y 6 999 443 hectáreas. El Registro Nacional de Comunidades Indígenas para entonces había otorgado personería jurídica a 1380 comunidades pertenecientes a los hasta entonces 32 pueblos indígenas registrados por el Estado nacional.
Respecto a otros derechos enunciados en la reforma constitucional, la ley 25.517, sancionada el 21 de noviembre de 2001, dispuso la devolución a las comunidades indígenas de todos los restos mortales de aborígenes que formen parte de museos y colecciones. Desde entonces el Museo de La Plata restituyó los restos de 32 indígenas, entre ellos los del cacique tehuelche Inacayal y del cacique ranquel Mariano Rosas.

### Política de tierras, siglosXXyXXI
Históricamente, los indígenas siempre han sido acusados de “usurpadores” de las tierras que ocupan por no acreditar ningún título ni reconocimiento por parte del Estado. Es por eso que los problemas de posesión de la tierra han sido los más acuciantes desde el final de las masacres de la primera mitad del siglo XX.[cita requerida]
En 1964, el gobierno de la provincia de Neuquén estableció 18 reservas indígenas con 175 000 hectáreas, adonde se reunieron las comunidades indígenas de la provincia, que hasta entonces se congregaban con la tolerancia de los dueños de la tierra en pequeños pueblos. La calidad de las tierras dadas en propiedad fue, en muchos casos, muy pobre, excepto en el departamento Aluminé y en parte en el de Ñorquín. Hay también algunas que contienen la costa de alguno de los grandes ríos, pero el gobierno provincial no siempre autoriza la utilización de esa agua para riego. Los indígenas se vieron obligados, entonces, a vender su fuerza de trabajo para complementar sus ingresos, de resultas de lo cual pierden por el lado laboral la autonomía cultural y económica que ganan con la creación de las reservas. Además los territorios indígenas no pueden ser enajenados, de modo que la población aumenta sin que puedan expandir su territorio. Como resultado, la tierra es sobreexplotada y la producción lanar y de carne por persona se hacen cada vez menores y de peor calidad, lo que redunda en menores ingresos.
Sólo después de esta reforma en el sistema de propiedad rural en Neuquén, y en algunos casos después del retorno de la democracia en 1983, se fue imponiendo el mismo sistema en otras provincias: en el noreste de Salta, en el Chubut, en Jujuy, etc. En Formosa, la totalidad de la política de reservas indígenas se desarrolló después de 1983, especialmente a partir de la ley provincial número 426/84, del año 1984.
De los coyas que permanecen en sus provincias de origen, algunas comunidades han optado por autoidentificarse con los pueblos originarios de la época de la conquista, como los diaguitas, atacameños, omaguacas, ocloyas, tastiles, tilianes, chichas, toaras, fiscaras y quechuas, y han reclamado sus territorios ancestrales en consecuencia. En menor medida, lo mismo ha ocurrido con otros pueblos. No se ha estudiado con detalle si dicha separación en etnias distintas favorece o perjudica las reivindicaciones de esos pueblos.
Un caso particular es el de un grupo de descendientes de los comechingones, que han recreado una comunidad en el año 2007 sobre la base de una propiedad común que habían heredado de sus antepasados y conservado hasta los años 1880. No conservaron ninguna de sus tradiciones ni lengua, pero insistieron en la creación de una comunidad, aún cuando ésta no tiene la opción de recuperar esa propiedad: sus tierras fueron loteadas a fines del siglo XIX y hoy forman parte del céntrico y superpoblado barrio Alberdi de la ciudad de Córdoba.
Con la promulgación de ley n.º 26160 de noviembre de 2006 se dispuso la emergencia en materia de posesión y propiedad de las tierras tradicionalmente ocupadas por las comunidades indígenas inscriptas en el Renaci, y se suspendieron los desalojos de estas tierras. Se detallaba que la posesión debía ser demostradamente actual, tradicional y pública.
En septiembre de 2017 el INAI informó al Senado de la Nación Argentina que existen en el país unas 1600 comunidades indígenas identificadas, de las cuales 1417 cuentan con personería jurídica. Un total de 824 de esas comunidades iniciaron los trámites para reclamar como territorios de ocupación tradicional un total de 8 414 124 hectáreas, lo que representa un 3% del territorio nacional.
De acuerdo con los mapas elaborados por el Re.Te.CI, había 39 pueblos que en noviembre de 2022 contaban con comunidades registradas en el ámbito nacional.
De acuerdo a las leyes argentinas, las tierras a que tienen derecho las comunidades indígenas les deben ser adjudicadas y escrituradas a título gratuito, mientras que la comunidad tiene la obligación de vivir en ellas y trabajarlas: está prohibido venderlas, alquilarlas o subdividirlas.

### Lenguas indígenas y educación bilingüe
En la Argentina se hablan trece lenguas indígenas: qom, pilagá, mocoví, vilela, wichí, nivaclé, chorote, avá-guaraní, tapiete, mbya-guaraní, quechua, tehuelche y mapuche. Según el censo de 2010, 955 032 personas se consideran indígenas, pero sólo un 20% de ellos hablan lenguas aborígenes, más un 7% que las entiende pero no las habla.
En 2005 tuvo lugar un caso excepcional, cuando se descubrió que Blas Jaime, un ciudadano jubilado nacido en Nogoyá, conservaba numerosos elementos de una lengua nativa desconocida, que le habían sido transmitidos por su madre en la niñez. Los estudios lingüísticos confirmaron que se trata de la lengua chaná, y se logró la redacción de un diccionario y gramática de ese idioma, que se creía extinto hacía siglos, más algunos términos en el idioma charrúa.
La educación pública en la Argentina se llevó adelante, desde mediados del siglo XIX, exclusivamente en castellano. Recién en el año 1975 tuvo lugar la incorporación de un educador adicional, hablante nativo de wichí, a las clases en una escuela de la localidad de Ingeniero Juárez (Formosa). Diez años más tarde, la provincia creó cuatro escuelas secundarias con orientación docente para formar maestros especializados en educación en lenguas nativas; el ejemplo fue imitado por el Chaco en 1987, con apoyo de la Pastoral Aborigen de la arquidiócesis de Resistencia. Recién en 2004 se creó el Programa Nacional de Educación Intercultural Bilingüe, que para el año 2010 había logrado iniciar la educación bilingüe en casi todas las provincias. En 2006 se había establecido la educación bilingüe como una de las ocho modalidades del sistema educativo, a través de la Ley de Educación Nacional número 26.206.
En el formato elegido en la norma de 2004, el sistema consiste en la presencia en el aula de dos docentes: el docente con título oficial, que enseña en castellano, y un auxiliar indígena, que guía a los niños en su lengua nativa, tanto en la educación inicial como en la primaria y secundaria. Entre las críticas al modelo, se indica que nada hay previsto por el momento para la educación terciaria o universitaria, se acepta que la población criolla no reciba esa educación, de modo que no aprende las lenguas indígenas, y se observa que sólo es aplicada en entornos rurales, mientras que no se hace ningún esfuerzo por imponerla dentro de las ciudades.
Desde 2010 existe un Consejo Educativo Autónomo de Pueblos Indígenas (CEAPI) para el intercambio de propuestas entre el Estado y los representantes de los pueblos nativos.
En 2015 se inició un proyecto de estudios universitarios en la localidad de Abra Pampa, en Jujuy, en el cual –con el apoyo de la Universidad Siglo 21– se iniciaron cursos de Administración de Empresas, Ciencias Agrarias, Derecho y Contador Público y se propuso abrir también algunas tecnicaturas. Los alumnos pertenecen, invariablemente, al pueblo coya. En 2022, la misma universidad abrió un segundo centro en Villa Tulumaya, en el Departamento Lavalle (Mendoza), para estudiantes de origen huarpe.

### Conflictos acerca de la tenencia de la tierra en elsigloXXI
Uno de los problemas que enfrentan las comunidades indígenas es que sus fronteras no coinciden con los límites de los Estados nacionales: los mapuches, guaraníes, coyas, ava guaraníes, chanés, tapietés y otros pueblos están repartidos entre dos o más Estados. A pesar de que, en la práctica, la circulación de personas, mercaderías y expediciones de caza no respeta las fronteras entre países, los propios indígenas tienen condiciones de vida, religiones, condicionantes externos y educativos –especialmente idiomáticos– muy distintos a cada lado de la frontera. Las ciudades más o menos cercanas son polos de atracción que funcionan también como repelentes de indígenas "extranjeros". Las comunidades indígenas quedan rotas, divididas en nuevas comunidades menores, mutuamente diferenciadas, cuando originalmente eran exactamente el mismo pueblo. Y los efectos son aún peores cuando existen fronteras interiores de un Estado federal, como es el caso argentino.
En la provincia de Formosa, el apoyo de los partidos de oposición al gobernante Partido Justicialista ha complicado las negociaciones entre el gobierno provincial y las comunidades indígenas, que pretenden la legalización de la propiedad de los terrenos asignados a las comunidades. El caso paradigmático ha sido el de la comunidad toba (qom) La Primavera, donde su representante legal, Félix Díaz, llevó sus reclamos a la ciudad de Buenos Aires para solicitar ayuda contra el gobierno provincial, acampando varias veces en pleno centro de la ciudad. El conflicto, latente durante mucho tiempo, escaló rápidamente cuando el gobierno provincial proyectó la construcción de un centro universitario en tierras reclamadas por esa comunidad; con el apoyo visible de la oposición a nivel nacional, se produjo primeramente el corte de la ruta nacional 86, seguido de varios hechos de violencia, y luego la ocupación durante muchos meses de parte de la Avenida 9 de Julio en Buenos Aires. Tras la asunción de Mauricio Macri a la presidencia de la Nación, Díaz fue nombrado con un cargo público; sin embargo, tiempo después denunciaba que ese gobierno tampoco había cumplido las demandas de la comunidad La Primavera.
Existen conflictos por la propiedad de la tierra en la provincia de Salta, en particular de las comunidades wichís del noreste de la provincia. Por otro lado, se trata de una de las regiones más pobres del país, donde la población rural –mayoritariamente indígena– debe afrontar problemas crónicos de falta de ingresos, restricciones por parte de los propietarios rurales, escaso acceso al agua potable e insuficiente atención médica, que llevan a reiterados casos de mortalidad infantil evitable y problemas educativos. Pese a que esta información aparece reiteradamente en la prensa provincial y nacional, muy poco se ha avanzado en las últimas décadas.
No obstante, los casos más resonantes han sido los relacionados con los reclamos de las comunidades mapuches en el sur del país; a lo largo del siglo XXI, varias comunidades han ocupado terrenos reclamados desde hace mucho tiempo como propios de las agrupaciones comunitarias. En paralelo con la violencia que impera en el llamado conflicto mapuche de la vecina república de Chile, los manifestantes argentinos han producido hechos violentos, en muchos casos respondidos de la misma manera por las autoridades. Cuando una comunidad indígena cortó la ruta nacional 40 en las cercanías de El Maitén, a orillas del río Chubut, las autoridades nacionales respondieron ordenando a la Gendarmería garantizar el paso por ese tramo de ruta. Como consecuencia, el 1 de agosto de 2017, en medio de un violento operativo de desalojo se produjo la desaparición de Santiago Maldonado, un joven no perteneciente a la comunidad mapuche, pero que estaba apoyando sus actividades. El hecho generó una crisis de alcance nacional, incluidas marchas masivas en reclamo por su presunto secuestro y asesinato por parte de la Gendarmería. La aparición de su cadáver en el cauce del río Chubut varios meses más tarde pareció restarle importancia al hecho, aunque la comunidad mapuche continúa reclamando esas tierras y la familia de Maldonado explicaciones sobre su muerte.
Unos meses más tarde, un grupo de mapuches ocupó un terreno de Parques Nacionales en Villa Mascardi; se ordenó su desalojo a la Prefectura Naval Argentina, que hizo un uso masivo de armas de fuego. El resultado fue la muerte de Rafael Nahuel, un joven barilochense, por munición de asalto de la Prefectura; la fuerza naval insistió en que la víctima los había atacado, pero las pruebas se acumularon en contra de esta hipótesis. En los dos casos, la ministra de Seguridad de la Nación, implicada en las órdenes de represión, defendió el accionar de las fuerzas de seguridad.
Por otro lado, han ocurrido casos de ataques de parte de los indígenas a empleados de empresas rurales, y la destrucción de inmuebles, como refugios de montaña. Durante la década siguiente continuaron las operaciones de ocupación de terrenos fiscales por parte de los mapuches, mientras que el relevamiento de tierras avanza con lentitud. El gobierno de Mendoza reaccionó a una asignación de territorios en el sur de esa provincia con una declaración legislativa que consideró a los mapuches «pueblos no originarios argentinos».

### Organizaciones indígenas en elsigloXXI
Algunas organizaciones populares, como la Organización Barrial Túpac Amaru, han reivindicado parcialmente su ascendencia coya, pero sus objetivos no están ligados a las reivindicaciones específicas de este pueblo, y utilizan una iconografía más relacionada con los quechuas y aimaras.
En 2003 fue fundada la Organización Nacional de Pueblos Indígenas de la Argentina –la ONPIA– sobre la base de la Asociación de Comunidades Indígenas (ACOIN), que pretendió convertirse en la central nacional de la actividad indígena, incluyendo dentro de su organización a las anteriores, incluida la Orinpuko. Entre las particularidades de su acción estuvo la insistencia en demostrar que varios pueblos que eran considerados desaparecidos aún existían, porque existían los descendientes de los indígenas de los siglos XVII y XVIII. Por ejemplo, se apoyó en una encuesta en que se preguntaba a los censados si se autoidentificaban como huarpes, y más de 13 000 personas respondieron afirmativamente.
En 2006, los indígenas de Jujuy lanzaron una protesta que llamaron Segundo Malón de la Paz, en reclamo de que se les entreguen las tierras expropiadas por el presidente Perón sesenta años antes, en total unos 15 000 km2. El gobierno provincial pidió tiempo para poder preparar los títulos de propiedad, mientras los indígenas cortaban las rutas nacionales número 9 y número 16.
En el año 2023, el INAI reconocía 1826 comunidades indígenas, en casi todas las provincias argentinas.

### Población indígena en los años 2020
Desde 2005 en adelante se han publicado datos genéticos que contradicen la creencia de que  «no hay indios», o que son un número estadística y administrativamente despreciable: por ejemplo, que la  población mestizada en Argentina –con por lo menos un antepasado amerindio– rondaría el 21%, mientras que también se ha averiguado que más de la mitad de los argentinos tuvieron una antepasada femenina indígena hacia la época del descubrimiento. Otro estudio de 2011 señala que el componente conformado por genes amerindios de la población argentina es del orden del 30 %.
La Encuesta Complementaria de Pueblos Indígenas (ECPI) 2004-2005, que complementó los resultados obtenidos en el Censo Nacional de Población 2001 determinó que  600 329 personas se reconocieron pertenecientes y/o descendientes en primera generación de pueblos indígenas. El pueblo más numeroso era el mapuche, con 113 680 personas, seguido de los collas, con 70 505, los tobas, que eran 69 452, los wichíes, con 40 036 individuos censados, los diaguita-calchaquíes, con sus 31.753 habitantes, los guaraníes, que eran 22.059, los ava guaraníes (en los cuales deberían estar incluidos algunos de los del grupo anterior), con 21.807, y los mocovíes, huarpes, tupí-guaraníes, tehuelches, comechingones, y otras 18 denominaciones con más de 500 personas, más alrededor de veinte pueblos con números poco significativos.